# Mions
Ne doit pas être confondu avec Mons (homonymie).
Mions [mjɔ̃s] est une commune française située dans la métropole de Lyon en région Auvergne-Rhône-Alpes. Les habitants de Mions sont appelés les Miolands.

## Géographie

### Situation
Mions fait partie de la métropole du Grand Lyon. Située à 15 km au sud-est de Lyon, elle fait partie des communes dites de l'Est lyonnais.
Elle est composée d'un relief principalement plat, bien que l'est de la commune se situe sur une petite colline.
Le nord de la ville regroupe plusieurs zones d'activités et d'industries desservies par l'A46, alors que le reste des 1 156 ha de la commune est essentiellement une grande zone pavillonnaire.
Mions est limitrophe de cinq communes : 
|           | Saint-Priest |                          |
| Corbas    | Mions        | Toussieu                 |
| Chaponnay |              | Saint-Pierre-de-Chandieu |

### Climat
Pour des articles plus généraux, voir Climat d'Auvergne-Rhône-Alpes et Climat du Rhône.
En 2010, le climat de la commune est de type climat océanique altéré, selon une étude du Centre national de la recherche scientifique s'appuyant sur une série de données couvrant la période 1971-2000. En 2020, Météo-France publie une typologie des climats de la France métropolitaine dans laquelle la commune est dans une zone de transition entre le climat semi-continental et le climat de montagne et est dans la région climatique  Bourgogne, vallée de la Saône, caractérisée par un bon ensoleillement (1 900 h/an), un été chaud (18,5 °C), un air sec au printemps et en été et des vents faibles. 
Pour la période 1971-2000, la température annuelle moyenne est de 12 °C, avec une amplitude thermique annuelle de 18 °C. Le cumul annuel moyen de précipitations est de 854 mm, avec 9,2 jours de précipitations en janvier et 6,3 jours en juillet. Pour la période 1991-2020, la température moyenne annuelle observée sur la station météorologique de Météo-France la plus proche, « Luzinay », sur la commune de Luzinay à 8 km à vol d'oiseau, est de 12,7 °C et le cumul annuel moyen de précipitations est de 928,1 mm,. Pour l'avenir, les paramètres climatiques de la commune estimés pour 2050 selon différents scénarios d'émission de gaz à effet de serre sont consultables sur un site dédié publié par Météo-France en novembre 2022.
| Mois                                  | jan.          | fév.           | mars           | avril         | mai           | juin         | jui.          | août           | sep.          | oct.          | nov.            | déc.          | année     |
| ------------------------------------- | ------------- | -------------- | -------------- | ------------- | ------------- | ------------ | ------------- | -------------- | ------------- | ------------- | --------------- | ------------- | --------- |
| Température minimale moyenne (°C)     | 1             | 1,1            | 3,9            | 7             | 10,8          | 14,4         | 16,1          | 15,7           | 12,4          | 9,4           | 4,7             | 1,6           | 8,2       |
| Température moyenne (°C)              | 3,7           | 4,8            | 8,6            | 12,2          | 16,1          | 20,2         | 22,1          | 21,6           | 17,7          | 13,3          | 7,7             | 4,3           | 12,7      |
| Température maximale moyenne (°C)     | 6,5           | 8,4            | 13,3           | 17,4          | 21,3          | 25,9         | 28            | 27,5           | 22,9          | 17,3          | 10,7            | 7             | 17,2      |
| Record de froid (°C) date du record   | −10 13.01.03  | −12,9 05.02.12 | −10,5 01.03.05 | −3,4 08.04.03 | 1,5 07.05.19  | 5,5 07.06.06 | 7,5 13.07.00  | 7,9 30.08.1998 | 4,2 27.09.20  | −3,5 26.10.03 | −7,8 23.11.1998 | −14 30.12.05  | −14 2005  |
| Record de chaleur (°C) date du record | 18,5 10.01.15 | 21 23.02.20    | 24,8 30.03.17  | 29,2 21.04.18 | 33,1 24.05.09 | 39 22.06.03  | 39,6 24.07.19 | 40,3 13.08.03  | 33,8 14.09.20 | 27,7 04.10.10 | 21,5 07.11.15   | 17,2 05.12.06 | 40,3 2003 |
| Précipitations (mm)                   | 64,5          | 52,4           | 55,2           | 75,2          | 92,5          | 78,5         | 72,7          | 67,8           | 91,3          | 110,2         | 101,9           | 65,9          | 928,1     |

## Urbanisme

### Typologie
Au 1er janvier 2024, Mions est catégorisée centre urbain intermédiaire, selon la nouvelle grille communale de densité à sept niveaux définie par l'Insee en 2022.
Elle appartient à l'unité urbaine de Lyon, une agglomération inter-départementale regroupant 123  communes, dont elle est une commune de la banlieue,,. Par ailleurs la commune fait partie de l'aire d'attraction de Lyon, dont elle est une commune de la couronne,. Cette aire, qui regroupe 397 communes, est catégorisée dans les aires de 700 000 habitants ou plus (hors Paris),.

### Occupation des sols
L'occupation des sols de la commune, telle qu'elle ressort de la base de données européenne d’occupation biophysique des sols Corine Land Cover (CLC), est marquée par l'importance des territoires artificialisés (59,1 % en 2018), en augmentation par rapport à 1990 (39,9 %). La répartition détaillée en 2018 est la suivante : zones urbanisées (32,7 %), terres arables (32,2 %), zones industrielles ou commerciales et réseaux de communication (19,3 %), zones agricoles hétérogènes (8,6 %), mines, décharges et chantiers (6,6 %), espaces verts artificialisés, non agricoles (0,5 %).
L'IGN met par ailleurs à disposition un outil en ligne permettant de comparer l’évolution dans le temps de l’occupation des sols de la commune (ou de territoires à des échelles différentes). Plusieurs époques sont accessibles sous forme de cartes ou photos aériennes : la carte de Cassini (XVIIIe siècle), la carte d'état-major (1820 - 1866), ainsi que la période actuelle (de 1950 à aujourd'hui).

## Toponymie
Du gaulois medlo-, mello-, « colline » et du radical indo-européen *dhun-, associant un relief et un habitat défendu « dune », à l’origine d’une racine celtique *dhuno dont le premier sens aurait été « clôture, zone enclose », d’où le gaulois  dūnum qui a pris le sens de « citadelle, enceinte fortifiée » et, par métonymie, celui de « colline, mont » puisque la plupart des citadelles étaient bâties sur des hauteurs.

## Histoire

### Présentation géographique
Le territoire de la commune de Mions est situé dans le sud-ouest de la plaine du Velin à une altitude d'environ 210 mètres. L’urbanisation s‘y et développée à l'ouest de la butte qui abritait l’ancien château juché à 253 mètres et qui se prolonge vers l’est sur 4 kilomètres jusqu’à la commune de Toussieu. Cette butte, large d’environ 1 km, vierge d’habitations, culmine au château d’eau à 268 mètres. Cette topographie est à l’image de l’ensemble du pays du Velin. D’une part, la forme de plaine est un acquis de l’ère tertiaire, du Miocène plus précisément, et correspond à l’accumulation de sédiments déposés au fond d’une mer en provenance des Alpes en formation. On les désigne sous le nom de molasse qui est une sorte de grès à ciment calcaire. Ces sédiments  sont eux-mêmes enfouis à une profondeur de quelques dizaines de mètres. La couche superficielle, elle, correspond à un épisode très récent de l’histoire géologique. Il y a une dizaine de milliers d’années le dernier des grands glaciers descendus de la chaîne des Alpes, le würmien, avait sa langue terminale à Grenay, soit à une dizaine de kilomètres à l’est. Lors de sa fusion, les eaux formèrent comme un vaste delta en direction de l’ouest et déposèrent leurs alluvions dites fluvioglaciaires par de larges chenaux, mettant ainsi en relief entre eux des buttes comme celle de Mions-Toussieu,.

### L’héritage du Moyen-Âge
L’étymologie est de peu de secours lorsqu’on chercher à déceler une présence humaine sur le territoire de la commune. En choisissant de patronner l’ouvrage paru en 2007 sous le titre Mions, de Metono à la ville actuelle, la municipalité a opté pour une origine celtique. Dans cette langue, qui est celle de la peuplade des Allobroges, les mots met et dunum signifieraient respectivement colline et enceinte fortifiée.
Il faut attendre le XIIe siècle pour trouver la mention du nom de Mions dans un acte officiel. C’est en effet en 1170 que le pape Alexandre III justifie la prétention de l’abbaye lyonnaise de Saint-Just à détenir l’obéance de Méons. Cette sorte de seigneurie ecclésiastique était commune à plusieurs localités de ce secteur comme Bron, Décines, Solaize ou Saint-Laurent de Mure. Mais la véritable autorité semble avoir toujours été détenue par des familles laïques dont le premier représentant connu Narchimant de Méons vivait en 1193.Cette famille détiendra le titre seigneurial jusqu’au décès en 1420 de son dernier héritier mâle mais il ne faut pas lui attribuer un grand rôle car elle était vassale du chevalier de Saint-Symphorien d’Ozon, qui détenait lui-même ses pouvoirs du comte de Savoie. Entre-temps, en 1348 Mions, comme l’ensemble du Dauphiné avait été intégré au royaume de France.

La liste est assez fastidieuse des lignées seigneuriales qui se sont succédé jusqu’à la Révolution. Jamais, cependant ce secteur oriental de la commune n’aura mieux mérité l’appellation de château que depuis son appartenance au dernier propriétaire à partir de 1738. Barthélemy Jean-Claude Pupil, premier président de la cour des monnaies, lieutenant général civil et criminel en la sénéchaussée de Lyon s’y était faire construire un ensemble de bâtiments dignes de ce nom dans le style du XVIIIe siècle. Son domaine s’étendait sur plus de 1 000 bicherées (environ 130 ha). Il faisait forte impression sur la population. « Vivant plus souvent dans son hôtel particulier de la place Bellecour à Lyon ou à Paris qu’à Mions, son opulence et sa vie fastueuse l’avaient fait surnommer le milord de Mions. Son fils Barthélemy Léonard sera son dernier descendant. Opposant résolu à la Révolution il émigre en 1790 et décède à Venise en 1809. Ses biens avaient été vendus comme biens nationaux. Quant au château, il a été entièrement détruit par un incendie en 1799 à la suite d’une imprudence. Seuls subsistent aujourd’hui les anciens communs partiellement habités.

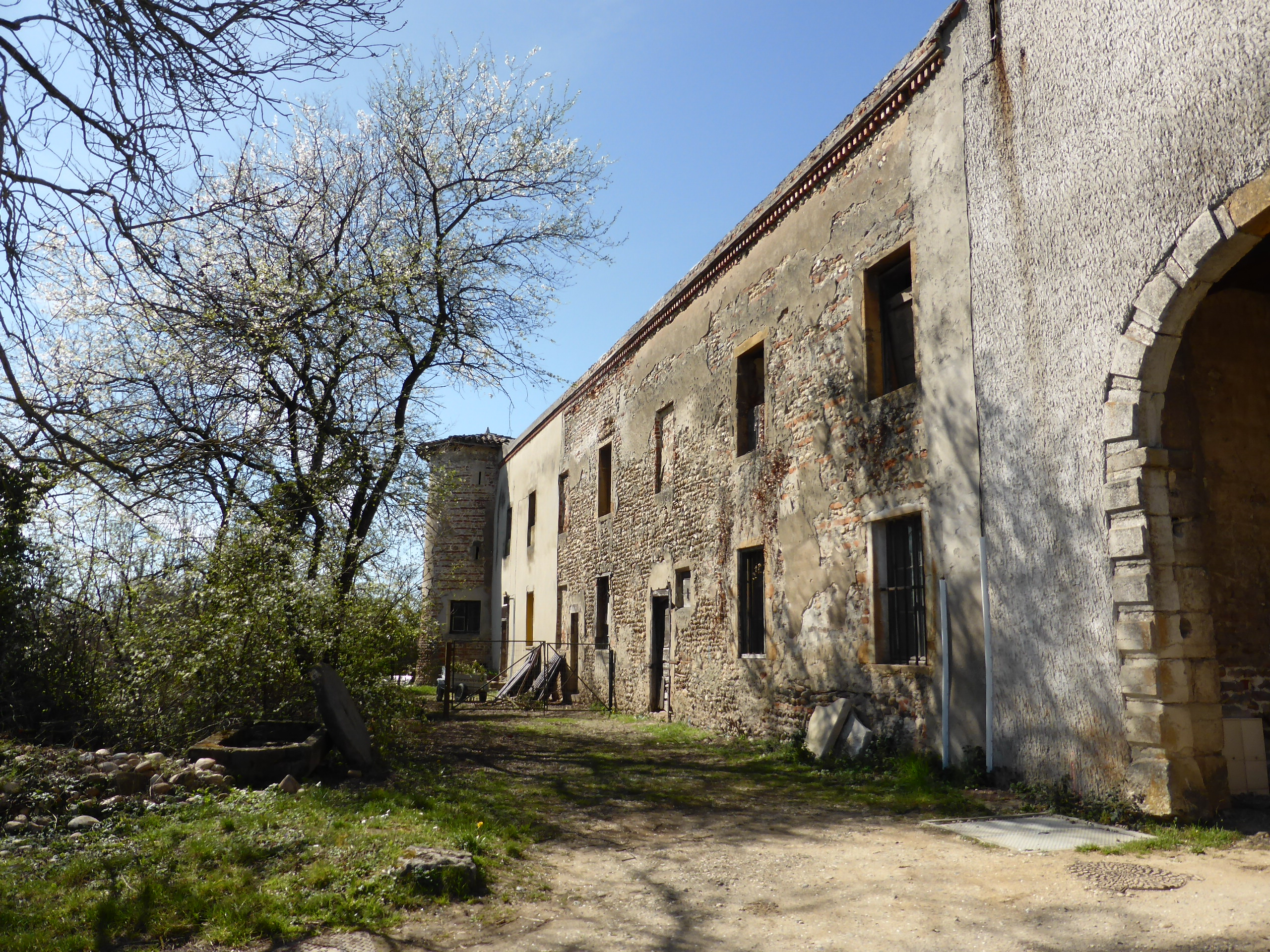
Communs du château de Mions
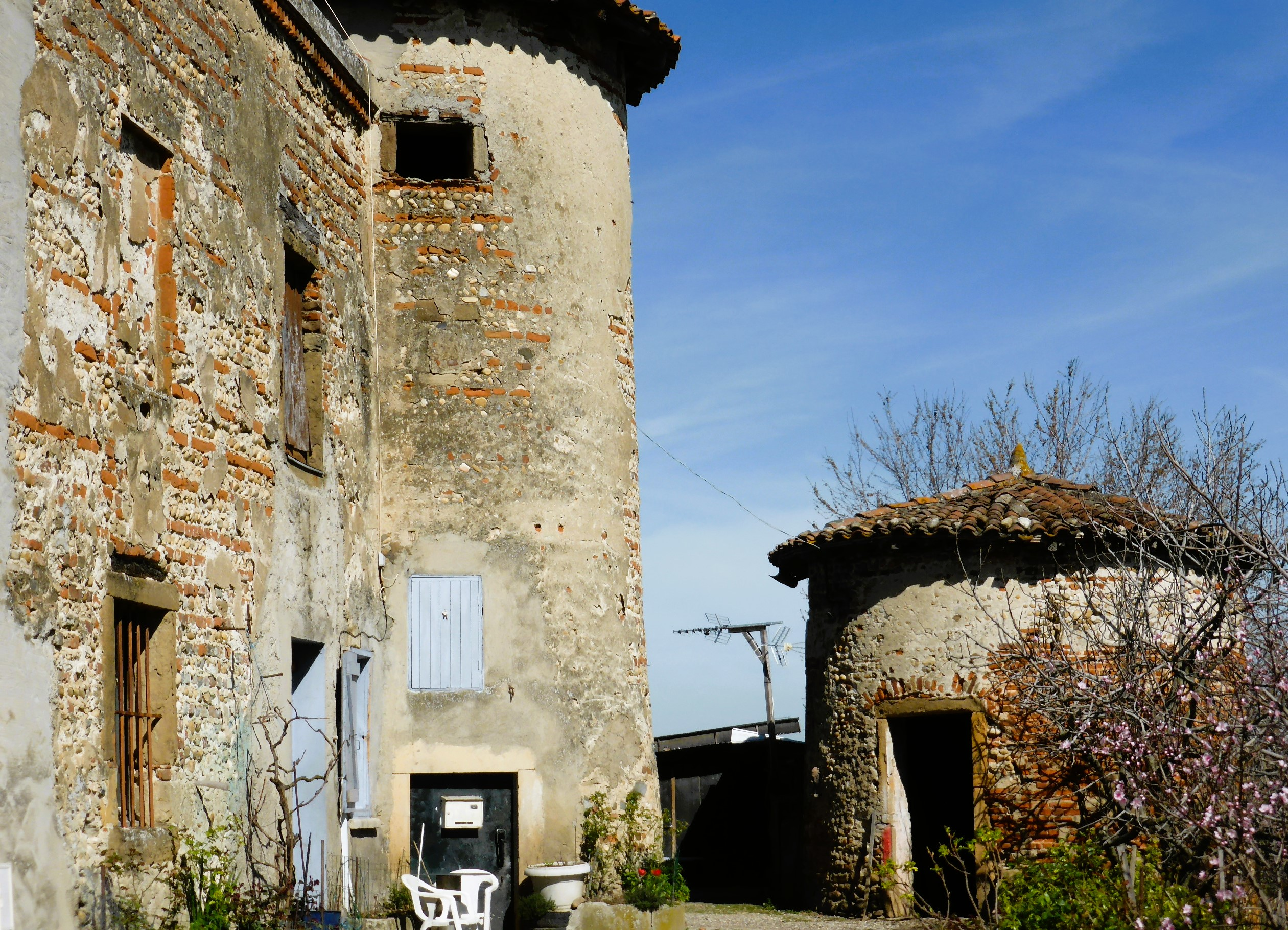
Pigeonnier
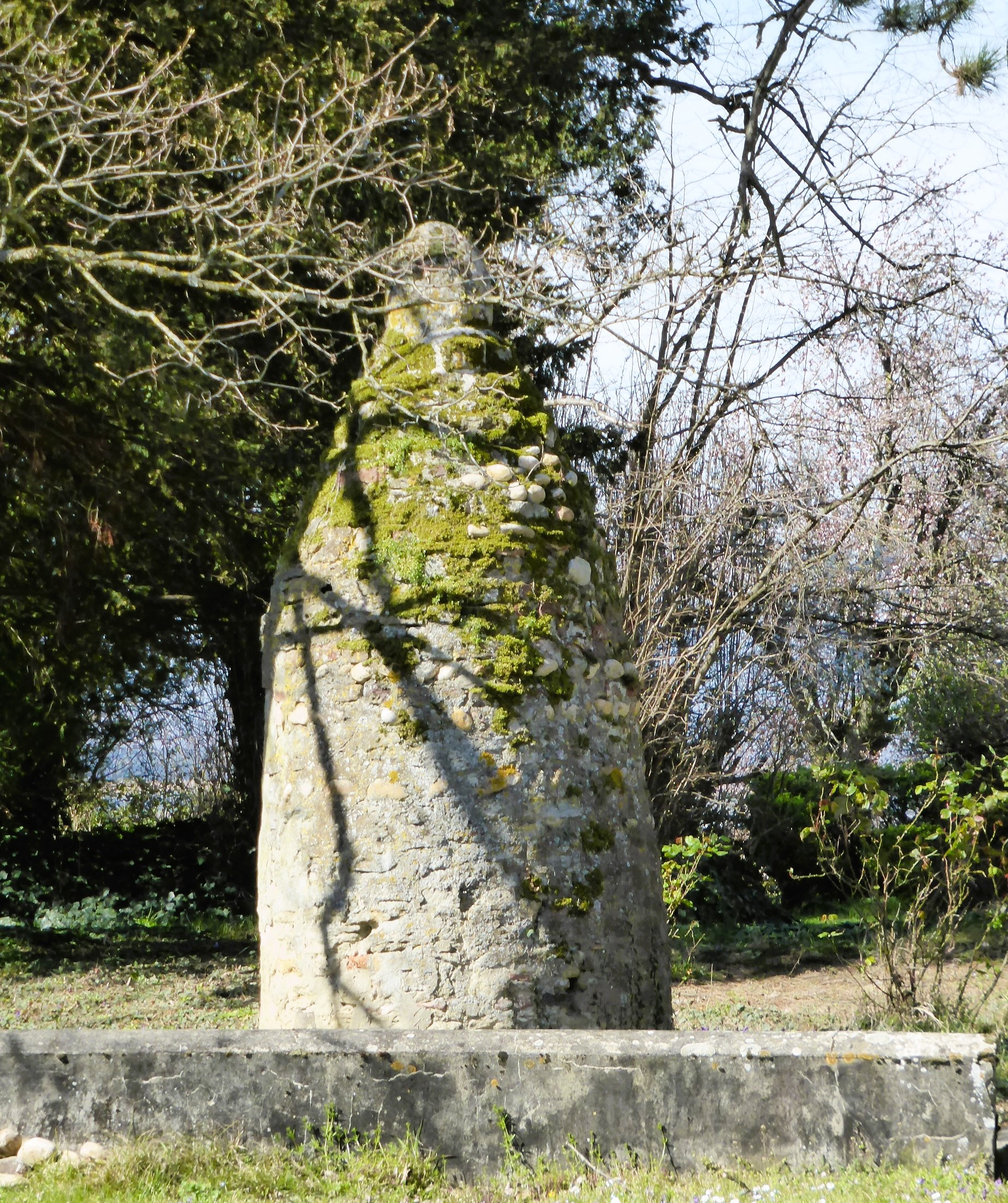
Puits du château
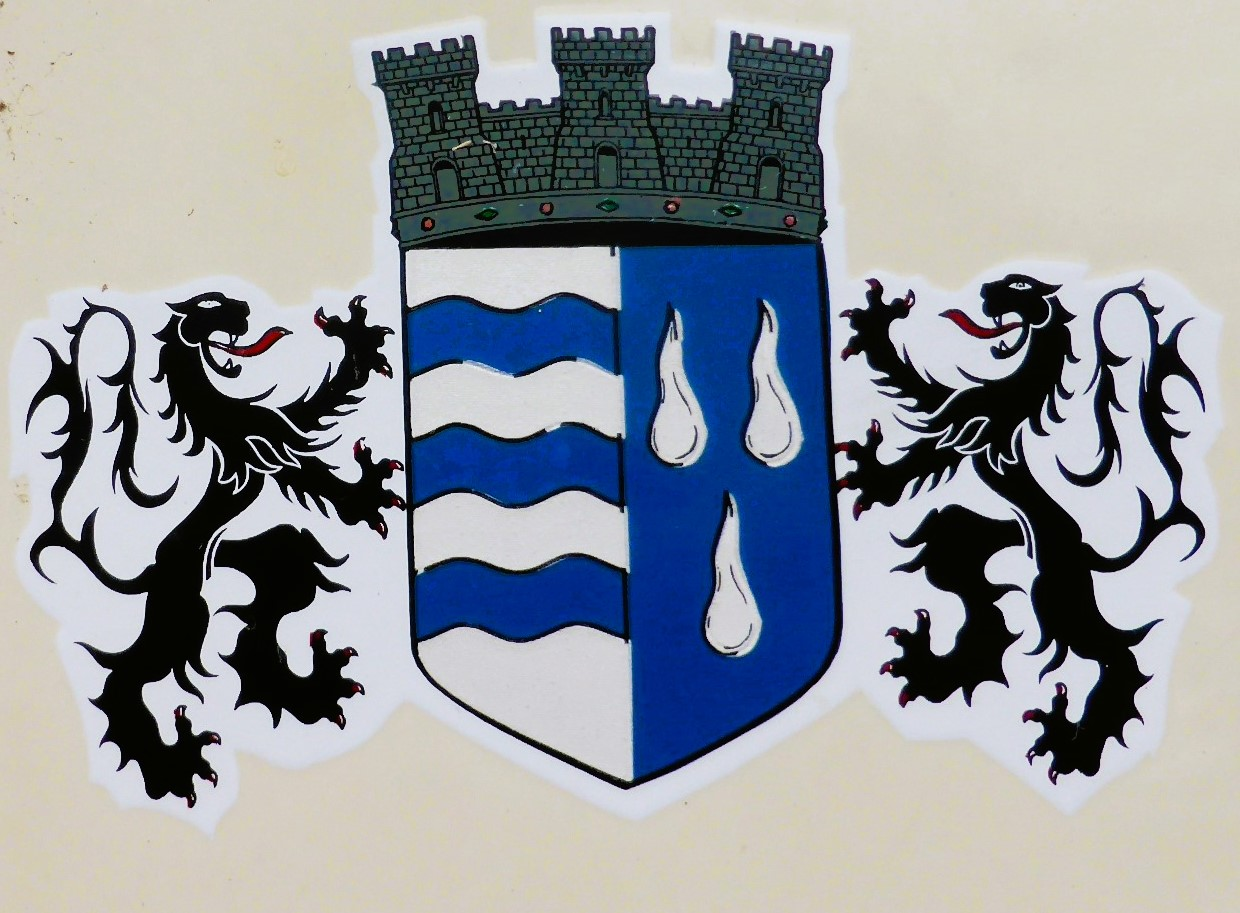
Blason des différents seigneurs

### Imbert-Colomès
A défaut d’informations détaillées sur la vie des Miolands sous la Révolution, il vaut la peine d’évoquer le rôle joué par Jacques Imbert, sa plus illustre personnalité, pendant cette période. Il était né à Lyon en 1729, dans une famille bourgeoise. Son père était négociant en soie et son grand père passementier. Sa mère était fille d’un commerçant en dorures de galon d’or et d’argent. En marge de ses études chez les jésuites, il manifesta une véritable passion pour la minéralogie et pour la botanique. Il s’était marié en 1764, à 35 ans avec Catherine Victoire Colomès dont la famille appartenait à la haute finance et, de ce fait, à la noblesse de robe. Il prit des responsabilités dans la gestion de la ville dès 1768 en tant que recteur de l’hôpital de la Charité et fut élu échevin à partir de 1787. Depuis 1786, il se faisait appeler Imbert-Colomès.
Au début de la Révolution, il exerçait en outre par intérim la fonction de gouverneur et était donc responsable du maintien de l’ordre. Il se constitua une garde prétorienne de jeunes bourgeois, ses muscadins. Affichant son attachement à la monarchie traditionnelle, il s’attira l’hostilité du parti des patriotes. En 1790, armés après l’attaque de l’arsenal, ceux-ci le poursuivirent jusque dans son domicile et il ne leur échappa que par les toits. Mais rien n’entama sa résolution de défendre la royauté. Il pouvait s’appuyer sur de nombreux partisans qui souhaitaient faire de Lyon la capitale de la monarchie. Dans cette intention, il prit même langue avec le comte d’Artois, frère de Louis XVI (le futur Charles X) en exil à Turin et avec les émigrés regroupés à Coblenz. Sous la Terreur, il trouva son salut dans l’exil tandis que ses biens étaient placés sous équestre et que sa tête était mise à prix. Rentré en France sous le Directoire et rayé de la liste des émigrés, il fut même élu au Conseil des Cinq Cents. Sous Bonaparte, il continua à conspirer pour le retour de la royauté et dut se réfugier à Bath, en Angleterre, où il mourut en 1808 à 79 ans.

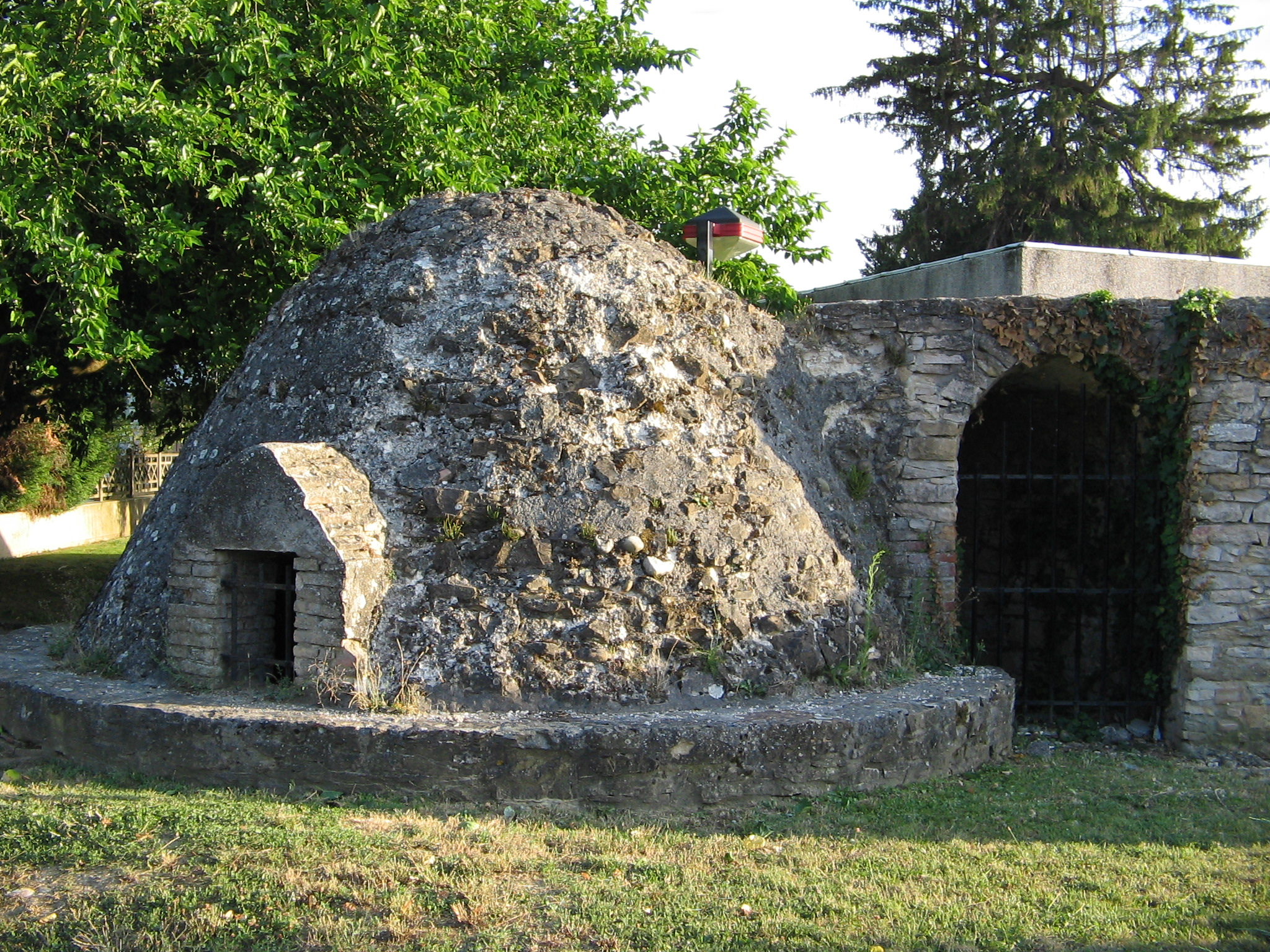

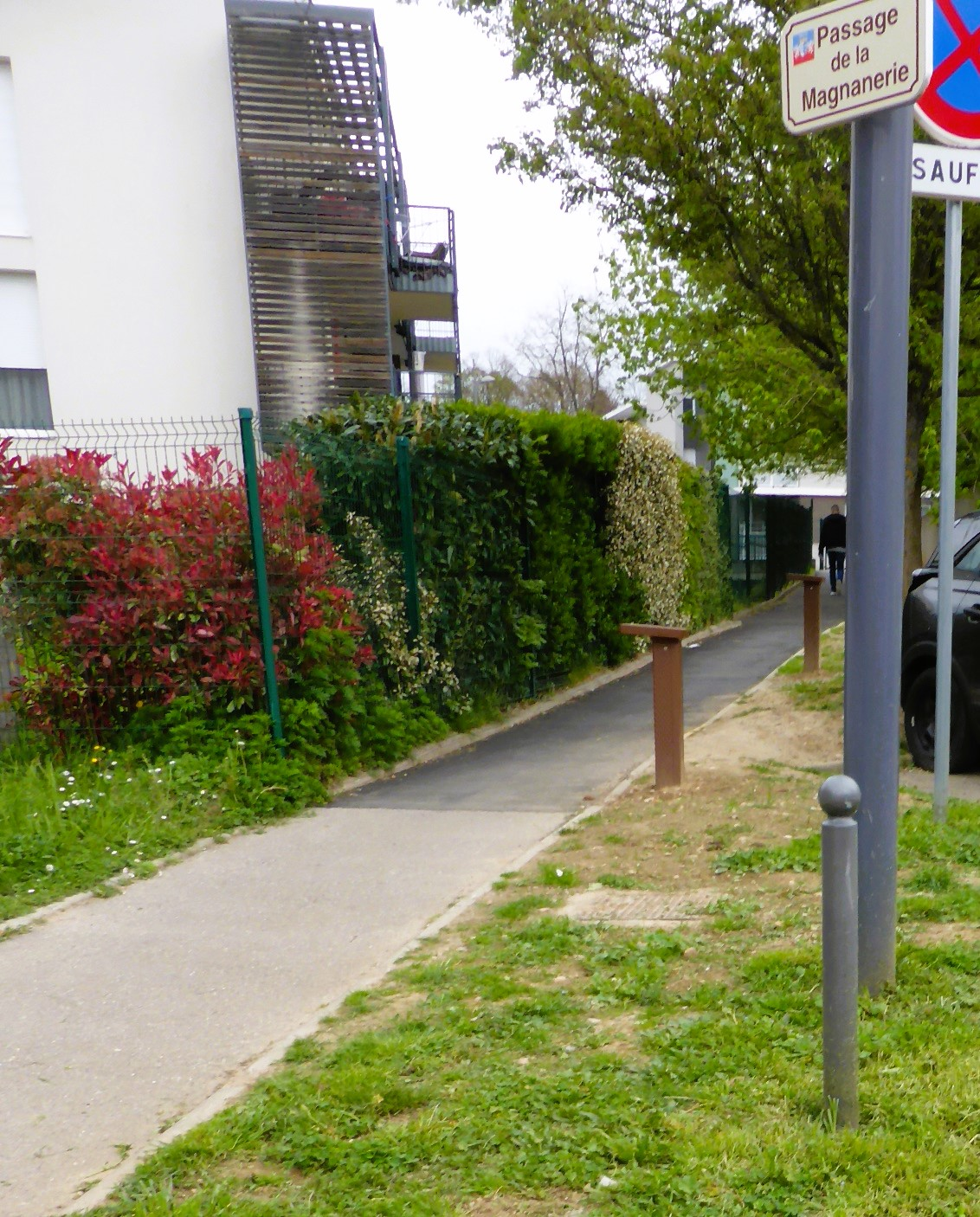
Passage de la magnanerie.

Il avait hérité d’importantes propriétés à Mions où les Imbert étaient implantés de longue date. Son père avait épousé une demoiselle Boucharlat, également richement dotée dans cette même commune. Sa maison, au cœur du village était entourée d’une propriété dans laquelle 30 bicherées - près de 4 ha - étaient plantées de mûriers alimentant une magnanerie : le nom d'une rue en conserve le souvenir. Ces activités s'étaient propagées à l'exemple du Dauphiné. C’est à Mions qu’il s’était marié en 1764 et c’est encore là que fut célébré le mariage de sa deuxième fille en 1790. Il avait noué amitié avec le curé Jean-Baptiste Poidebard comme lui féru de sciences. Tous deux entretenaient de longues causeries qui se prolongeaient parfois fort tard dans la nuit et au cours desquelles ils parlaient histoire naturelle, physique, minéralogie. La cure était devenue pour ces deux fervents royalistes l’asile hospitalier ouvert jour et nuit au proscrit politique. C’est du reste avec l’aide de ce même Poidebard qu’il était parvenu à passer en Piémont lors de son premier exil.
Sa résidence a disparu ainsi que la magnanerie dont un passage perpétue le souvenir mais il existe toujours une glacière aménagée dans l’ancien jardin et devenue propriété de la commune.

### La période contemporaine
Une riche information sur cette période de plus d’un siècle et demi nous permet de suivre l’évolution de la commune en distinguant trois périodes.

#### L’apogée de la civilisation paysanne (1800-1866)
La bonne santé démographique témoigne d'une grande confiance dans l’avenir. La population a, en effet, fortement augmenté de la Révolution (520 habitants en 1793) jusqu’à la fin du Second empire où le maximum démographique a été atteint en 1866 avec 935 habitants. De 1806 à 1868 le solde des naissances a toujours été positif. On peut mettre cet optimisme en relation avec les transformations de la société. Pendant la Révolution, la confiscation des biens seigneuriaux et ecclésiastiques et leur vente sous forme parcellisée ont été une aubaine pour la paysannerie : les deux tiers des terres ont être redistribuées à bon prix en moins de dix ans et payés avec des assignats dévalués. Sans doute cette redistribution ne s’est-elle pas faite sous une forme très égalitaire et ce sont les fermiers des grands domaines et quelques gros propriétaires qui ont profité principalement de l’aubaine. Des trois catégories d’exploitants, la première et la plus nombreuse était celle des propriétaires faisant valoir leur terre ; venaient ensuite les rentiers : on peut entendre sous ce terme ceux qui vivaient de la location de leurs biens à des fermiers ou des métayers. Les plus déshérités étaient, bien évidemment, les journaliers sans terre qui louaient leurs services pour les travaux agricoles. Ces inégalités sociales n’ont pas suscité des discordes dans la population qui s’en est accommodée au point de renouveler sa confiance aux mêmes équipes municipales. C’est ainsi que la dynastie des Perret, les plus riches propriétaires terriens, a dominé la municipalité pendant trois générations. 
La commune de Mions vivait en autarcie grâce à la variété de ses productions agricoles. Un recensement à la veille de la Révolution nous informe sur l’importance de la culture céréalière, principalement celle du blé mais aussi du seigle, de l’avoine et de l’orge. Ce tableau restait valable au XIXe siècle. La culture du colza pour son huile, semble s’être développée comme dans l’ensemble du canton. Chaque paysan tenait aussi à avoir sa parcelle de vigne. A l’élevage des vaches s’ajoutait un important troupeau de moutons sans parler des porcs. Les chevaux ont remplacé de plus en plus les bœufs pour les attelages. N’oublions pas, enfin, le renouveau de la sériciculture après la période révolutionnaire. La plantation de mûriers est même devenue une des préoccupations de la municipalité. Les derniers ont été plantés en 1862 alors que la pébrine commençait à opérer ses ravages. Bien que bourg profondément rural, Mions possédait aussi un artisanat relativement prospère à commencer par celui induit par les pratiques agricoles mais il répondait aussi aux diverses attentes de la population en matière d‘équipement des ménages ou de construction. La variété des commerces répondait aux besoins alimentaires et à l'habillement. Aujourd’hui transformées en parking de grandes halles s’animaient les jours de marché.

La physionomie du bourg où était regroupée la quasi-totalité de la population a gardé ses caractéristiques traditionnelles avec ses maisons en pisé ou en galets roulés faute de matériaux plus nobles sur place. Quelques transformations ont été opérées dans le centre. Une nouvelle mairie a été construite à proximité de l’église sur un terrain appartenant au presbytère. Les plans présentés en 1853 par l’architecte viennois Quenin n’ont reçu qu’en 1855 l’approbation du ministère. Celui-ci a estimé que la commune devait limiter ses ambitions compte tenu de ses possibilités financières : d’où la dissymétrie de l’édifice avec seulement deux travées à gauche de l’entrée contre trois à droite. Les travaux commencés en 1858 ont été achevés en 1861. Le bâtiment était prévu pour abriter mairie et école. Deux salles de classe ont été affectées à celle-ci au rez-de-chaussée. La mairie et le logement des enseignants se partageaient l’étage. Le cimetière attenant à l’église venait d’être transféré aux Etachères en 1850.

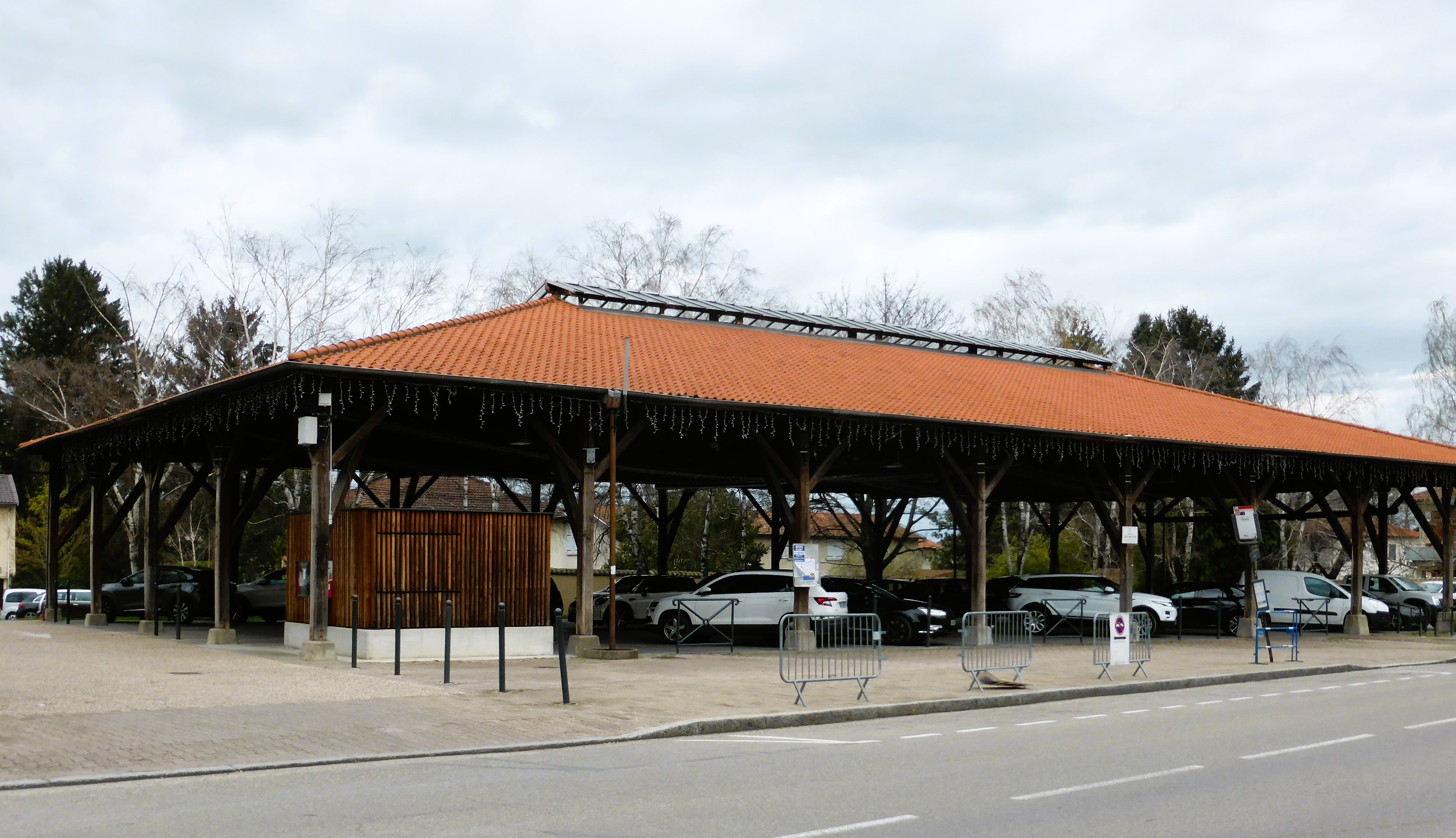
Halle Louis Miachon
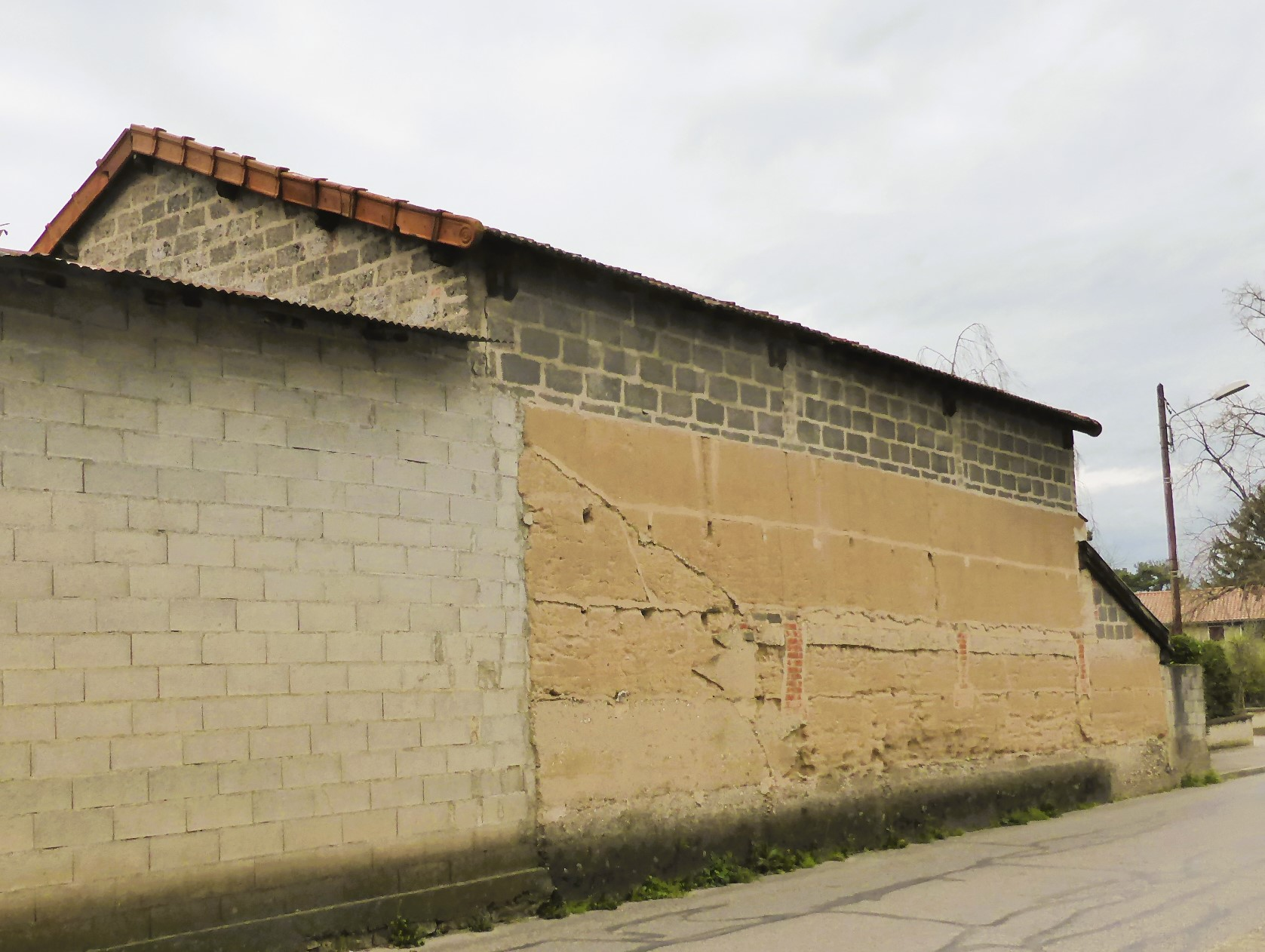
Bâtiment d'exploitation en pisé
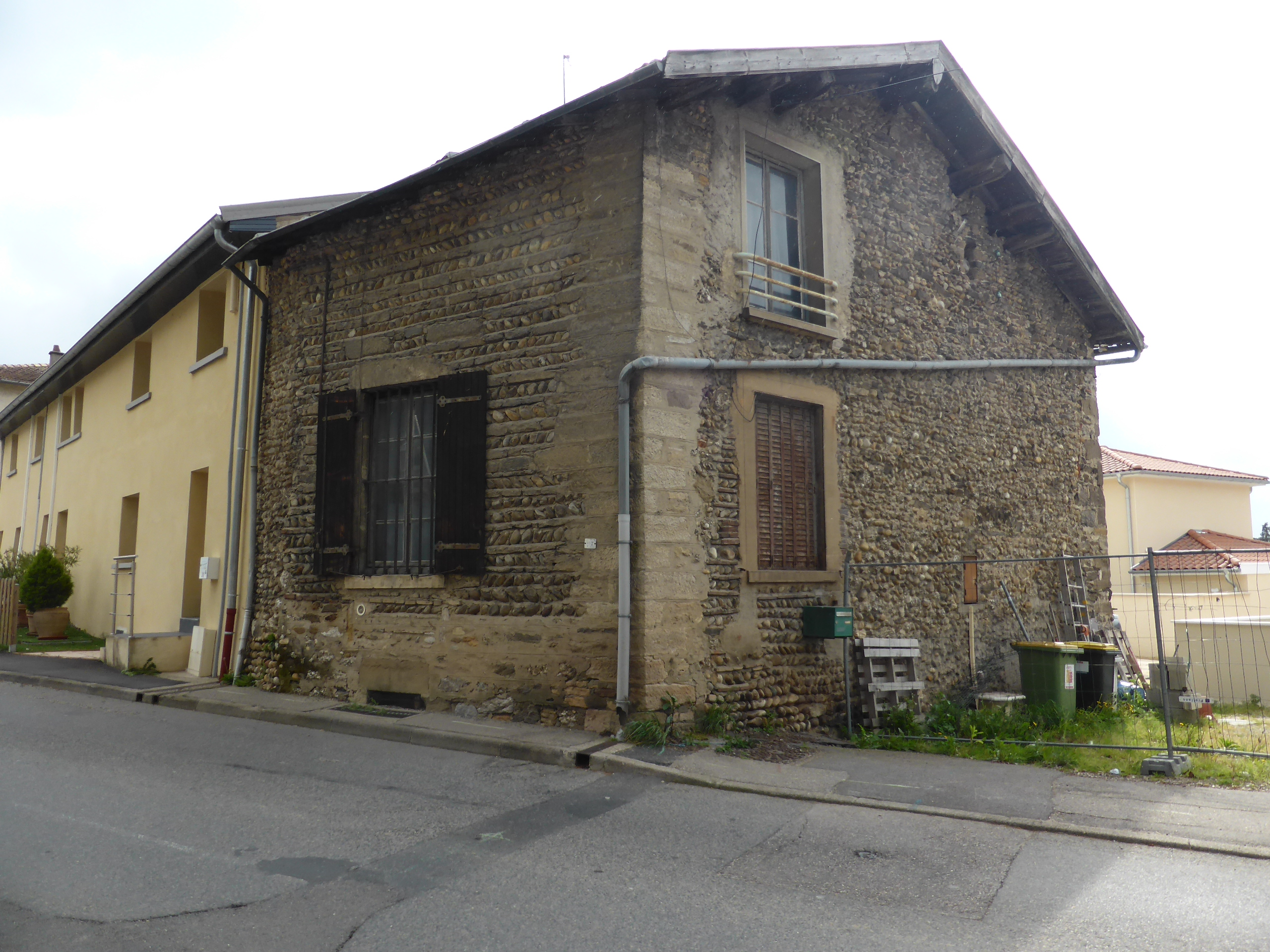
Maison à galets roulés
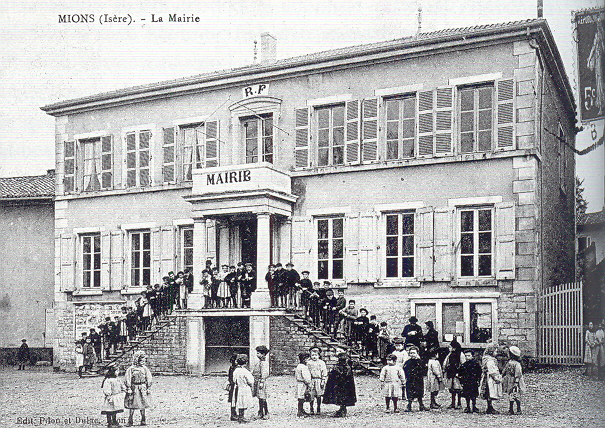
Mairie de Mions

#### Le déclin (1866-1921)
La population de Mions est passée entre 1866 et 1921 de 935 à 752 habitants, soit une diminution de 20%. L’exode rural est souvent invoqué pour expliquer cette baisse mais cette explication n’est pas suffisante. Il faut incriminer également la baisse de la natalité. À partir de 1869 et jusqu’à la Première Guerre mondiale le solde des naissances est à peu près toujours négatif. Ce phénomène affecte d’ailleurs l’ensemble du canton de Saint-Symphorien-d’Ozon.
Seule la place du village a subi d’importantes modifications. Des décisions de démolitions furent prises, les premières en 1867 et des foires purent ainsi y être organisées à partir de 1881. Mais le fait majeur est évidemment la suppression de l’ancienne église en 1880 et son remplacement par un nouvel édifice beaucoup plus prestigieux inauguré en 1892.
L’agriculture est restée l’unique activité et a subi peu de changements. Elle semble avoir été suffisamment prospère puisque la commune participait à l’alimentation de Lyon. On cite comme emblématique le cas de la famille d’éleveurs Fontrobert-Badin vivant au centre du village à la fin du XIXe siècle. Ses vaches faisaient partie d’un troupeau de 300 têtes qui livraient au total annuellement 500 000 litres sur le marché lyonnais. La sériciculture a été victime de la pébrine et les plantations de mûriers ont cessé bien avant même que ne se fasse sentir la concurrence des fibres artificielles. La culture de la vigne a été très affectée par le phylloxéra mais cette maladie a été en bonne partie surmontée grâce à la greffe des plants sur souche américaine. A peine peut-on parler de développement du machinisme : la mécanisation est restée essentiellement à traction animale. L’utilisation des premières moissonneuses-lieuses a interrompu les migrations traditionnelles des moissonneurs venus de Valencin et de l’Ardèche.
On signalera pour mémoire et pour n’y plus revenir la création d’une liaison ferroviaire à écartement métrique. Longue de 117 km, la ligne reliant Lyon à Saint-Marcellin ne fut terminée qu’en 1909. Elle comportait un arrêt proche du centre de la commune, à l’angle des actuelles rues Blériot et de la Libération, et un deuxième facultatif au sud, à la Croix Rouge. Sa gestion par la société T.O.D (Tramways de l’Ouest Dauphiné) ne donna jamais satisfaction comme en témoigne cette déclaration du Conseil municipal en 1924 : «Les élus estiment que les horaires soulèvent d’unanimes protestations de la part des populations et regrettent que les changements d’horaires ne soient jamais précédés d’enquêtes […]. Ledit tramway n’est plus utilisé que par les voyageurs dépourvus de tout autre moyen de locomotion». La ligne fut fermée en 1937. La gare elle-même a été détruite.

Cette période se clôt avec la Grande Guerre qui couta la vie à 20 Miolands. Leur mémoire a été perpétuée par une tombe au cimetière et une statue inaugurée en 1925.

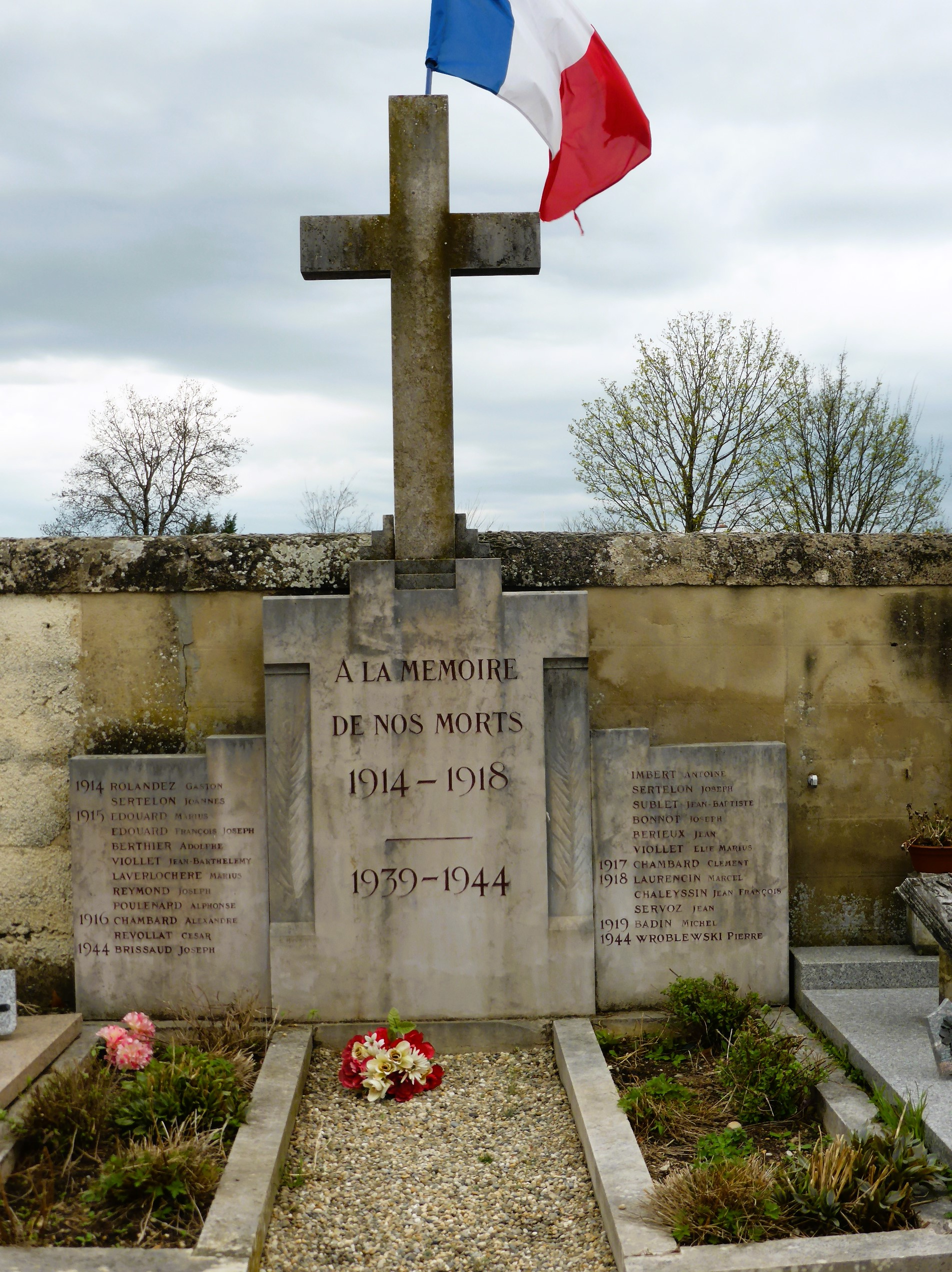
Morts de 14-18 dans le cimetière.
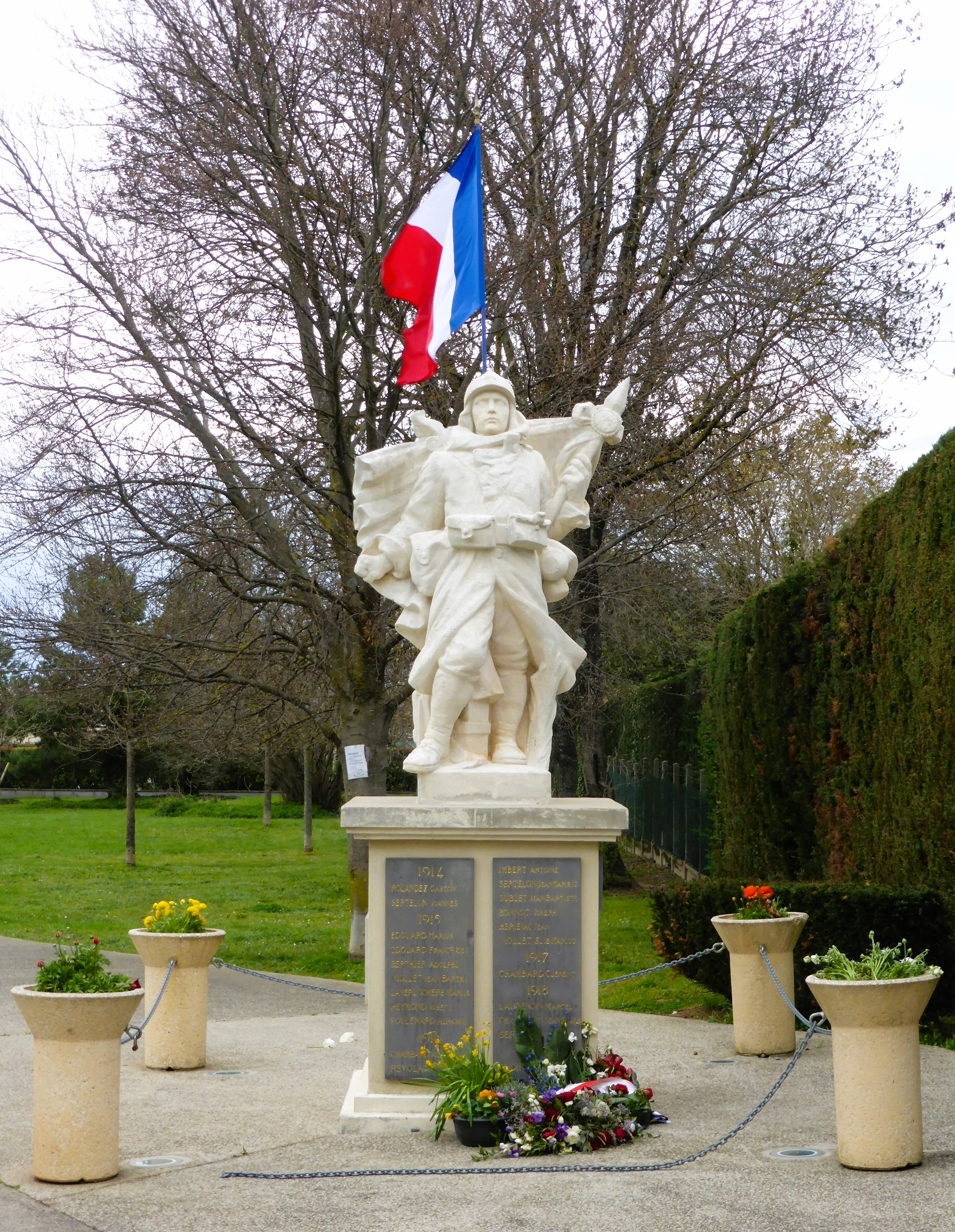
Monument aux morts de 14-18.

#### D'une guerre à l'autre (1921-1945)
La population de Mions est passée de 752 à 849 habitants entre 1921 et 1936, soit une augmentation de 12% en 15 ans. L’agriculture est, certes, restée l’activité dominante mais elle a occupé moins de bras car la véritable mécanisation a commencé : le premier tracteur est apparu en 1926. L’emploi des engrais a, par ailleurs, augmenté les rendements.
Le renouveau démographique est à mettre en rapport, paradoxalement, avec le développement industriel. En effet, à partir de 1917, la firme automobile Berliet s’est installée à Vénissieux. En 1924 ç’a été le tour des tissages Maréchal à Saint-Priest. Dans la conjoncture démographique d’une France anémiée par la Grande Guerre, il a été fait appel à une nombreuse main-d’œuvre étrangère. Les deux entreprises ont logé une grande partie de leur personnel dans leurs propres cités à côté de leur usine. Mais elles ont aussi recruté une partie de leur personnel dans la campagne voisine grâce à des autocars de ramassage. A Mions, il s’est agi principalement d’Espagnols venus pour la plupart de la même localité. Des Italiens ont aussi trouvé de l’emploi dans le bâtiment. Le nombre de ces immigrés est passé de 39 en 1926 à plus de 110 en 1936. Les femmes étaient particulièrement employées par la firme Maréchal tandis que les hommes étaient les plus nombreux chez Berliet. Il n’est pas exclu par ailleurs que des fils d’agriculteurs aient été intéressés par des emplois dans l’industrie moins pénibles et plus rémunérateurs que les travaux des champs.La population de Mions est passée de 752 à 849 habitants entre 1921 et 1936, soit une augmentation de 12% en 15 ans. L’agriculture est, certes, restée l’activité dominante mais elle a occupé moins de bras car la véritable mécanisation a commencé : le premier tracteur est apparu en 1926. L’emploi des engrais a, par ailleurs, augmenté les rendements.
La municipalité, ne pouvant plus se satisfaire du partage du bâtiment de la mairie avec les écoles et, devant l’afflux des élèves, s’est vue contrainte de construire un nouveau groupe scolaire séparément pour les garçons et pour les filles. Il a été ouvert en 1938.
La commune de Mions a certes été épargnée par les combats pendant la Seconde Guerre mondiale mais à la veille de sa libération, le 23 août 1944 un accrochage a opposé un groupe de maquisards à une patrouille allemande composée d’un side-car et d’un petit véhicule à chenilles. L’ennemi se vengera de ces résistants qui n’ont pas été en mesure de se défendre. Au terme de cette rencontre, on recueillera le corps des victimes de ce massacre. Une stèle rappelle ce tragique épisode. Sept rues de la ville en perpétuent également le souvenir. La rue du 23 août 1944 prolongée par celle de la Libération forme le très long axe central nord/sud de la ville.

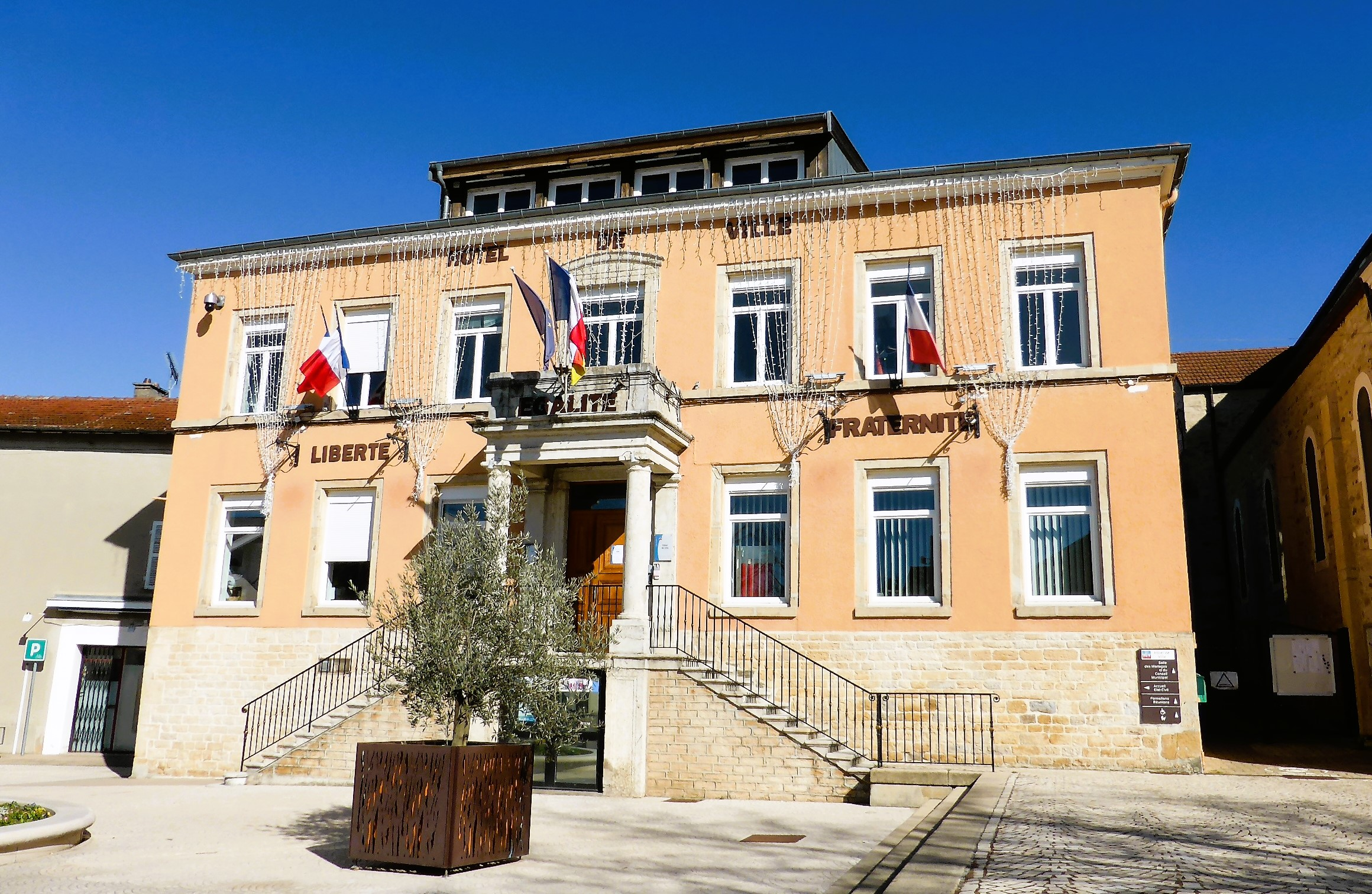
Mairie de Mions.
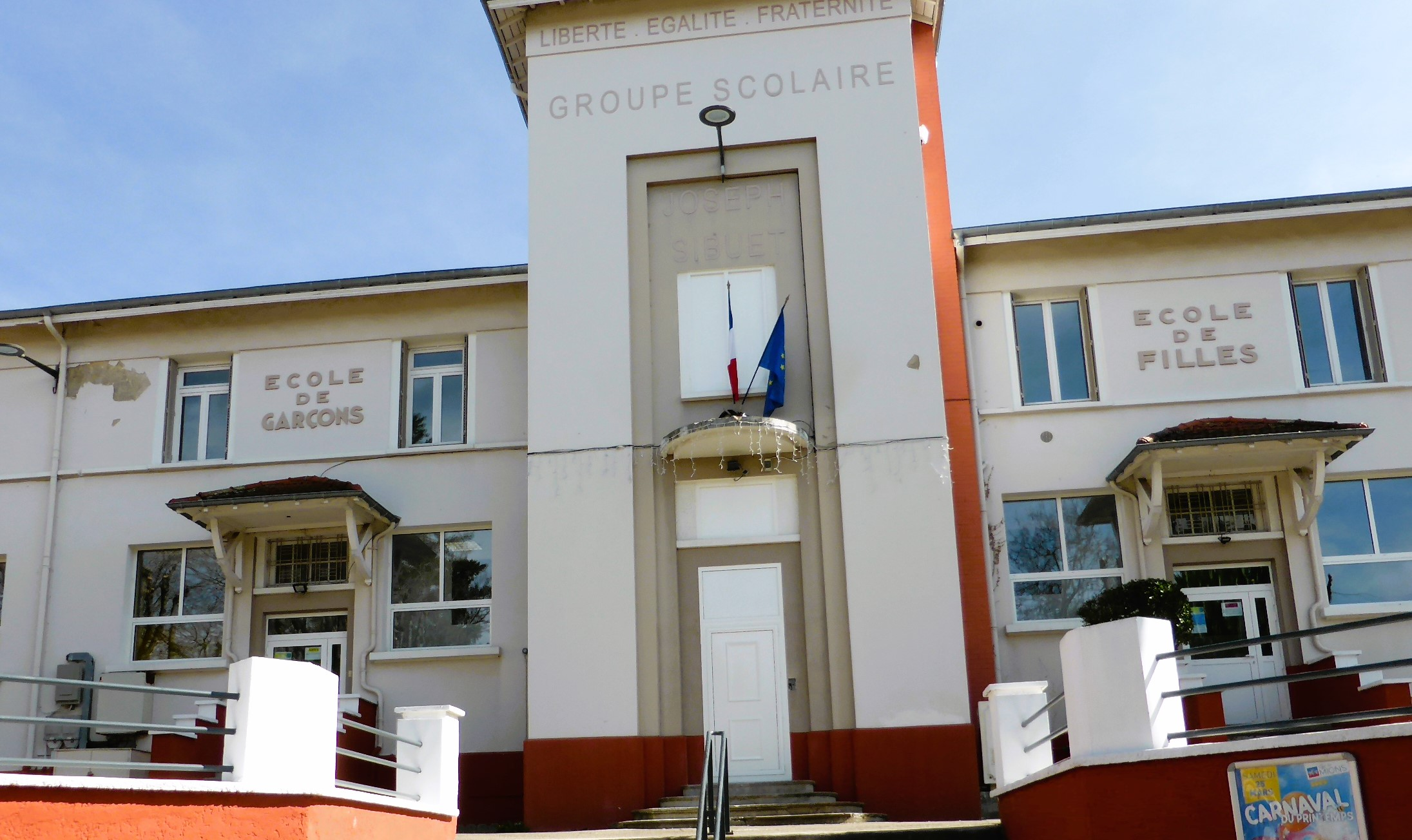
Nouvelle école (1938).
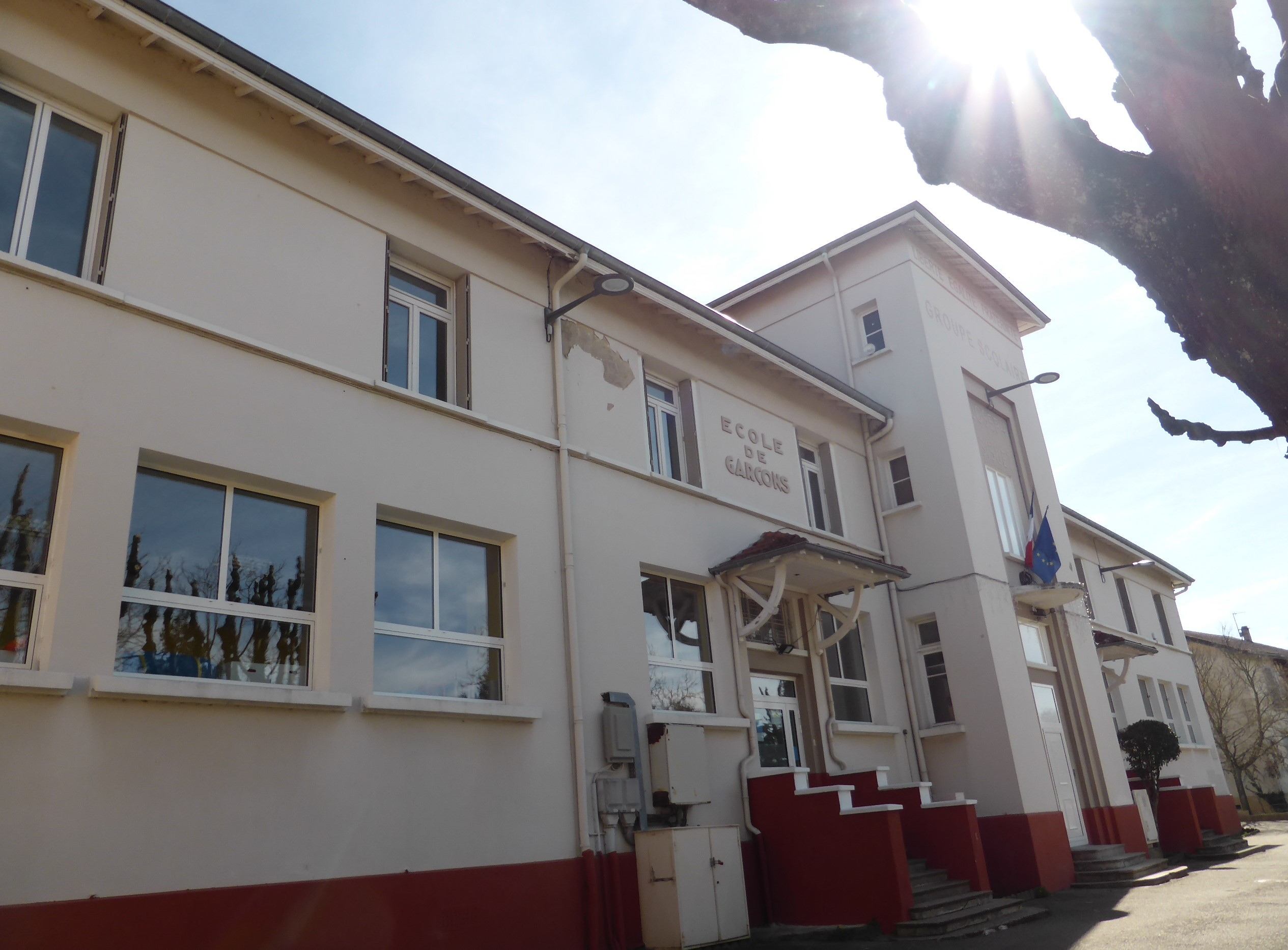
École côté garçons.
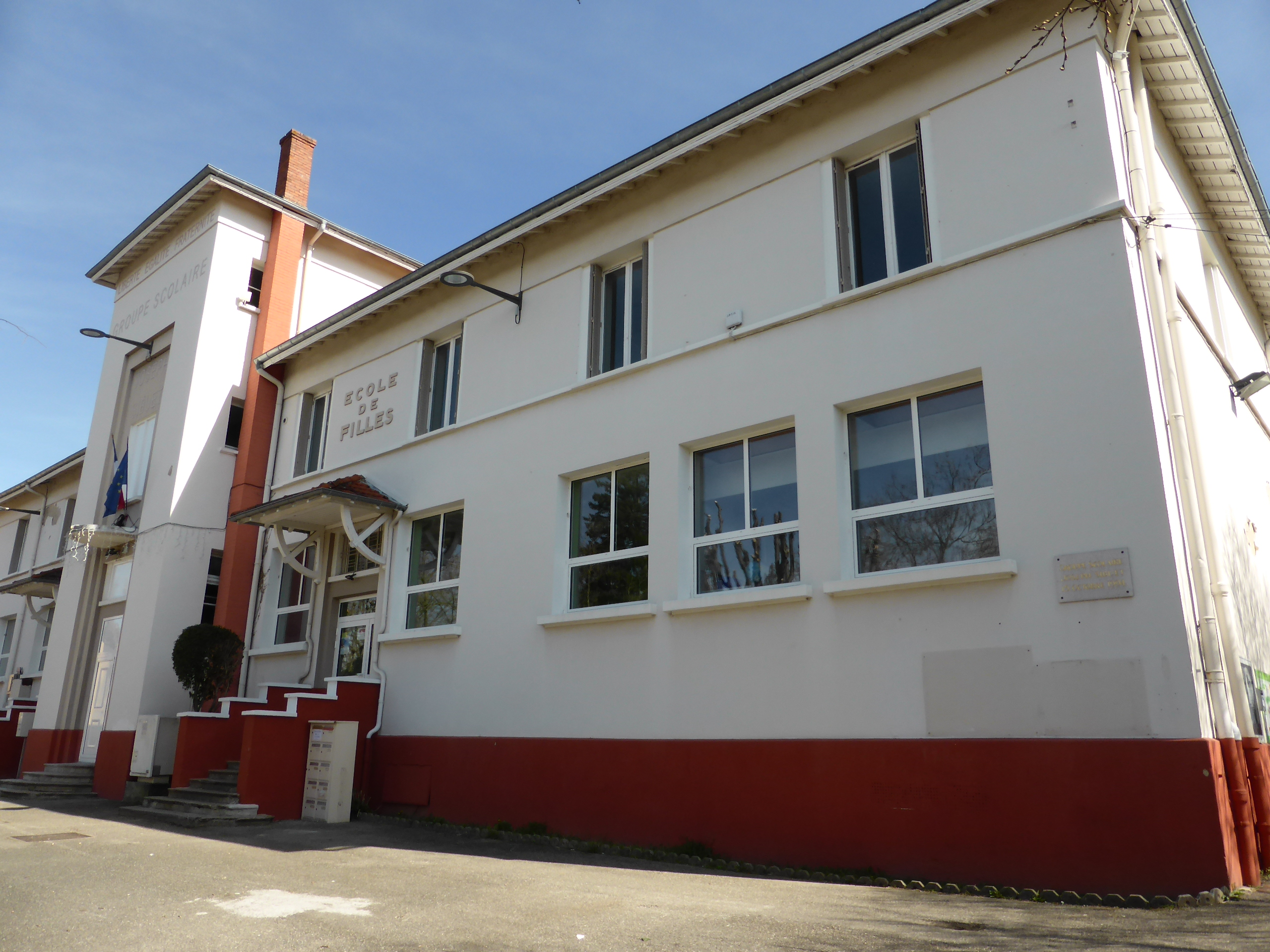
École côté filles.
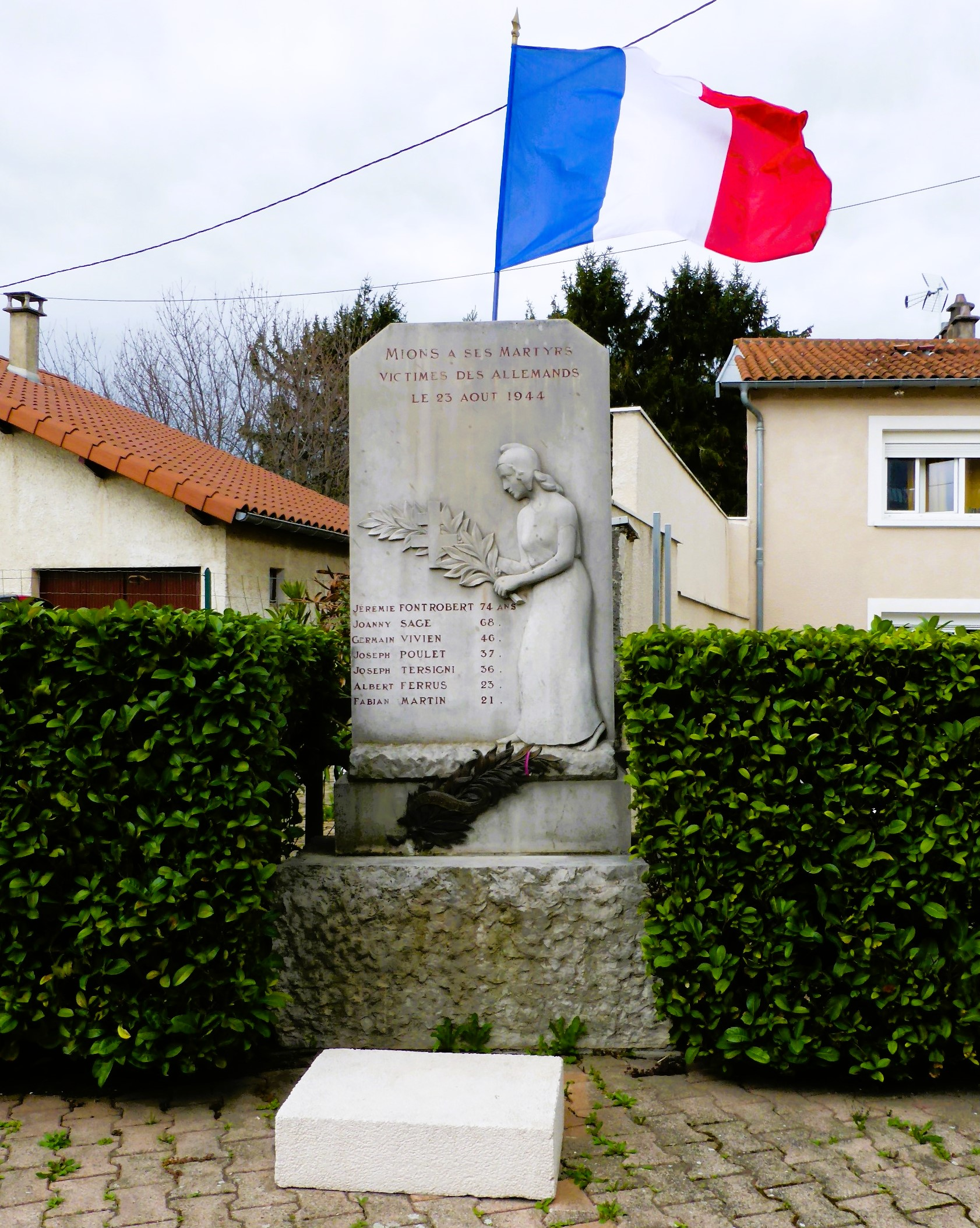
Monument des résistants août 1943.
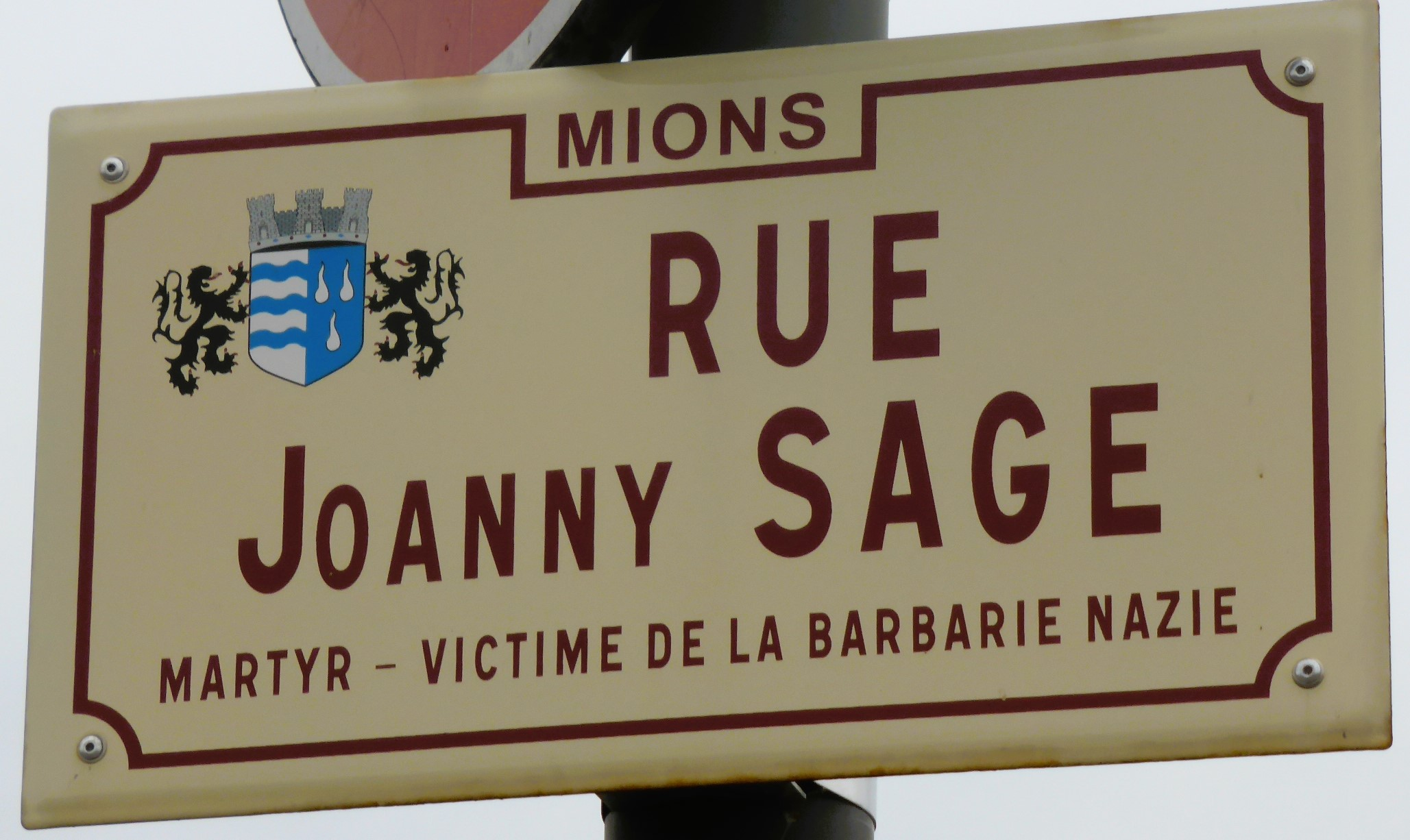
Rue Joanny Sage.
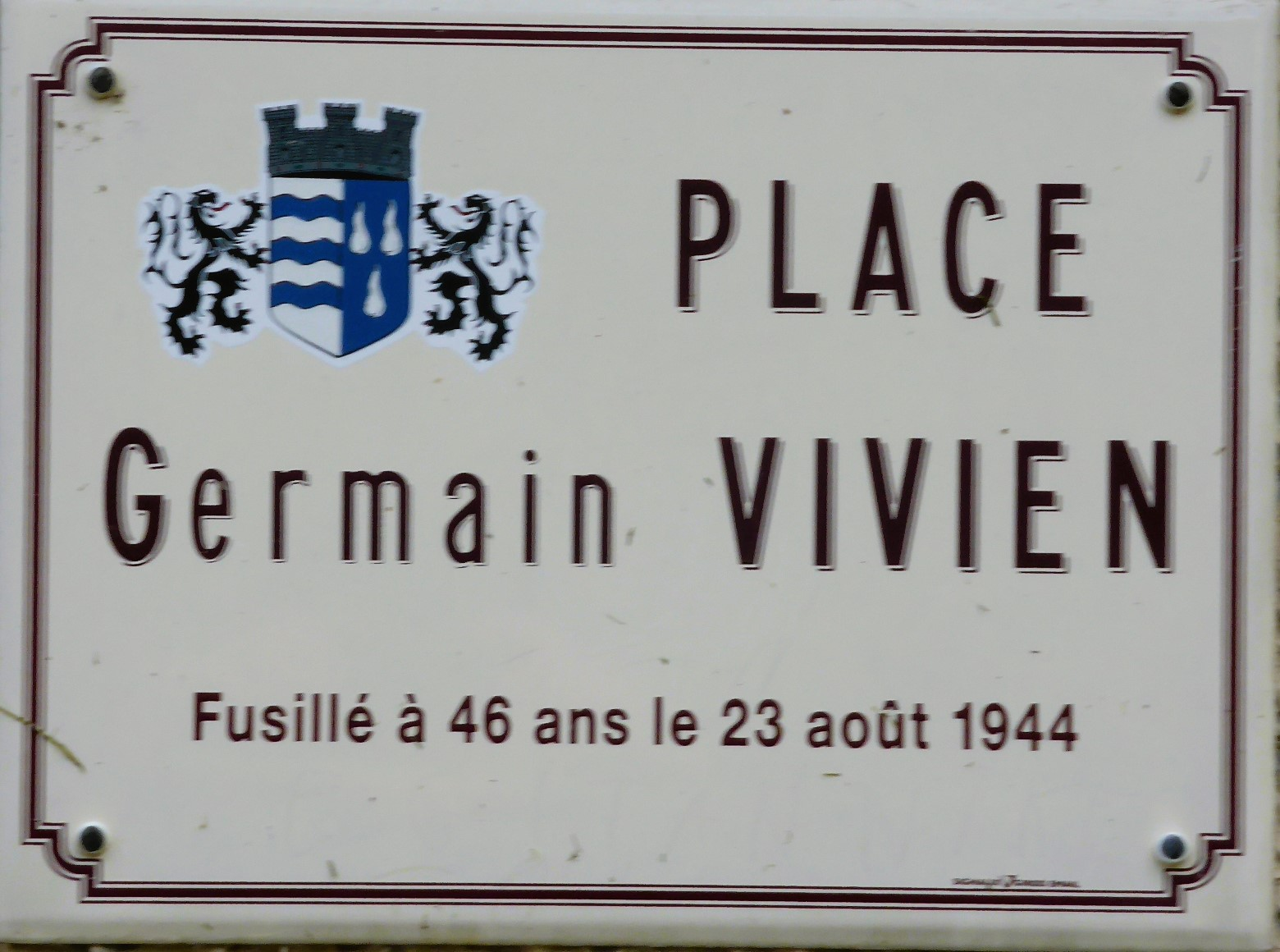
Place Germain Vivien.

### Une foi ardente
L’ancienne église, très délabrée, ne pouvait, de surcroît, accueillir tous les fidèles d’une paroisse de 900 habitants. Le conseil municipal décida en1878 d’en construire une nouvelle sous la conduite de l’architecte Emile Gandy. Le gros œuvre a été réalisé de1881 à 1892. Il fallut importer les pierres de différentes carrières, la masse principale provenant de Saint-Paul-Trois-Châteaux. Elles étaient acheminées par voie ferrée jusqu’à la gare de Saint-Priest.

L’édifice de style néo-roman est composé d’une nef centrale accotée de deux nefs latérales moins élevées à la manière des anciennes basiliques. L’abside centrale est encadrée de deux absidioles. Les deux étages de la façade, à laquelle on accède par un escalier de six marches, sont surmontés du clocher ajouré de deux baies romanes géminées et sommé d’une flèche élancée couverte de tuiles écaillées avec un cadran d’horloge à sa base. A l’intérieur les trois nefs en berceau sont lambrissées et séparées par des colonnes à chapiteaux,.

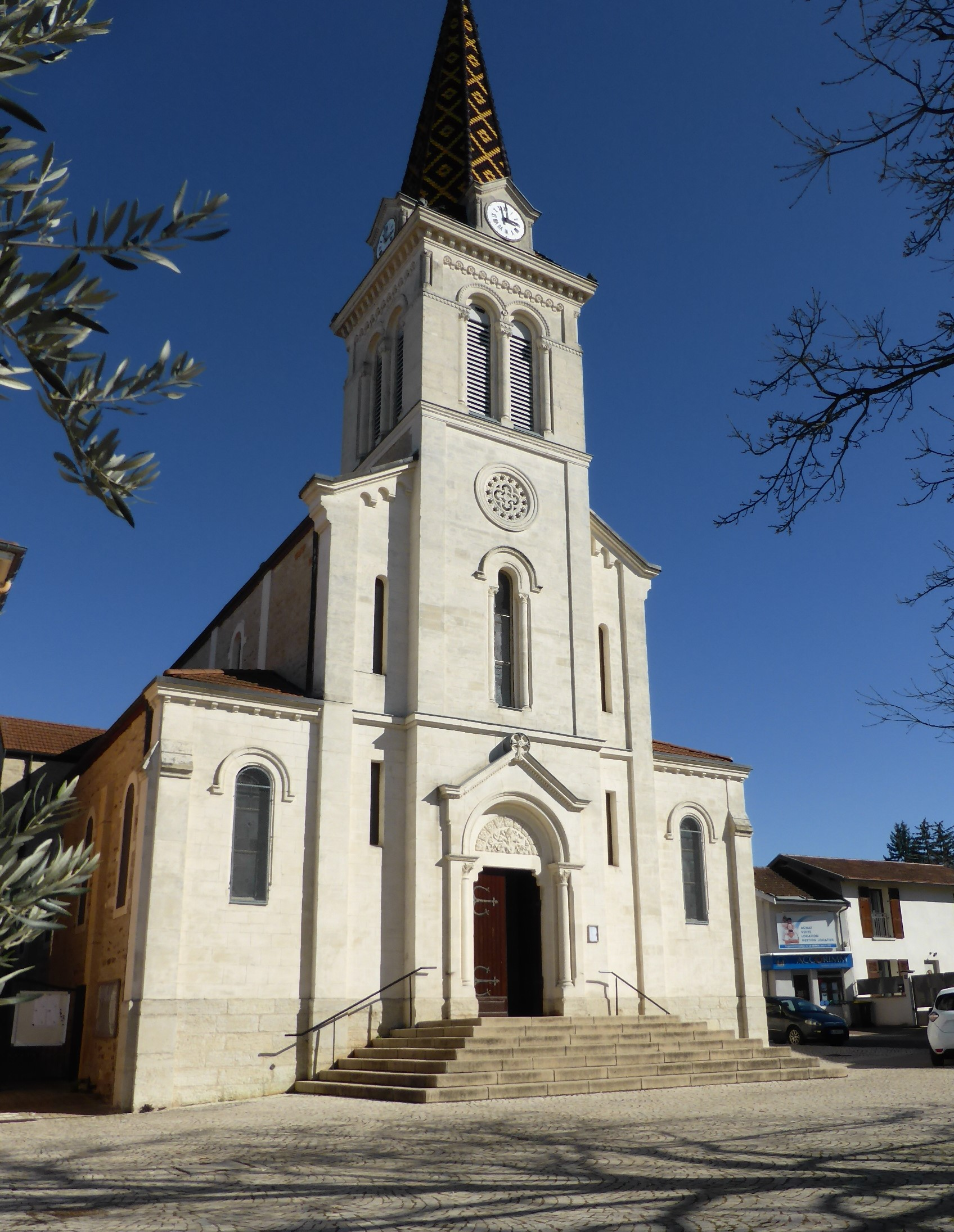
Façade de l'église.
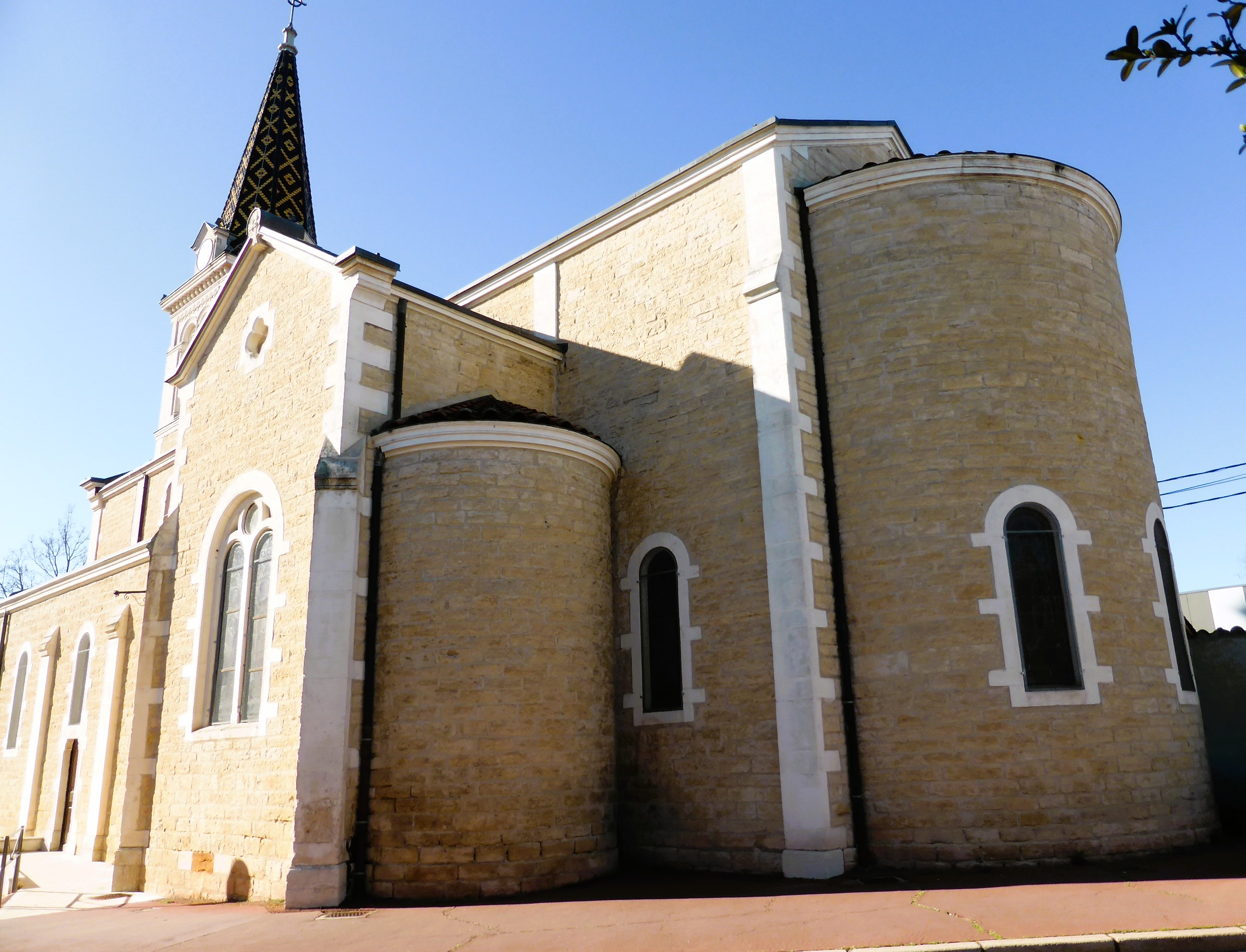
Église de Mions depuis l'abside.
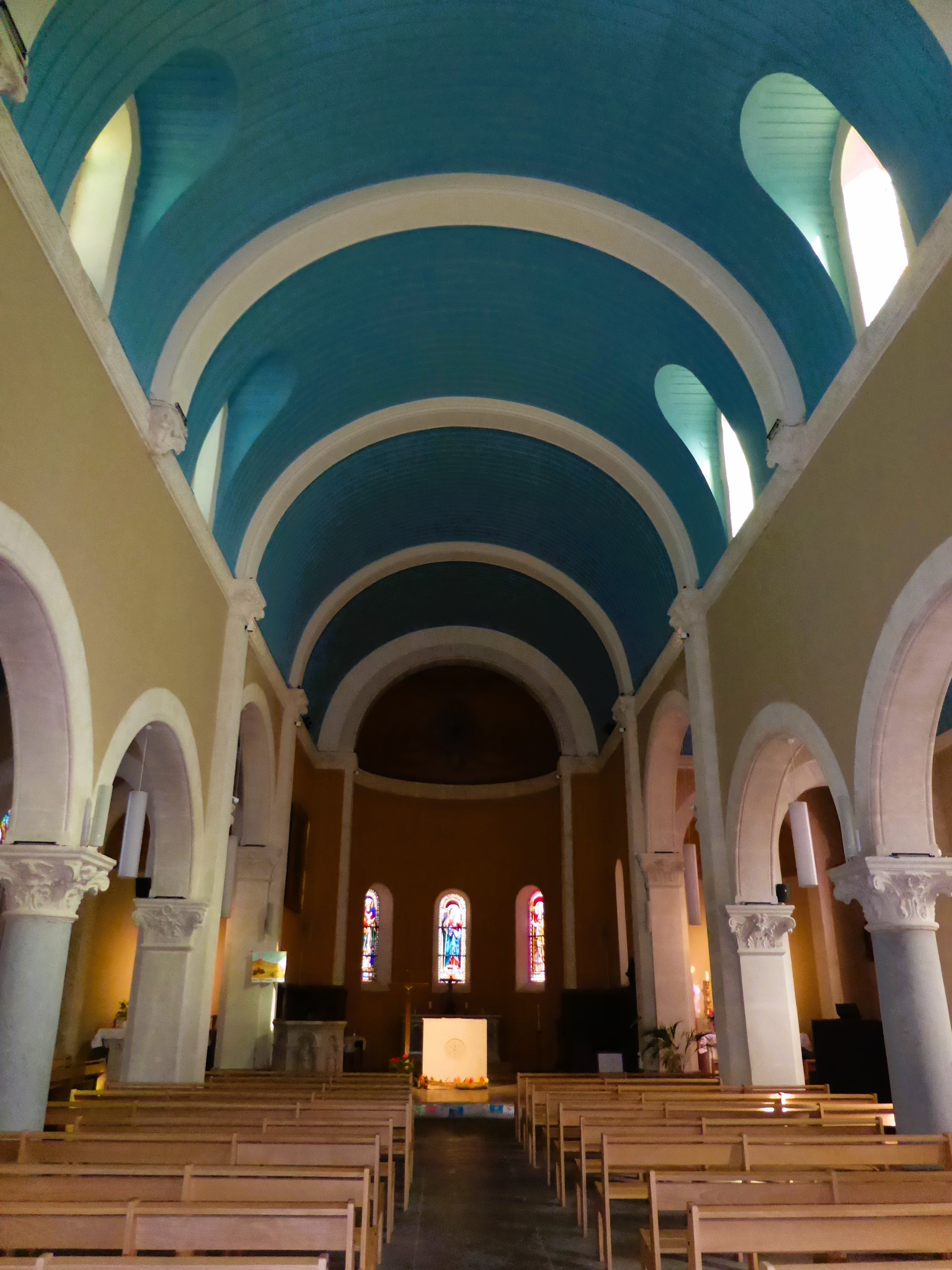
Vue intérieure de l'église de Mions (vers l'abside).
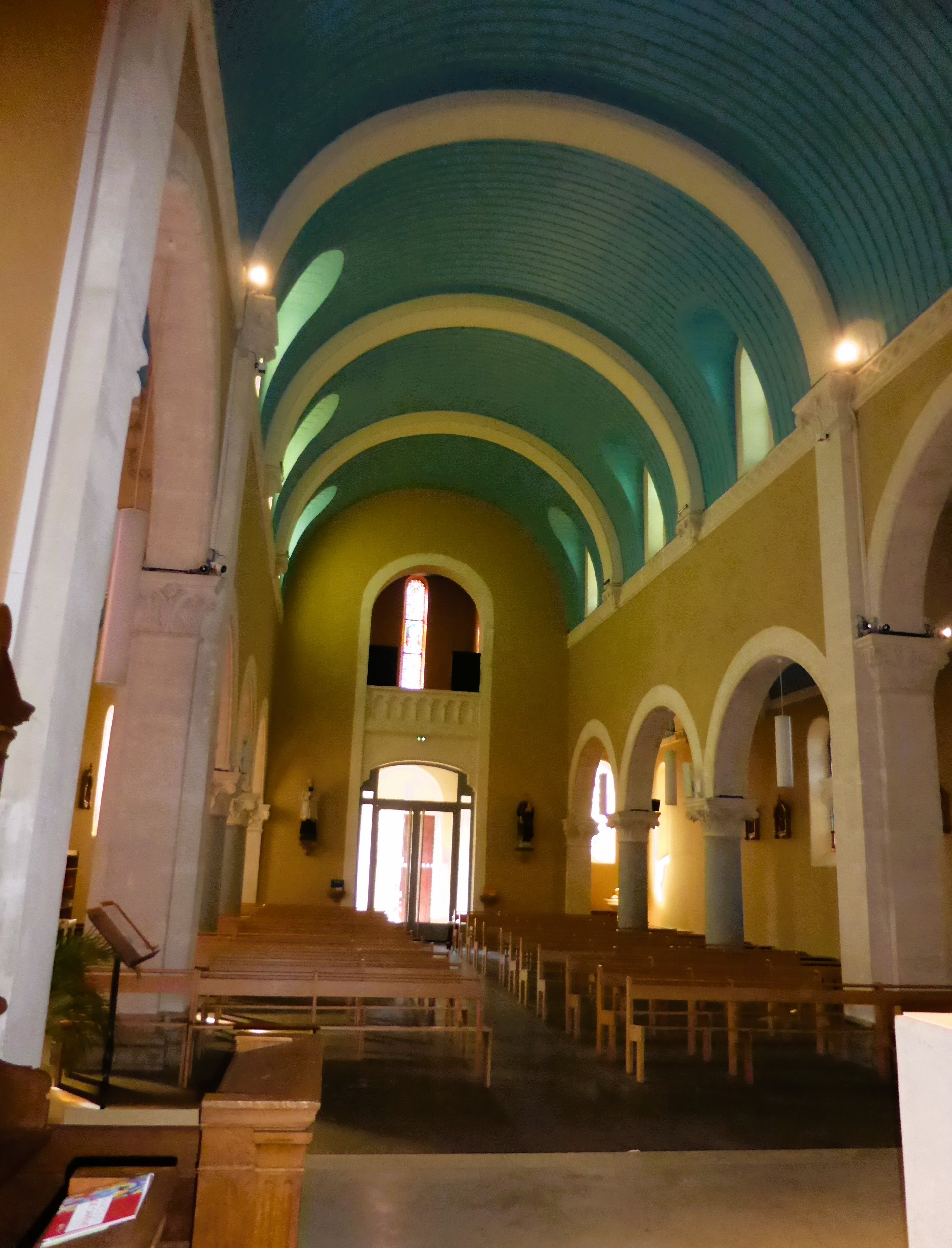
Intérieur de l'église de Mions (vers l'entrée).
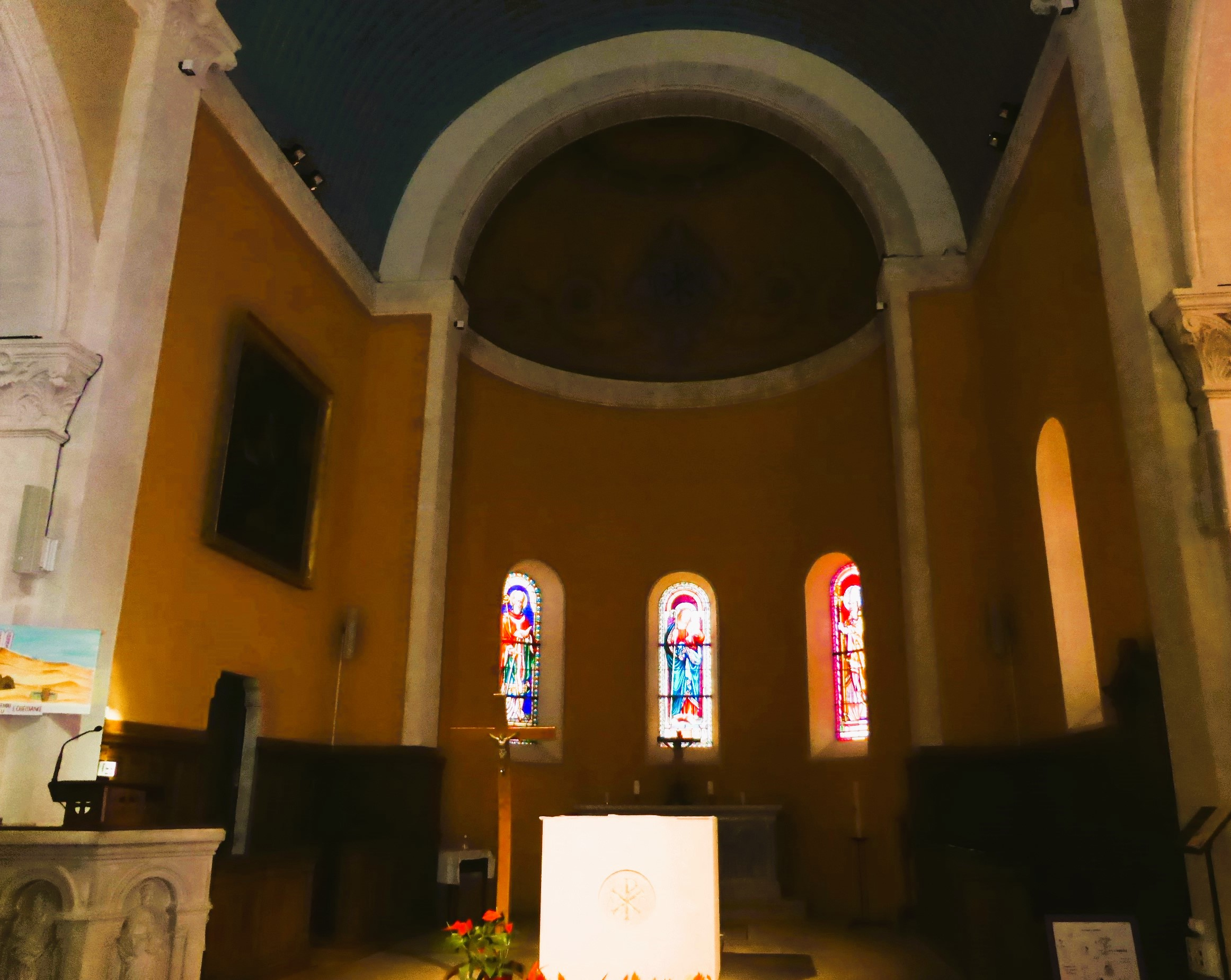
Abside de Mions.

L'ensemble du mobilier réunit, comme dans toute église, les éléments en rappel de la vie du Christ de sa naissance à la Passion. Des deux autels logés dans les absidioles latérales celui de droite en bois polychrome est dédié à la Vierge portant l’enfant Jésus. La statue date du XVIIIe siècle et a été classée monument historique en 1979. Celui de gauche est dédié à saint-Joseph. Au fond de l’abside est apposé un autel actuellement sans emploi. Le souvenir de Marie-Madeleine, patronne de la paroisse, n’est rappelé que par une huile sur toile datée du XVIIIe siècle. Le crucifix en bois date de la première moitié du XIXe siècle. L'illustration fait apparaître de part et d'autre deux des tableaux du chemin de croix. Dans le cul de four au-dessus de l'abside figure discrètement le chrisme qui entrecroise le khi et le rhô de la langue grecque.

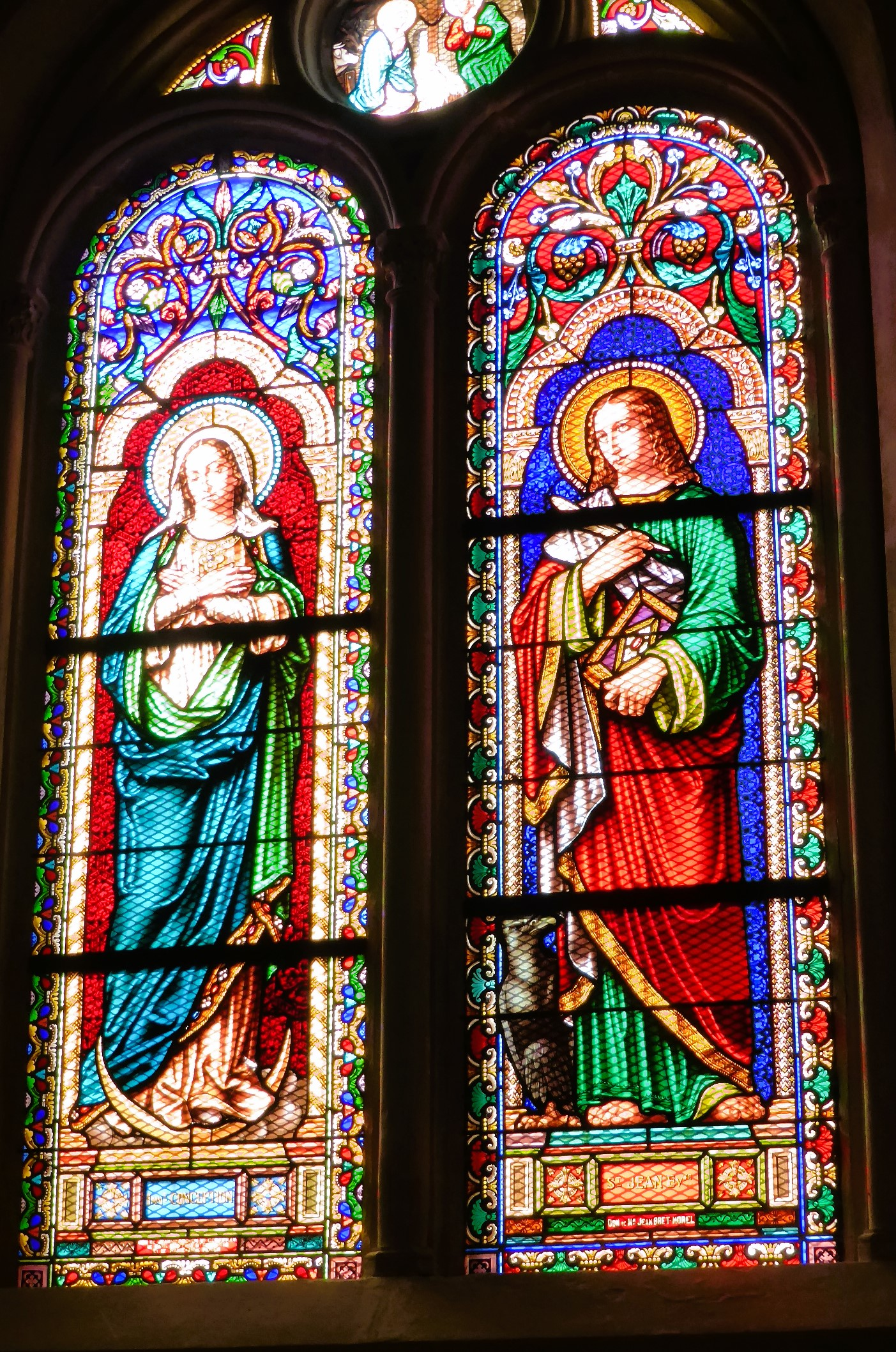
Immaculée conception Jean l'Evangéliste
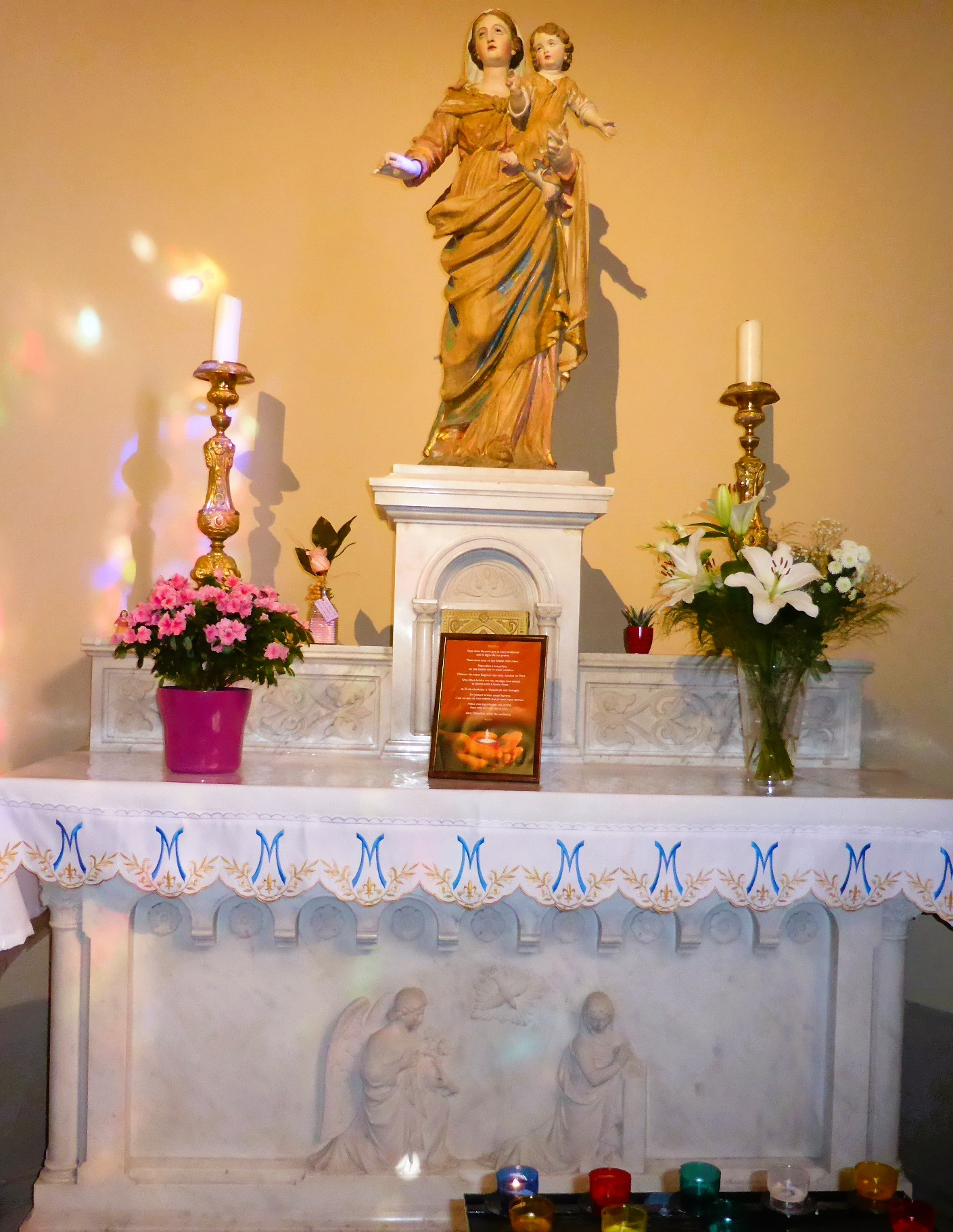
Chapelle de la Vierge
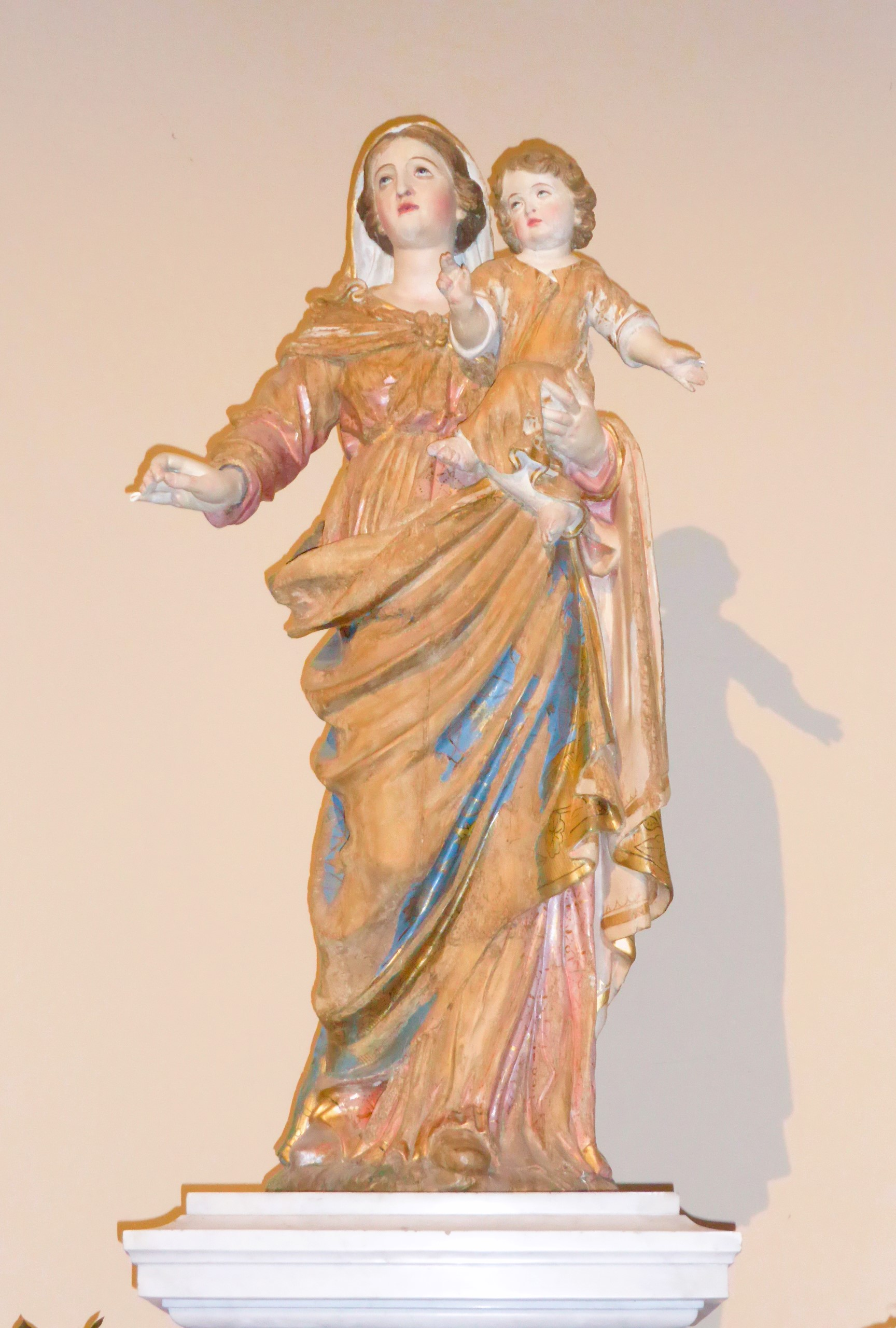
Statue de la vierge à Mions
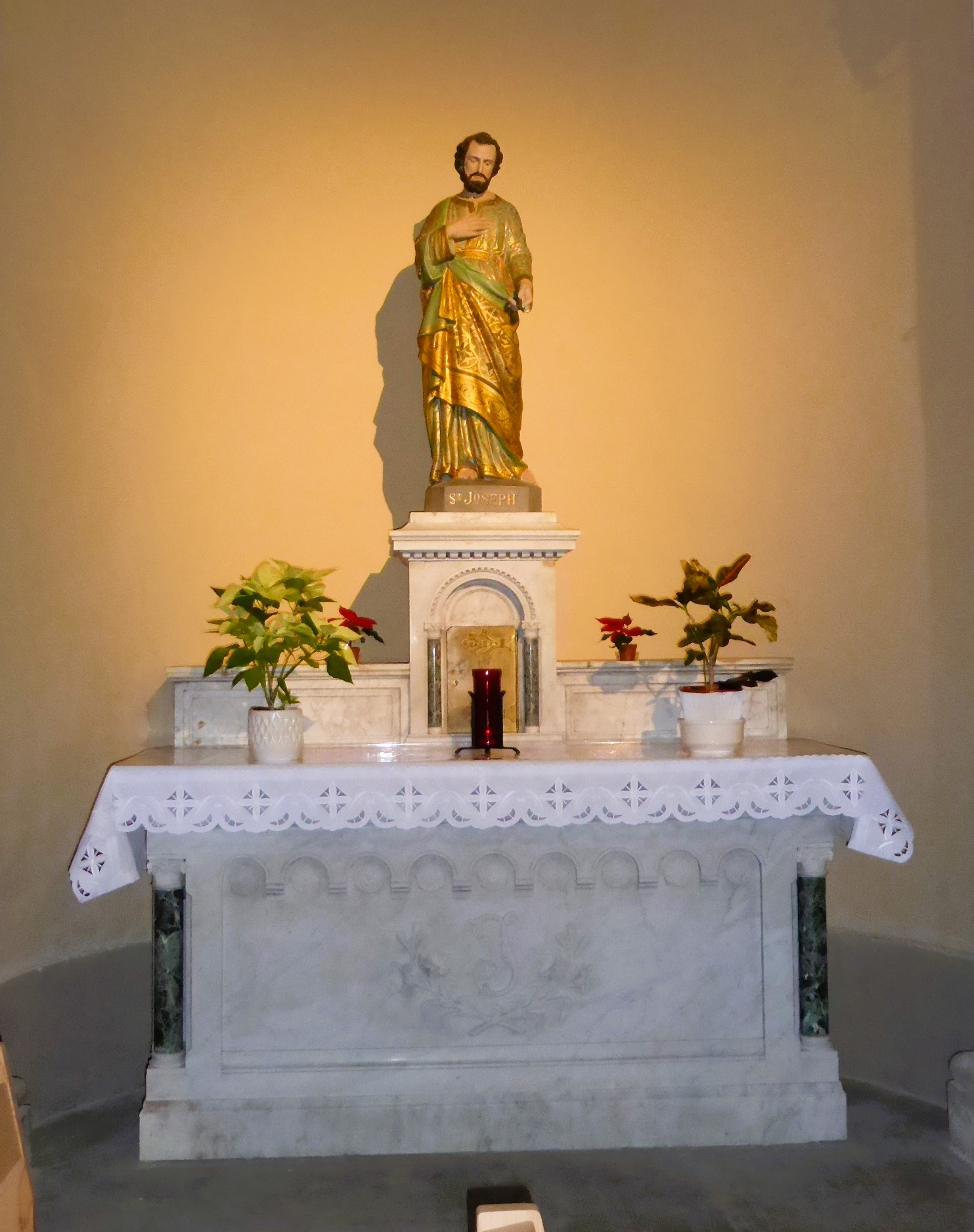
Autel de saint Joseph
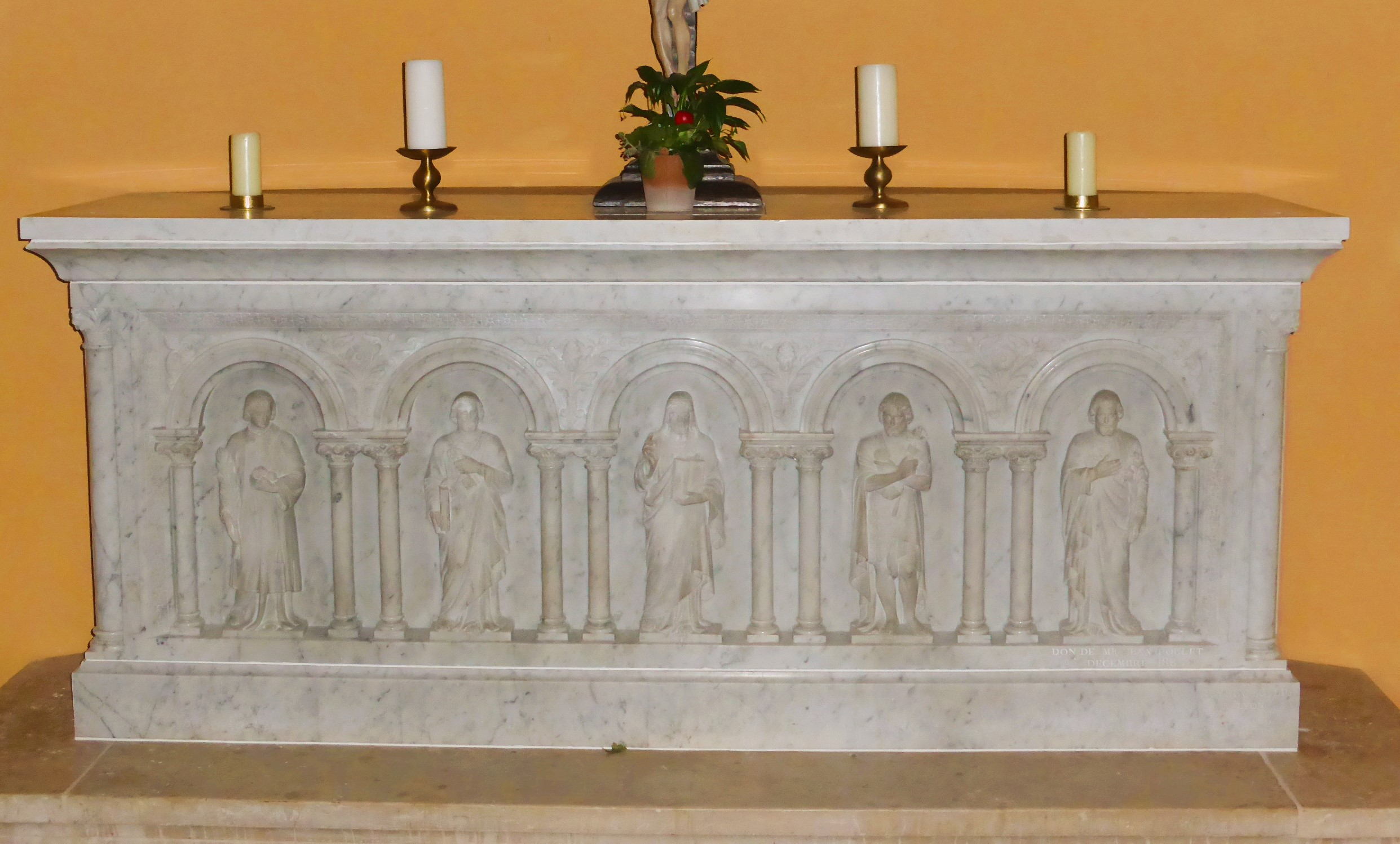
Devant d'autel
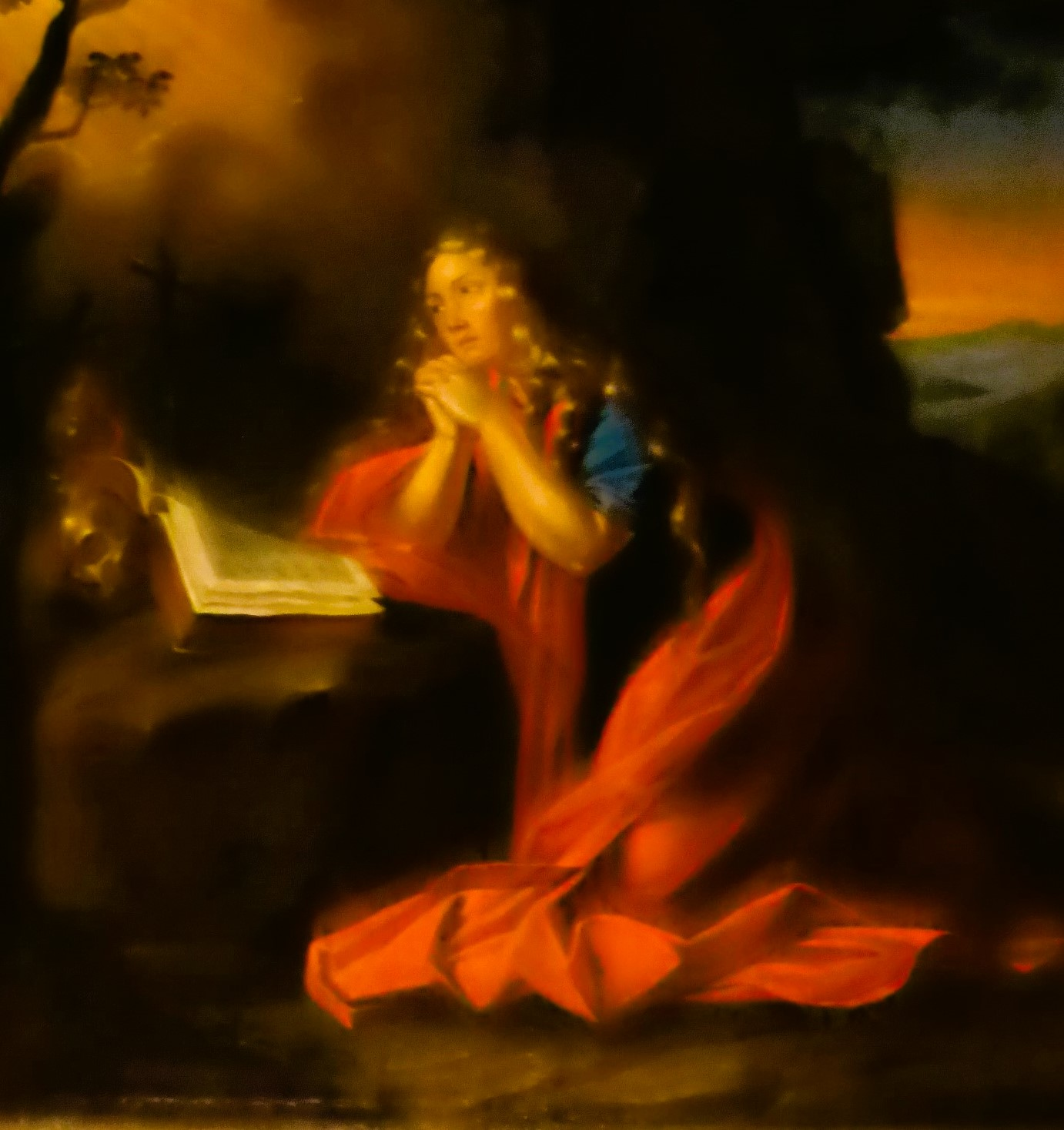
Ste Marie-Madeleine
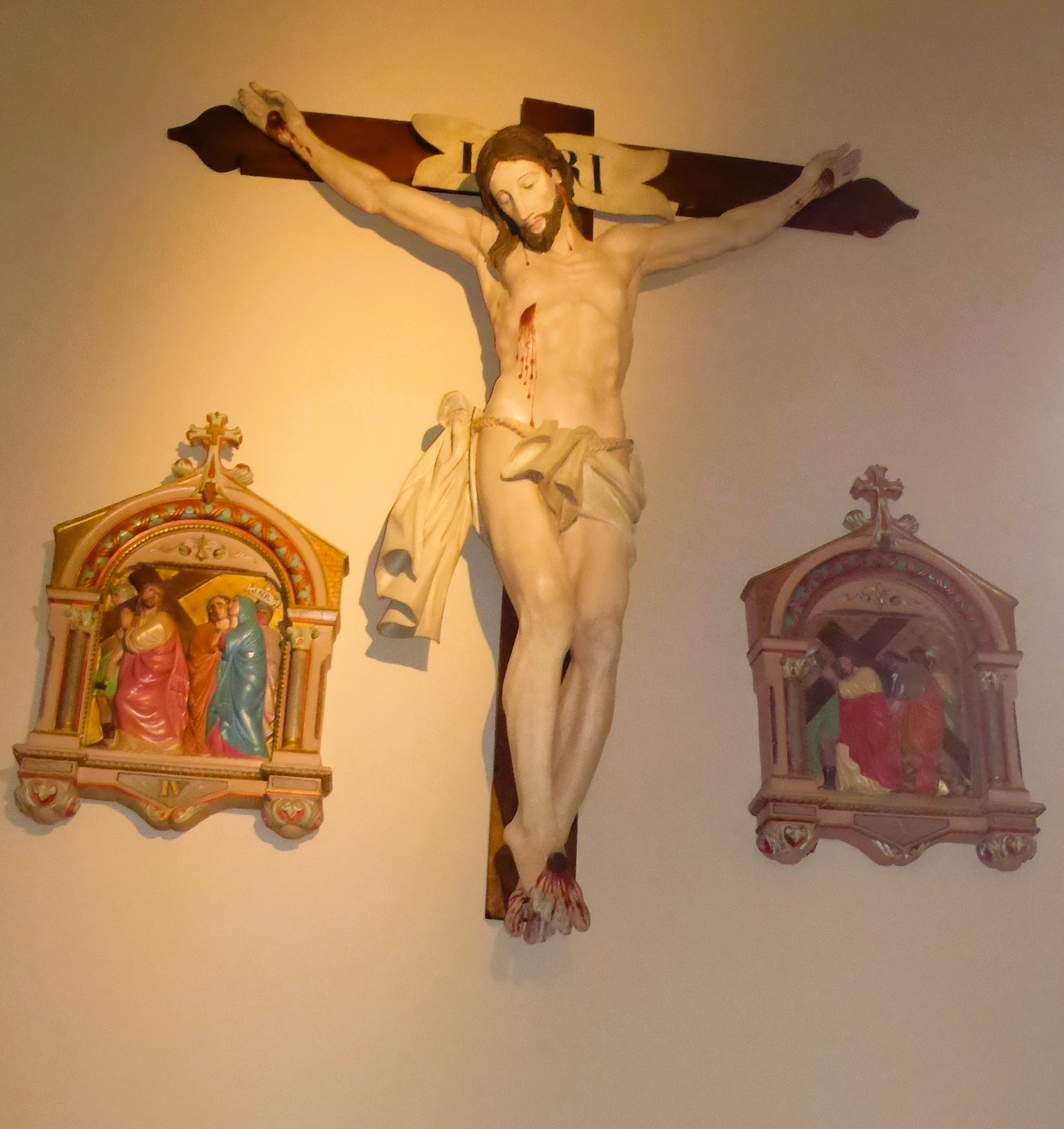
Crucifix en bois
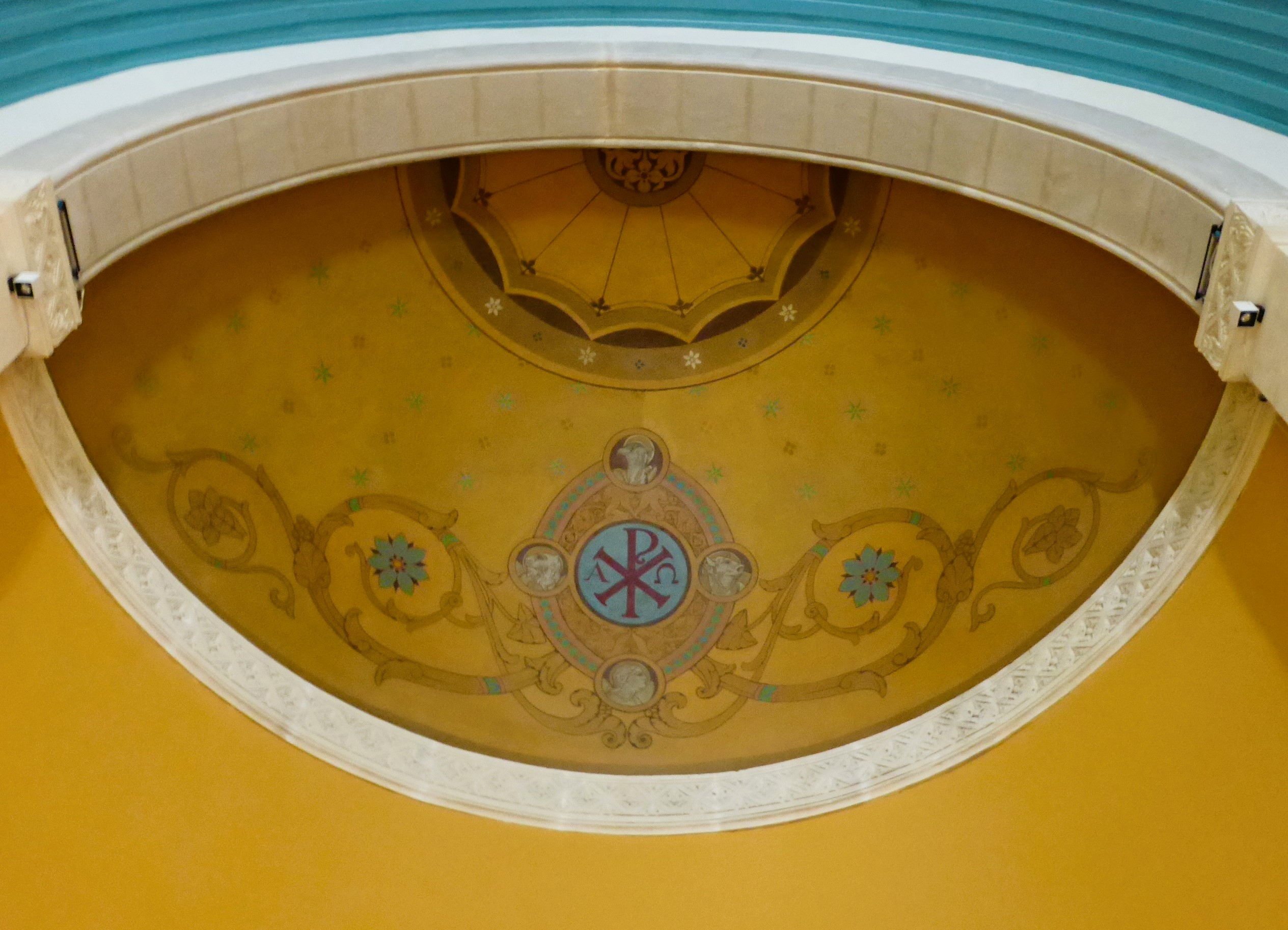
Cul de four de l'abside

L'Eglise catholique revendique le privilège de faire éclore des vocations de saints. Statues et viraux sont les deux modes de figuration.. Ils peuvent être de tous les âges de sa longue histoire. Saint Bruno est le fondateur du monastère de la Grande Chartreuse au XIe siècle ; saint Vincent de Paul qui s'illustra au XVIIe siècle avait fait un bref passage à Châtillon- sur Chalaronne dans ce même département de l'Ain où, au XIXe siècle, le curé d'Ars s'est rendu célèbre.

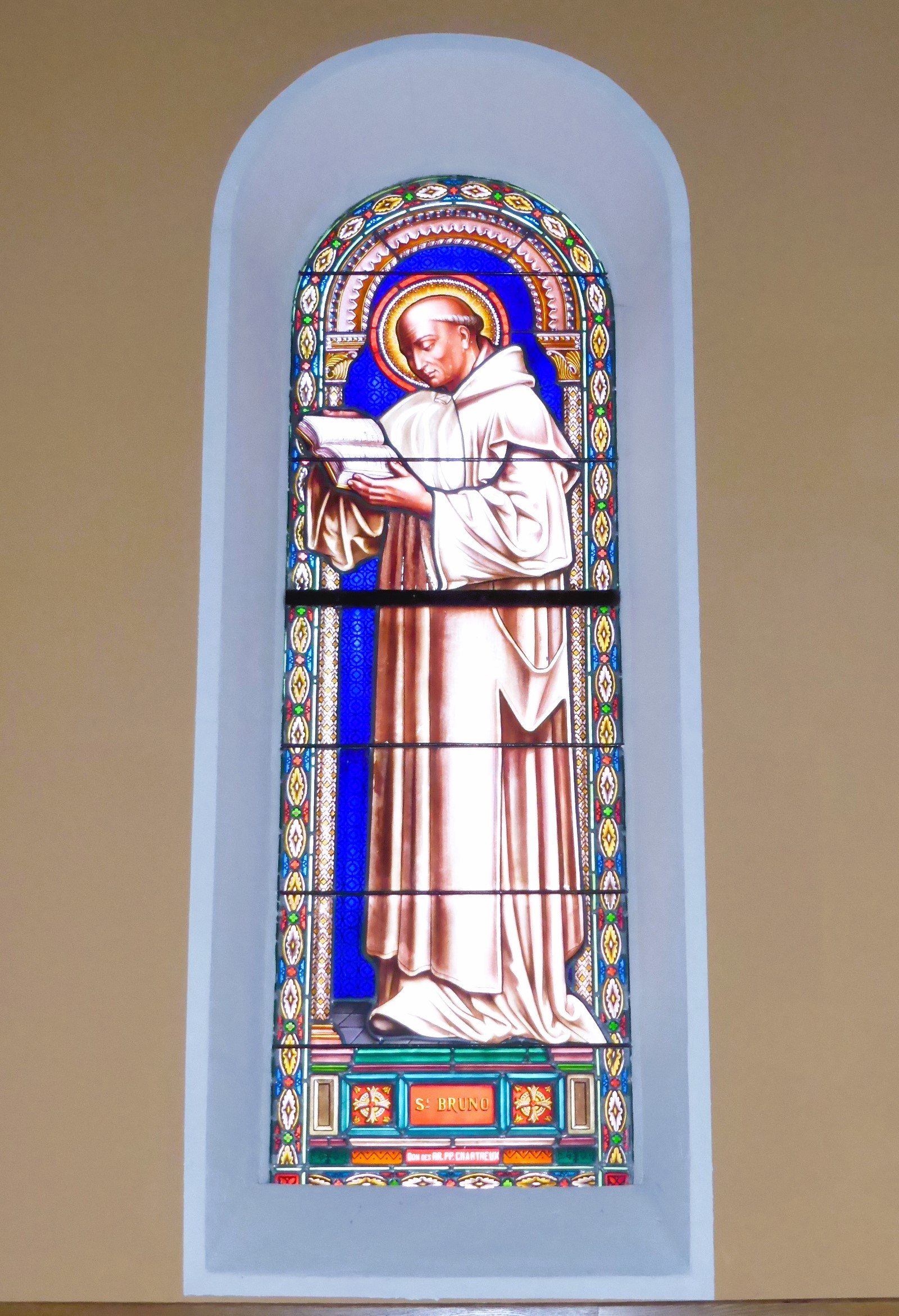
Vitrail de saint Bruno
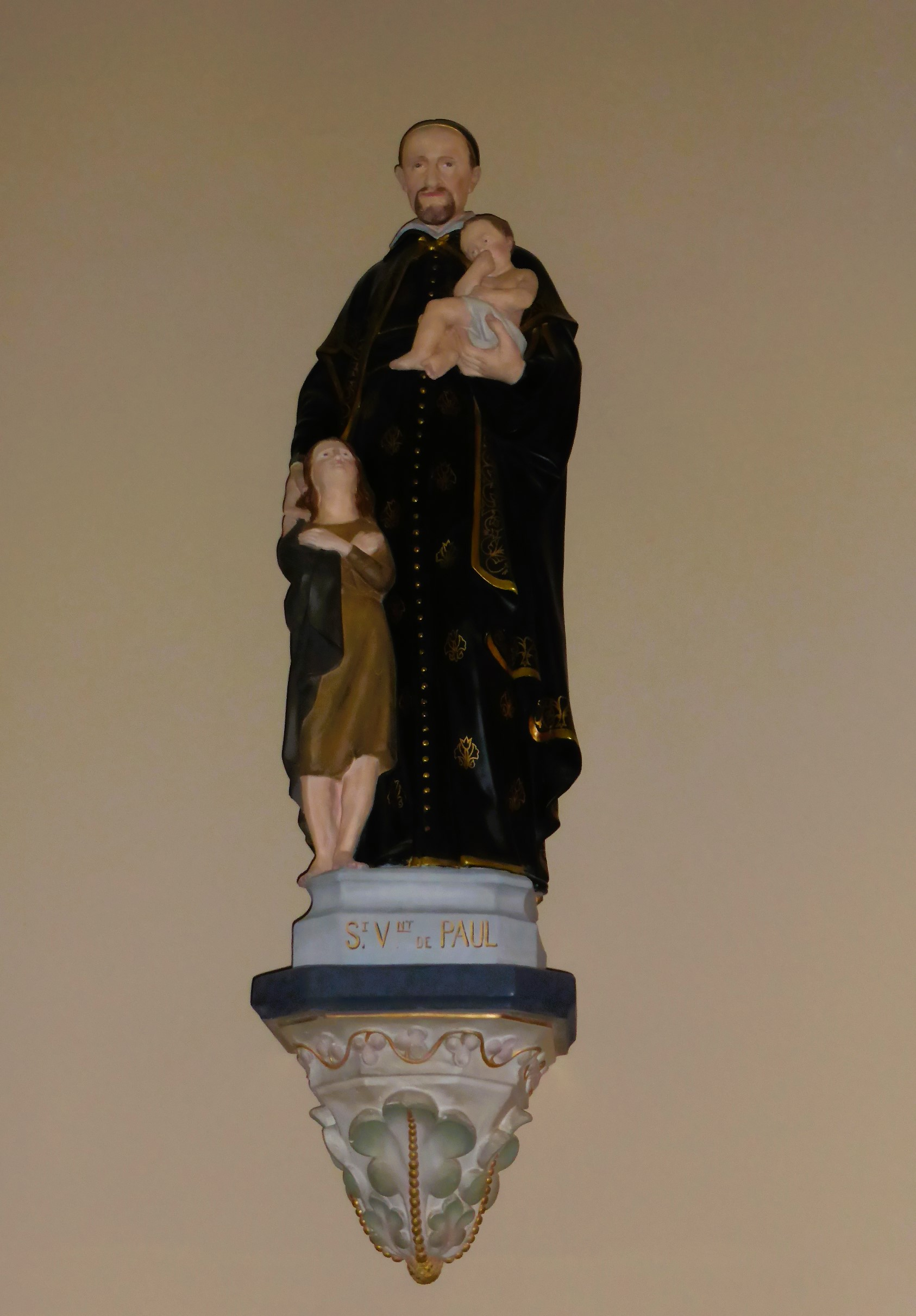
Statue de saint Vincent de Paul
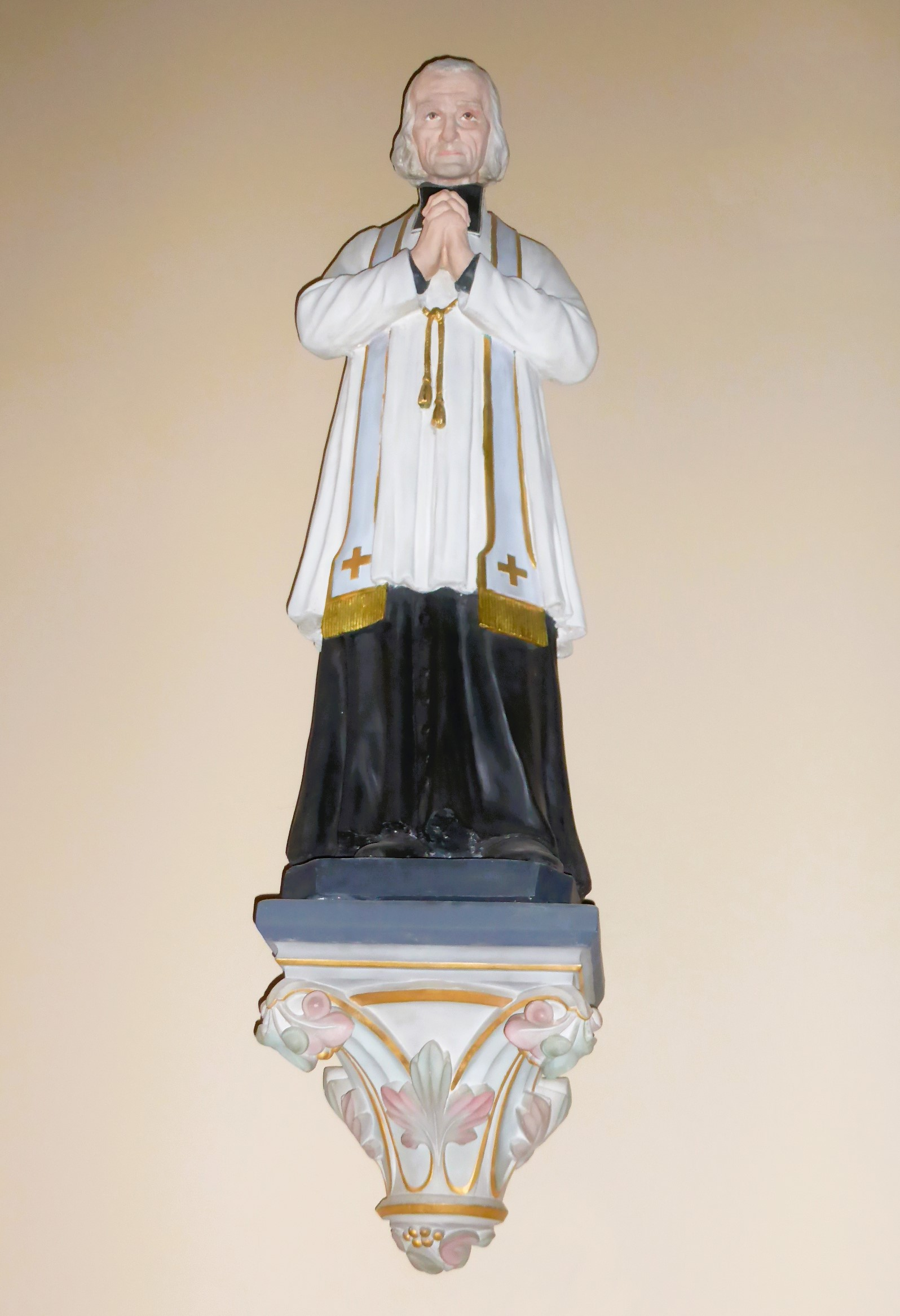
Statue du curé d'Ars
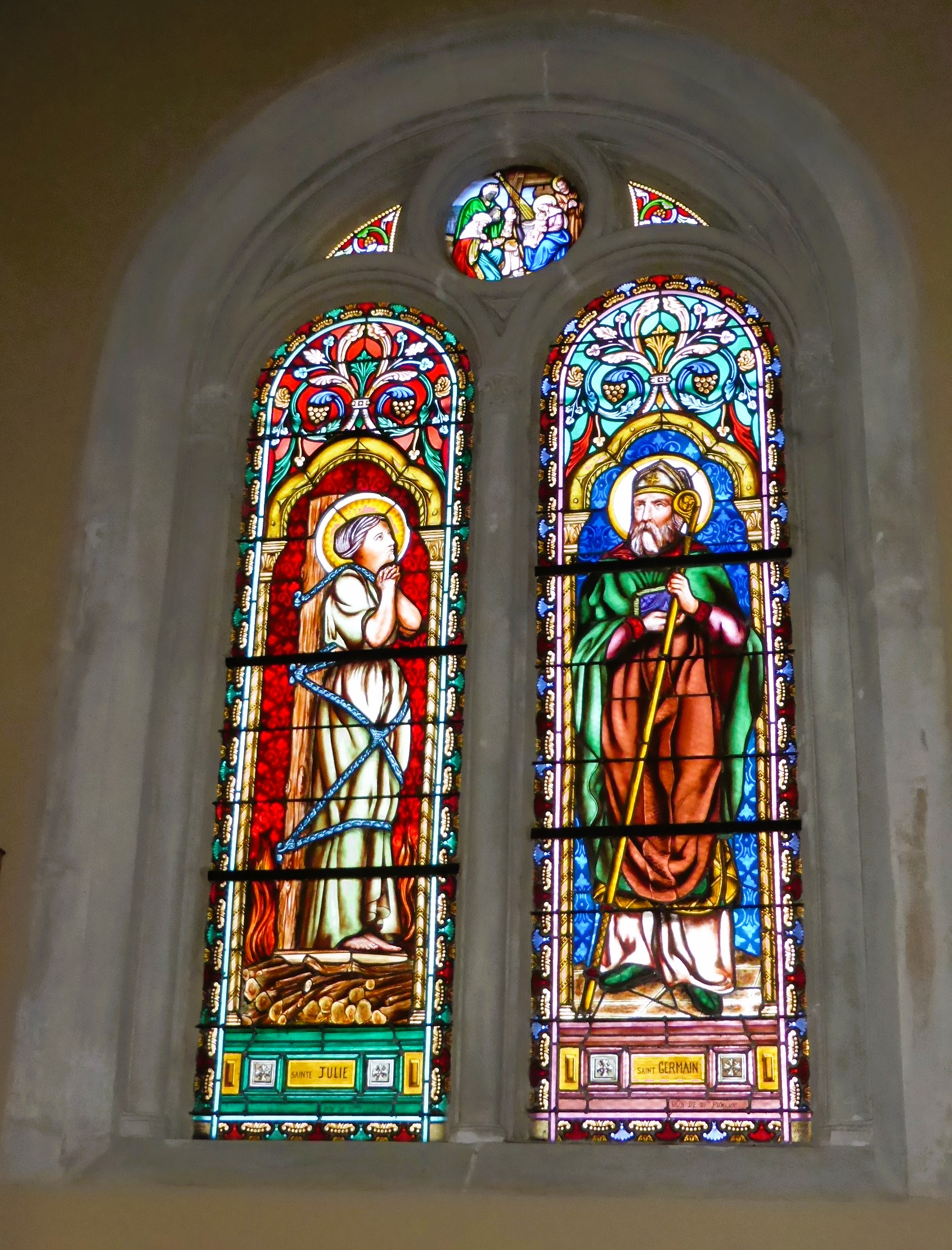
Vitrail Julie et Germain
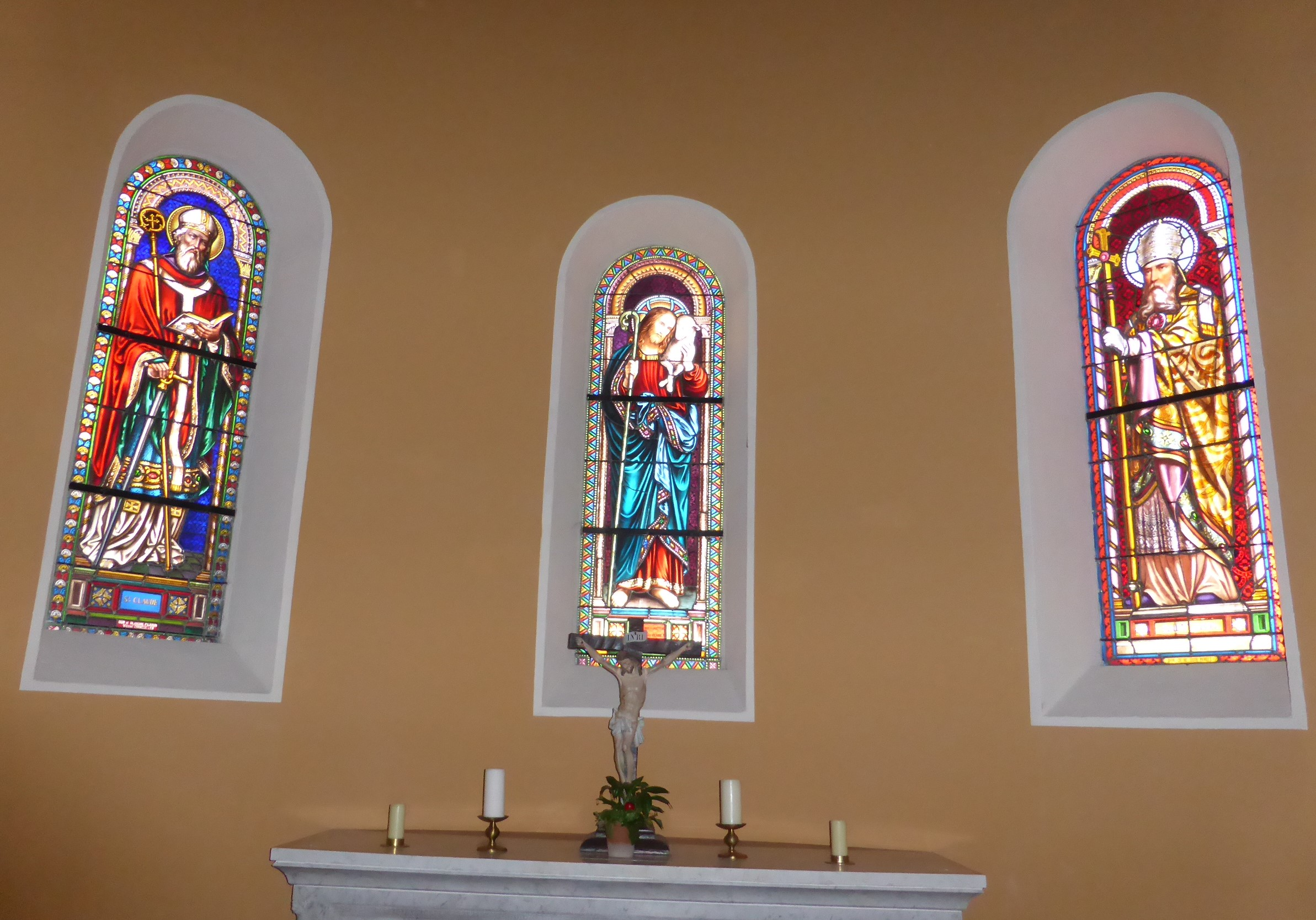
Vitraux de l'abside

Mais l'Eglise se doit d'accompagner tous les Chrétiens de la naissance à la tombe. La cuve baptismale évoque la naissance. le bénitier en pierre contre le mur intérieur est sans doute hérité de l'ancienne église. De la chaire à prêcher l'officiant rappelle les fidèles à leurs devoirs. Comme dans beaucoup de communes, une plaque rappelle les soldats morts au combat pendant la Grande Guerre de 1914-18.

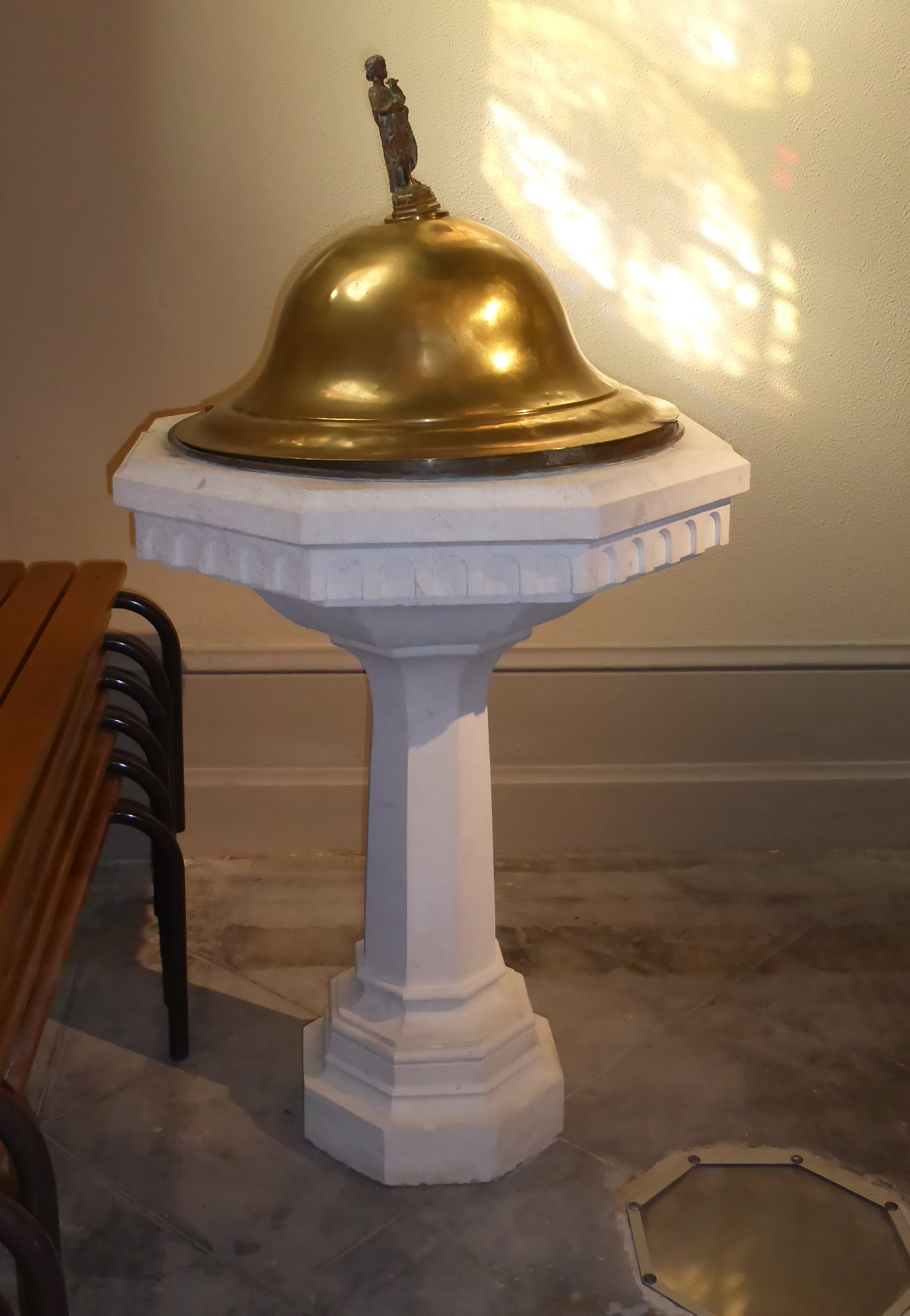
Baptistère
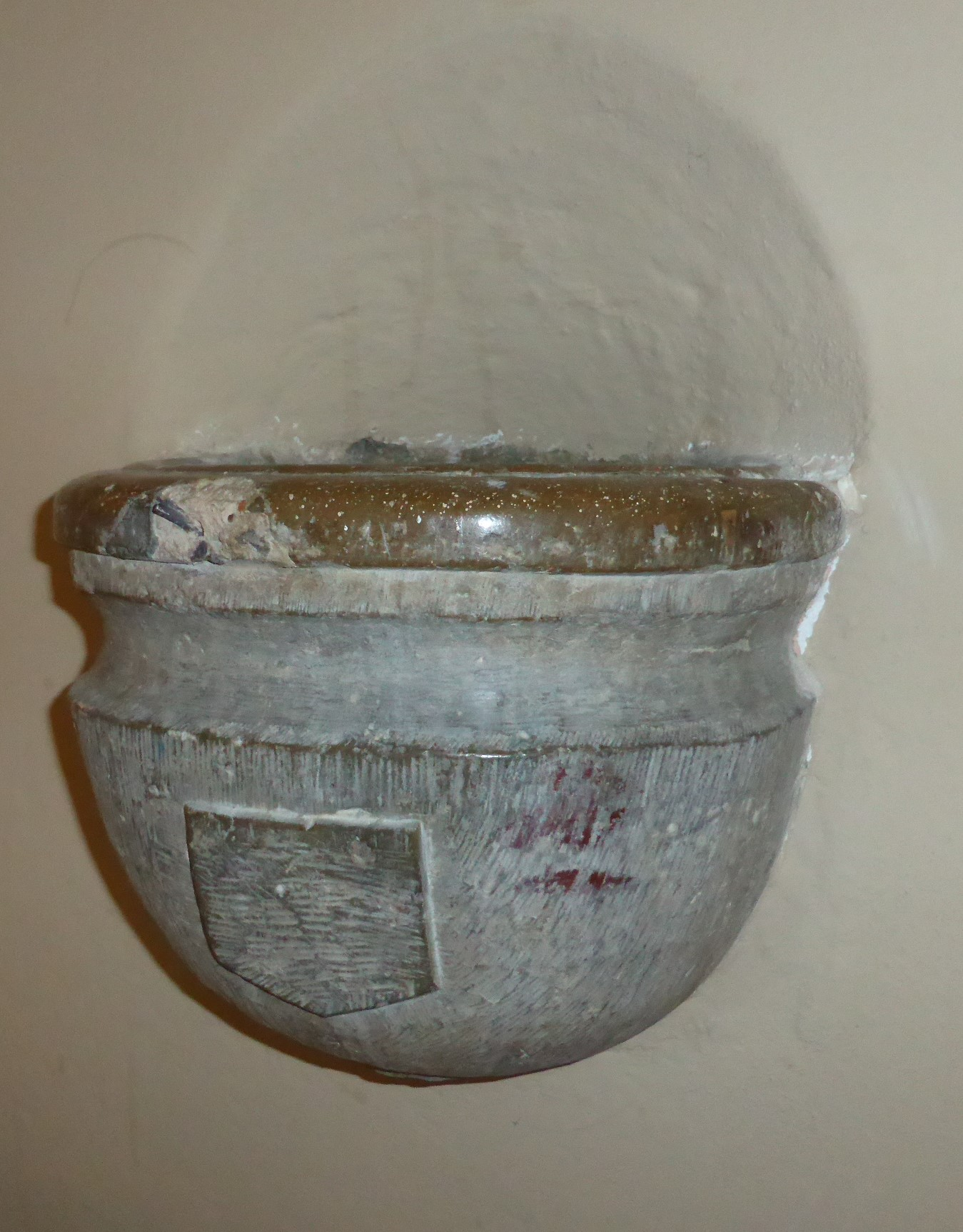
Ancien bénitier
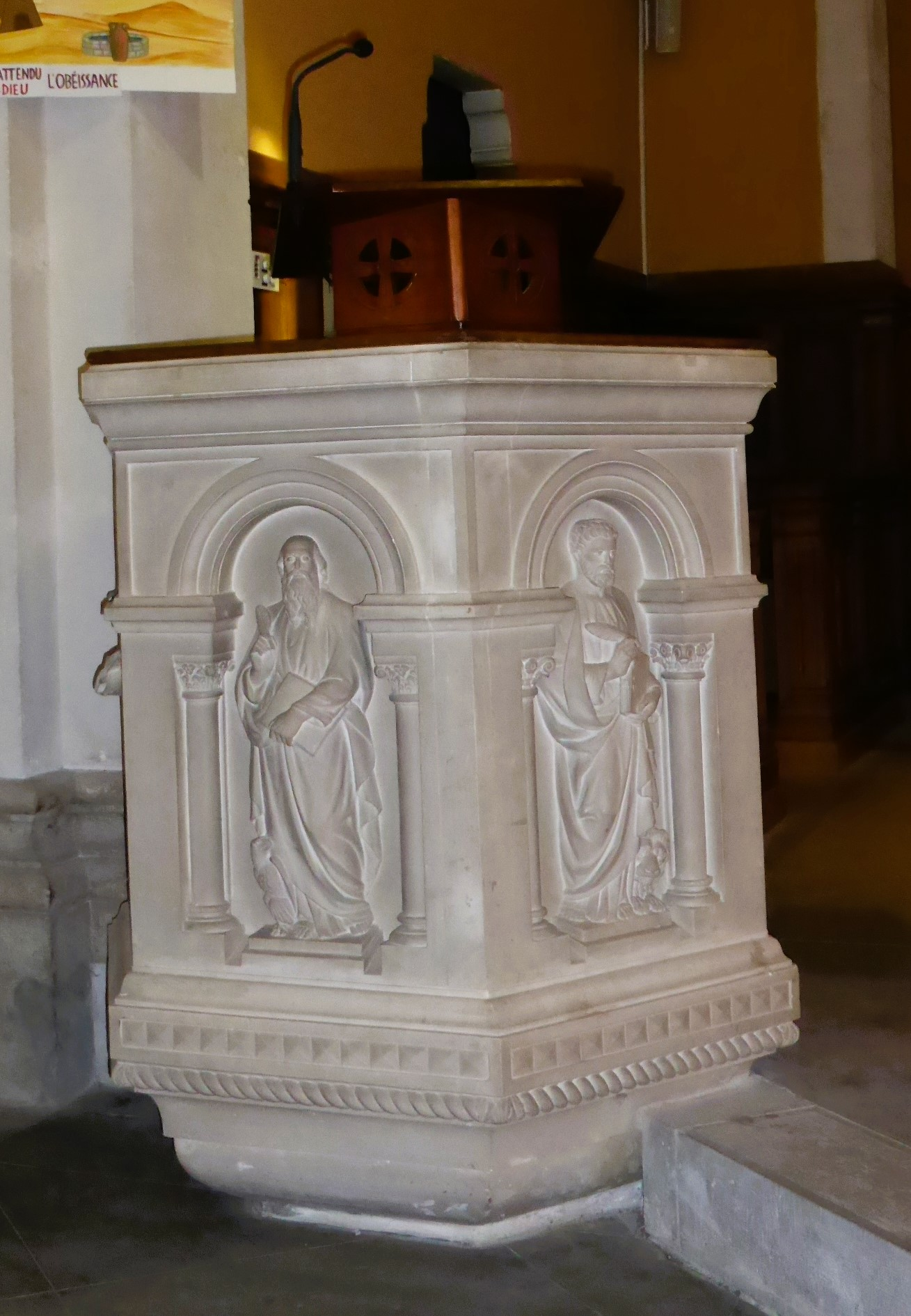
Chaire à prêcher
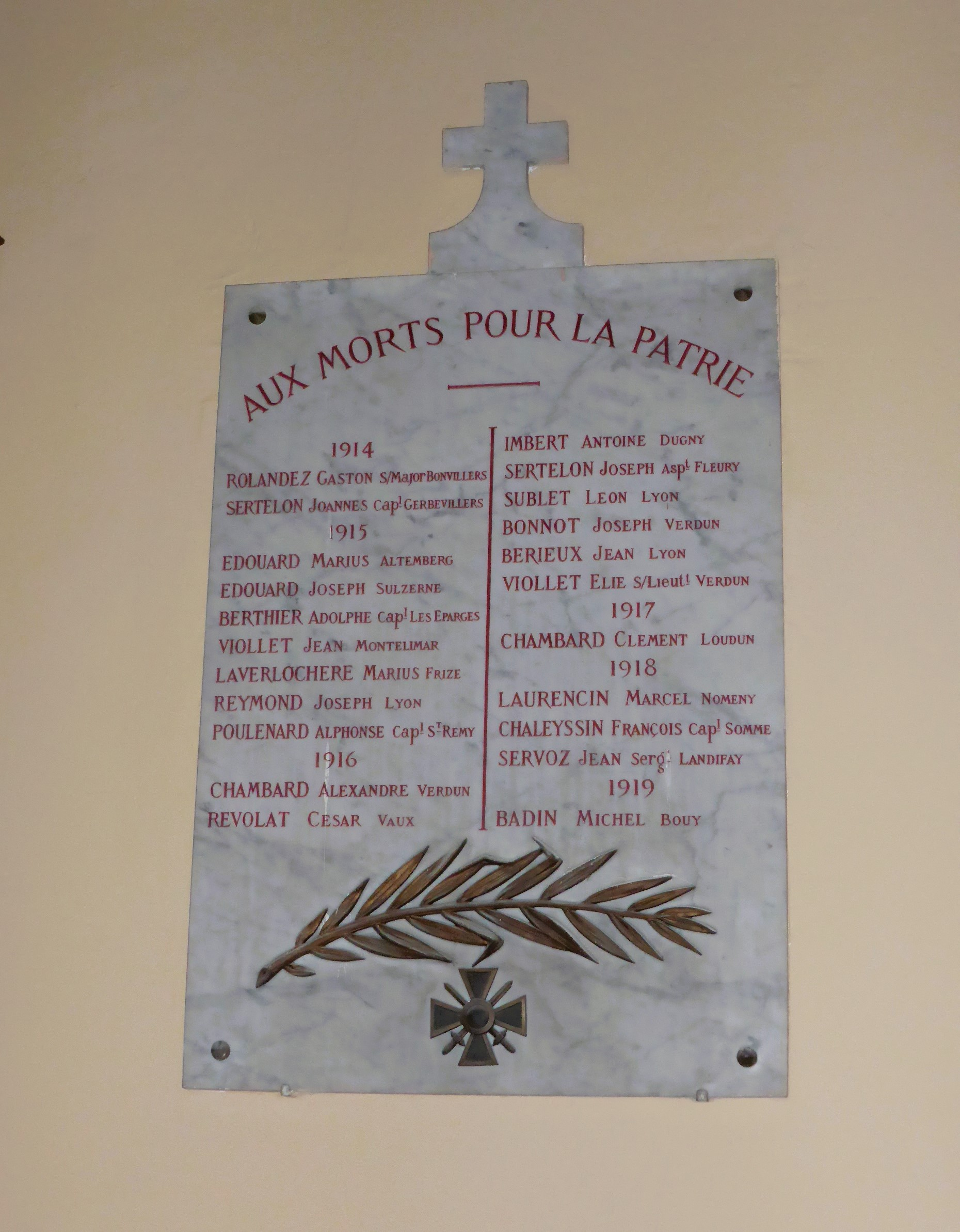
Morts de 14-18

#### Les croix
Le nombre de croix en témoignage de la foi des Miolands est forcément limité. La population étant exclusivement regroupée au village, elles y sont toutes concentrées. Mention spéciale doit être faite de la statue de la Madone érigée sur un très haut piédestal en 1897 après une mission au-dessus du village à proximité de l'ancien château.

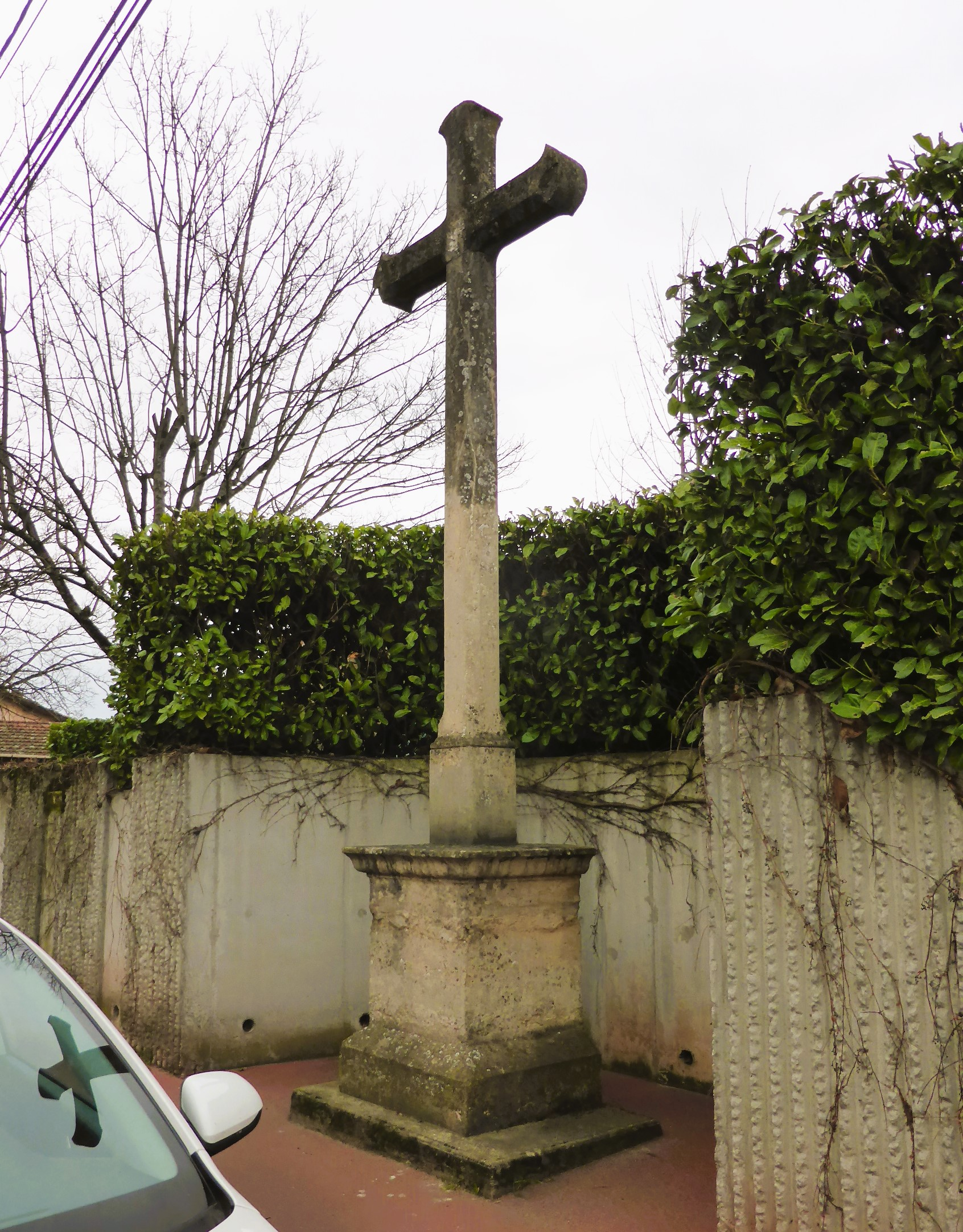
Croix des Etachères
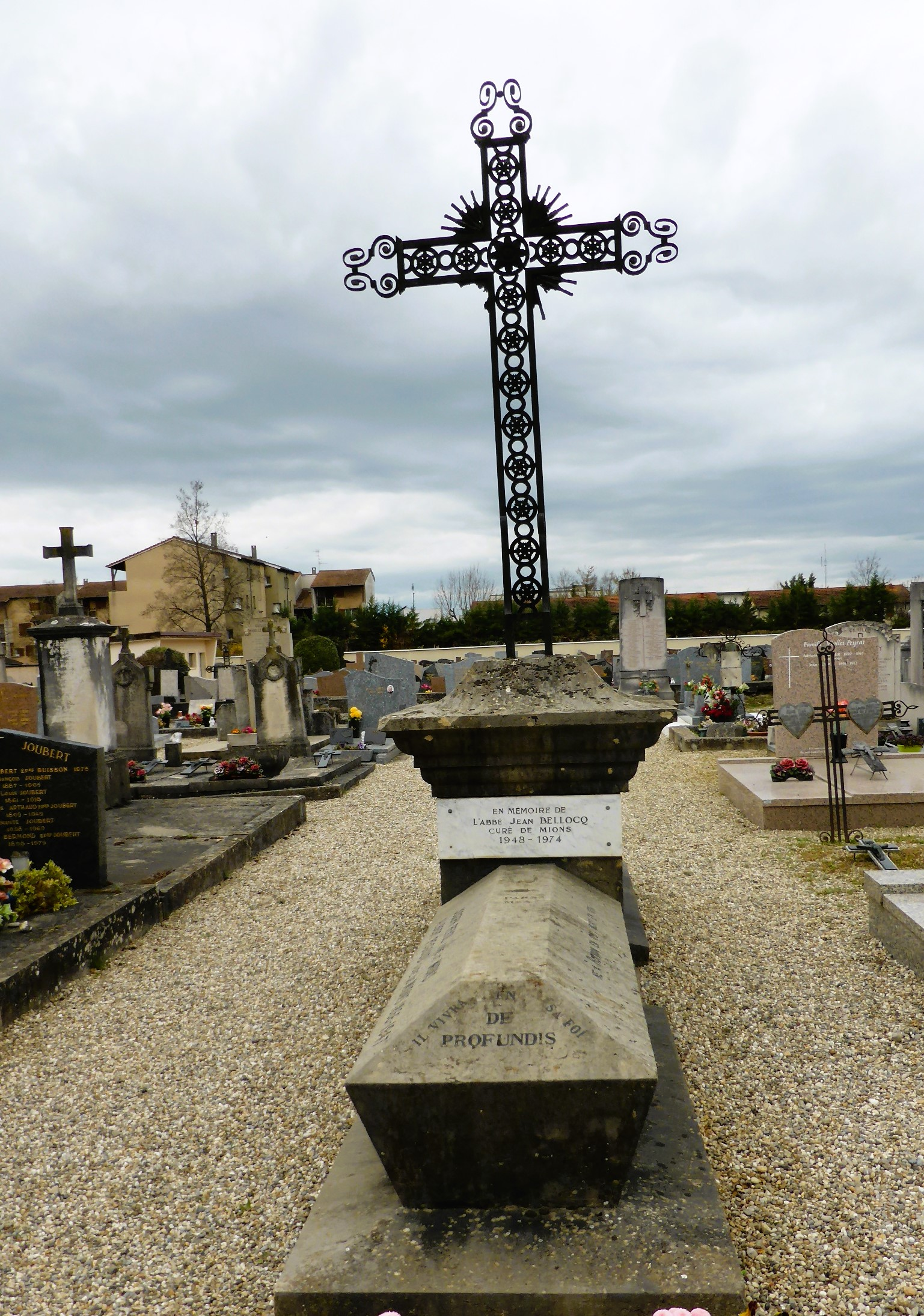
Croix du tombeau des prêtres
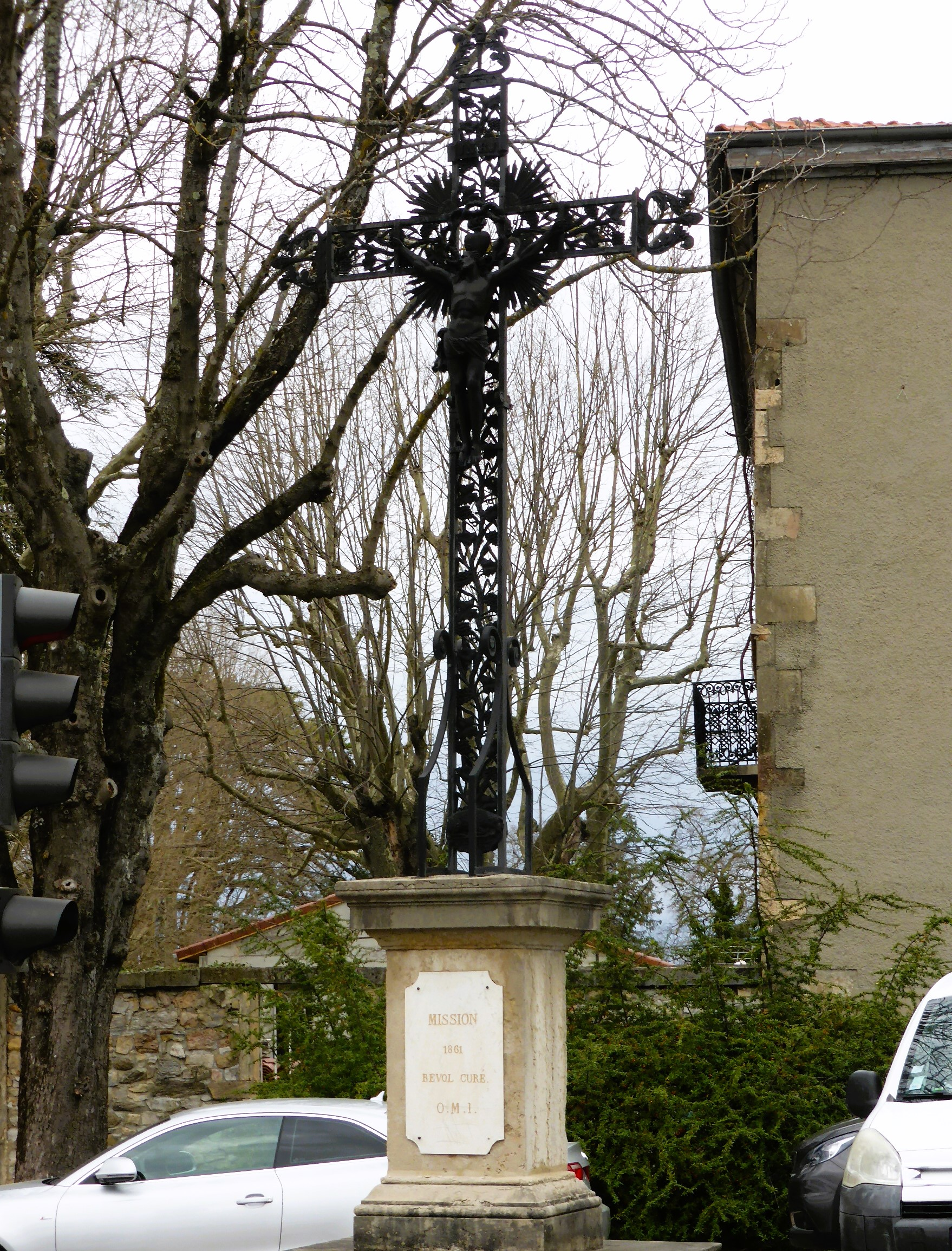
Croix du plâtre
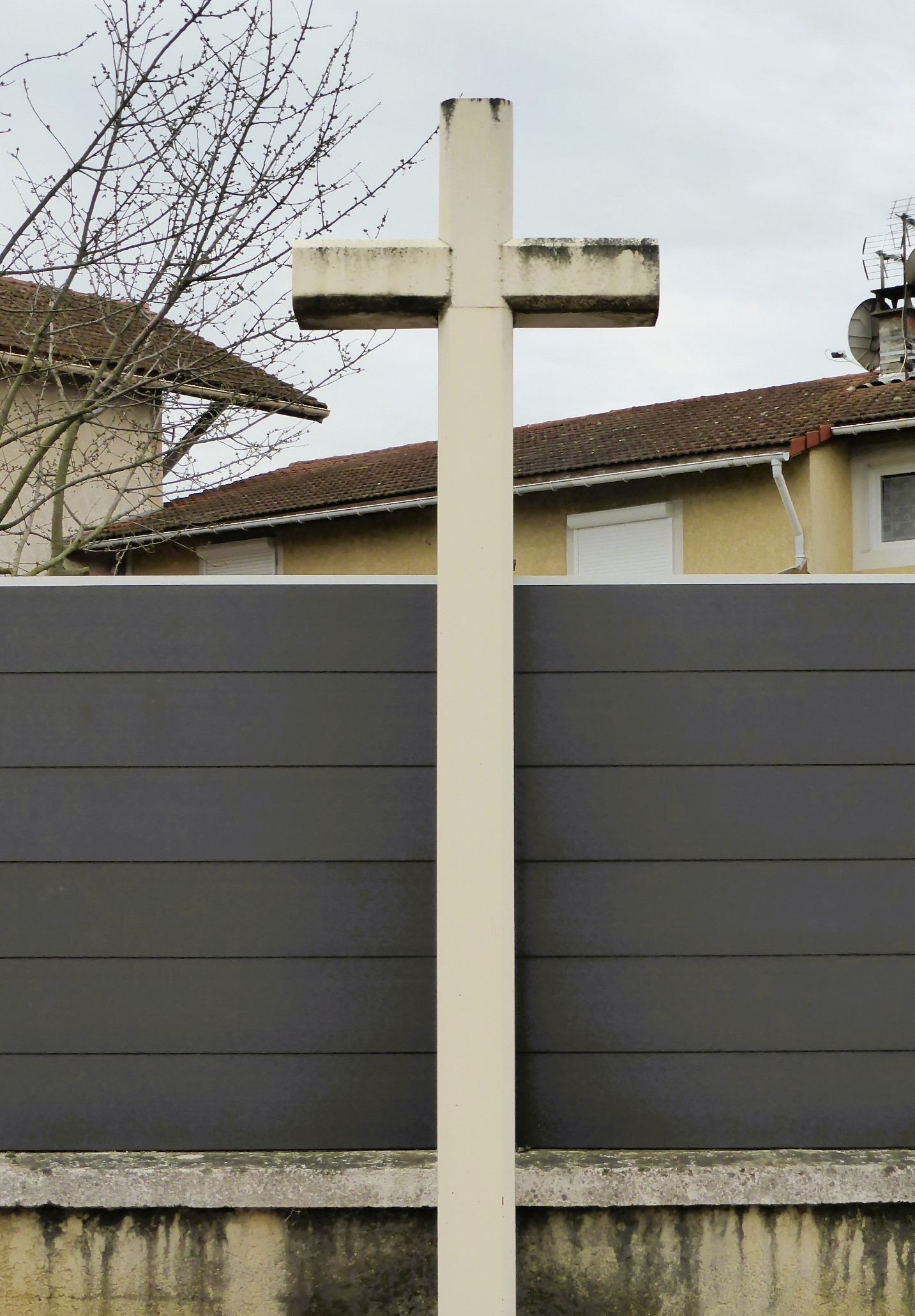
Croix du Penon
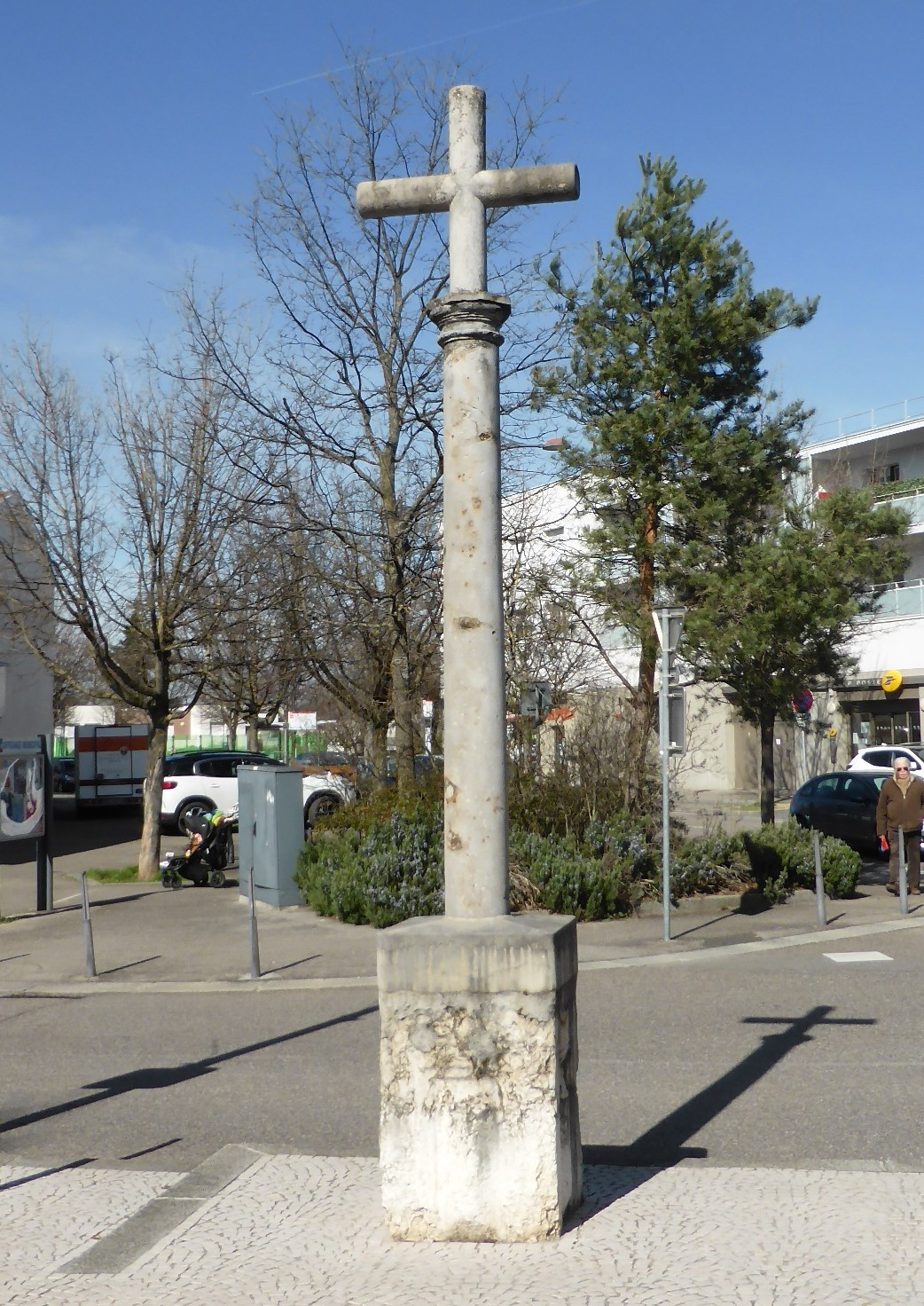
Croix de la place de la République
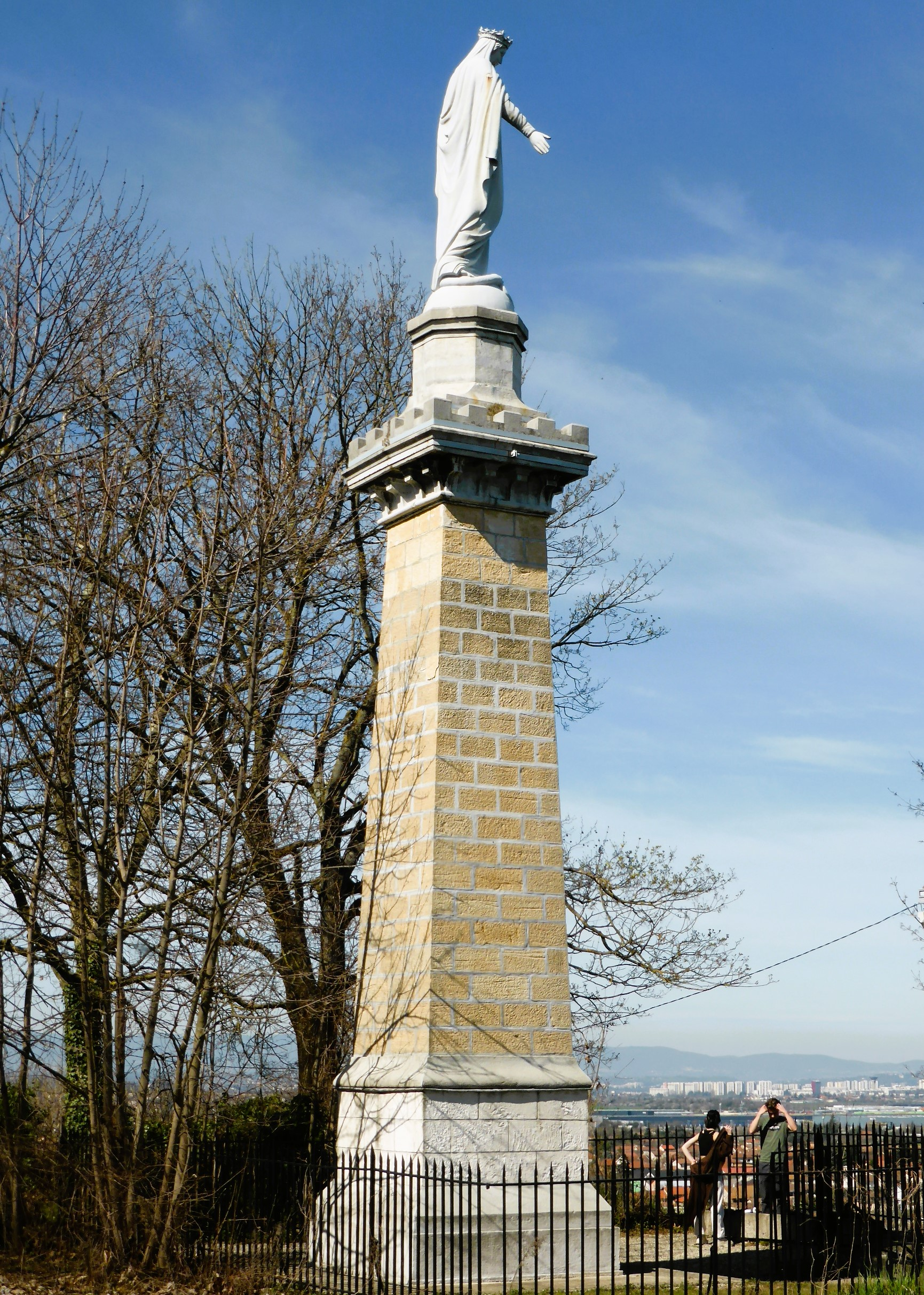
Madone du château

### Mions aujourd'hui

#### L’explosion démographique

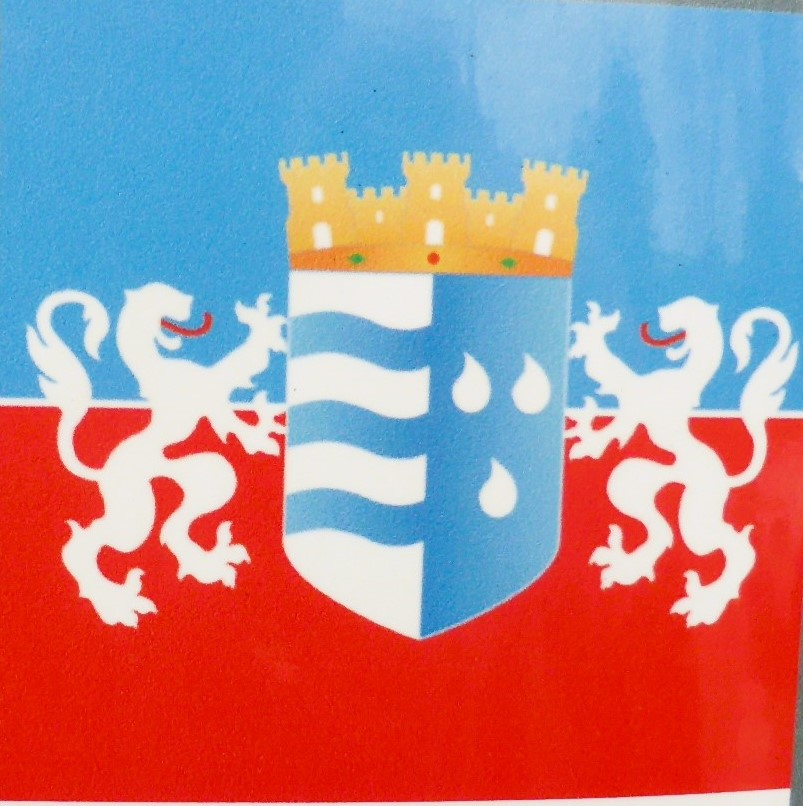
Blason de Mions.

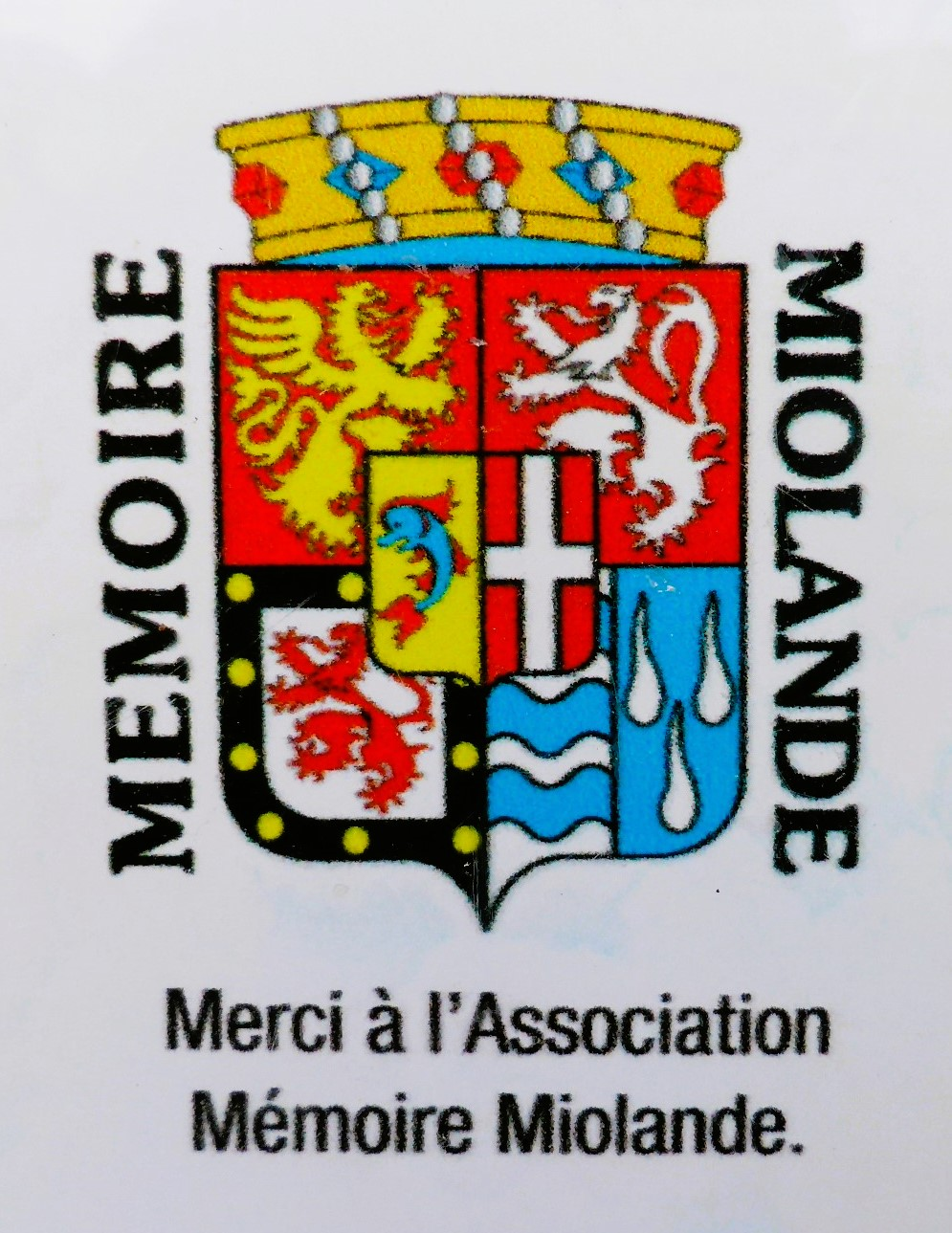

Banale communauté rurale de quelque 300 habitants sous l’Ancien Régime, la commune n’était encore qu’un modeste village de 828 âmes en 1946. Elle est devenue une véritable ville et s'est inventée un blason. Le seuil des mille a été enregistré au recensement de 1954 (1040 exactement). On peut parler d’une véritable explosion démographique depuis la Libération et surtout depuis les années 1960. Les 13 244 habitants de 2019 représentent une multiplication de la population par 16 depuis 1946. On aura une idée du renversement des valeurs en rappelant que le chef-lieu de canton tout proche de Saint-Symphorien est passé, lui, dans le même temps de 1581 à 5 850 habitants ! Le rythme annuel de cette croissance a été maximal de 1968 à 1975 (8,7%). Il était encore de 5,3% entre 1982 à 1990. Il a, certes, fortement décru depuis mais se maintient tout de même à 1,6% de 2013 à 2019. De tels chiffres ne peuvent s’expliquer que par l’afflux de nombreux migrants. Entre 1968 et 1975 le rapport a été de 7,0% pour le solde migratoire contre 1,7% pour le solde naturel, les taux de natalité et de mortalité correspondant s’établissant respectivement à 21,1 et 4,6 pour mille. Ces mêmes taux sont passés respectivement entre 2013 et 2019 à 13,0 et 4,4 pour mille. Il en résulte aujourd’hui un équilibre entre les âges, avec une tranche de 20,3% pour les enfants de 0 à 14 ans et de 22,7% pour les plus de 60 ans.
Il a fallu beaucoup construire pour accueillir les nouveaux Miolands. Les chiffres sont éloquents : le nombre de logements est passé de 776 à 5 514 de 1968 à 2019. 2,6% du patrimoine immobilier actuel datent d’avant 1919, 3,7% si l’on y ajoute les constructions jusqu’en 1945 et encore seulement 13,1% jusqu’en 1970. 42,7% datent des deux décennies 1970 et 1980, 21,7% de la période 1991-2005. Le mouvement ne s’est guère ralenti, avec 23% pour les années 2006-2015.
Dans un premier temps, en 1968, la commune de Mions n’a guère apprécié la création d’une cité d’urgence de 70 chalets en bois. Il s’agissait de loger les personnes expulsées des bidonvilles du quartier lyonnais de Gerland où étaient engagées d’importantes opérations immobilières. Leur population représentait alors le tiers des habitants de la commune car s’y ajoutait celle d’une centaine de roulottes de nomades. L’association Notre-Dame des Sans Abris apporta son aide à ces populations regroupées à l’écart du village dans le secteur des Brosses, au nord de la commune mais qui n’en était cependant pas encore coupé car c’était bien avant 1992, date de la construction de l’autoroute de contournement . La commune était alors dirigée depuis 1965 par Joseph Sibuet. Il fallut consacrer pendant plus de dix ans tous les fonds libres à la scolarisation des enfants dans le groupe aujourd’hui dénommé Joliot Curie. La cité elle-même dut été entièrement rénovée. Echaudé par cette affaire, le maire militera dès lors pour une gestion des nomades à l’échelon de l’agglomération lyonnaise et s’opposera à toute extension.

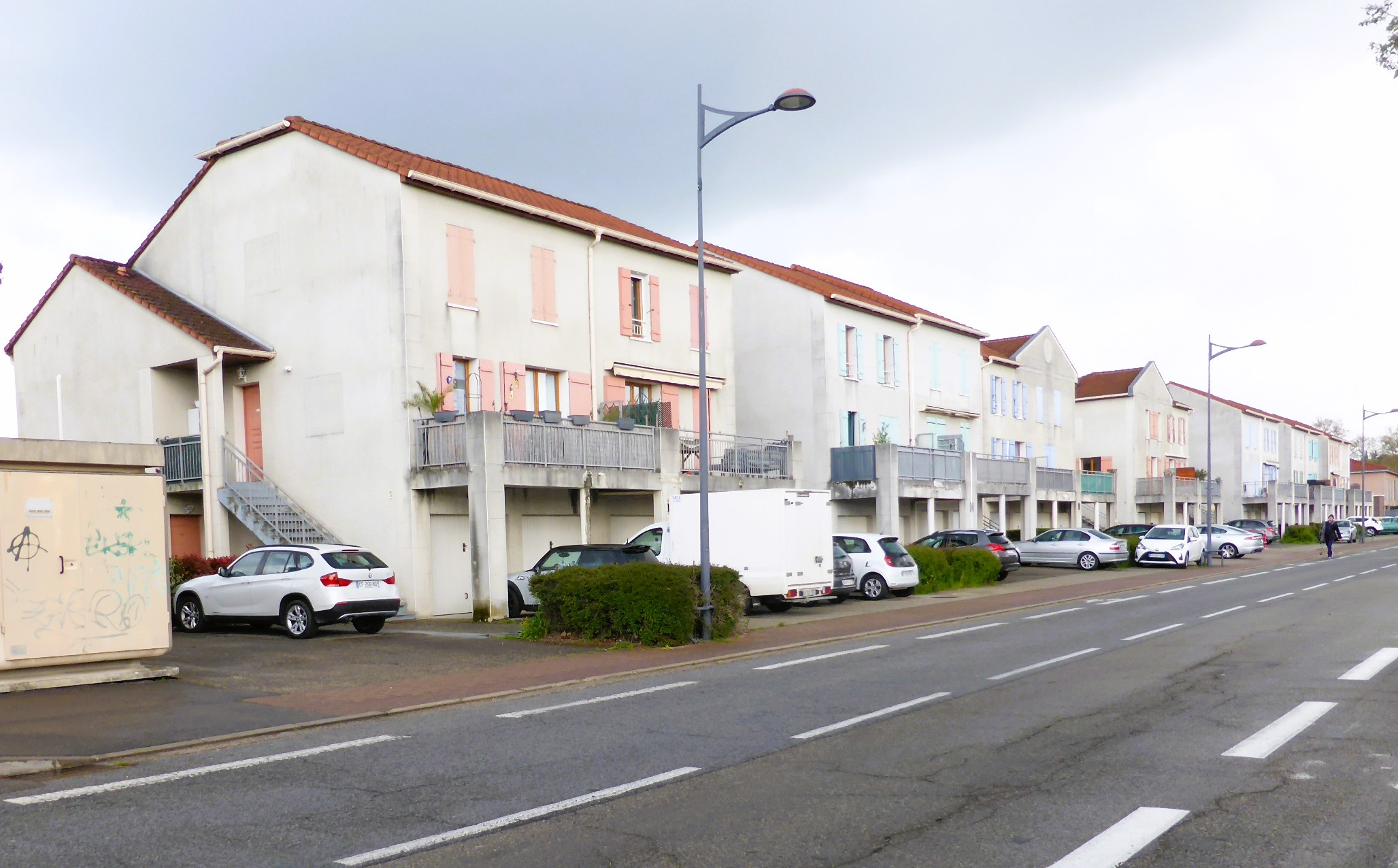
Immeubles rue de l'égalité.

Par la suite le développement s’est opéré sous la forme de lotissements classiques dans le respect des règles d’urbanisme. Dans les années 1971-1990, ceux-ci comptaient pour 88% dans la construction contre 22% pour les immeubles à étages mais de hauteur modérée. L’évolution s’est faite en ordre inverse : de 2005 à 2018 sur un total de 1203 logements nouveaux la maison individuelle ne représente plus que 42%.
La plaine à l’ouest de la butte du château prend aujourd’hui la forme d’un ruban urbanisé de façon continue depuis le quartier de la Croix rouge au sud, sur la route départementale 149, jusqu’à celui des Brosses au nord à la limite avec la commune de Saint-Priest. La soudure est maintenant réalisée avec l'ensemble de l'agglomération lyonnaise.

#### Le problème de l'emploi
Les catégories socioprofessionnelles sont représentées de manière équilibrée dans la population de Mions. On ne s’étonnera pas de la disparition de celle des agriculteurs.
| Agriculteurs                              | 0,0 %  |
| Artisans, commerçants, chefs d’entreprise | 6,8 %  |
| Cadres supérieurs                         | 15,1 % |
| Professions intermédiaires                | 21,5 % |
| Ouvriers                                  | 15,4 % |
| Retraités                                 | 19,3 % |
| Autres personnes                          | 2,6 %  |

Ces données sont corroborées par celles concernant le niveau de diplôme.
| Aucun                 | 18,6 % |
| Brevet (collège)      | 5,6 %  |
| Baccalauréat          | 21,4 % |
| Baccalauréat + 2      | 19,4 % |
| Baccalauréat + 3 ou 4 | 10,8 % |
| Baccalauréat + 5 ou + | 7,8 %  |

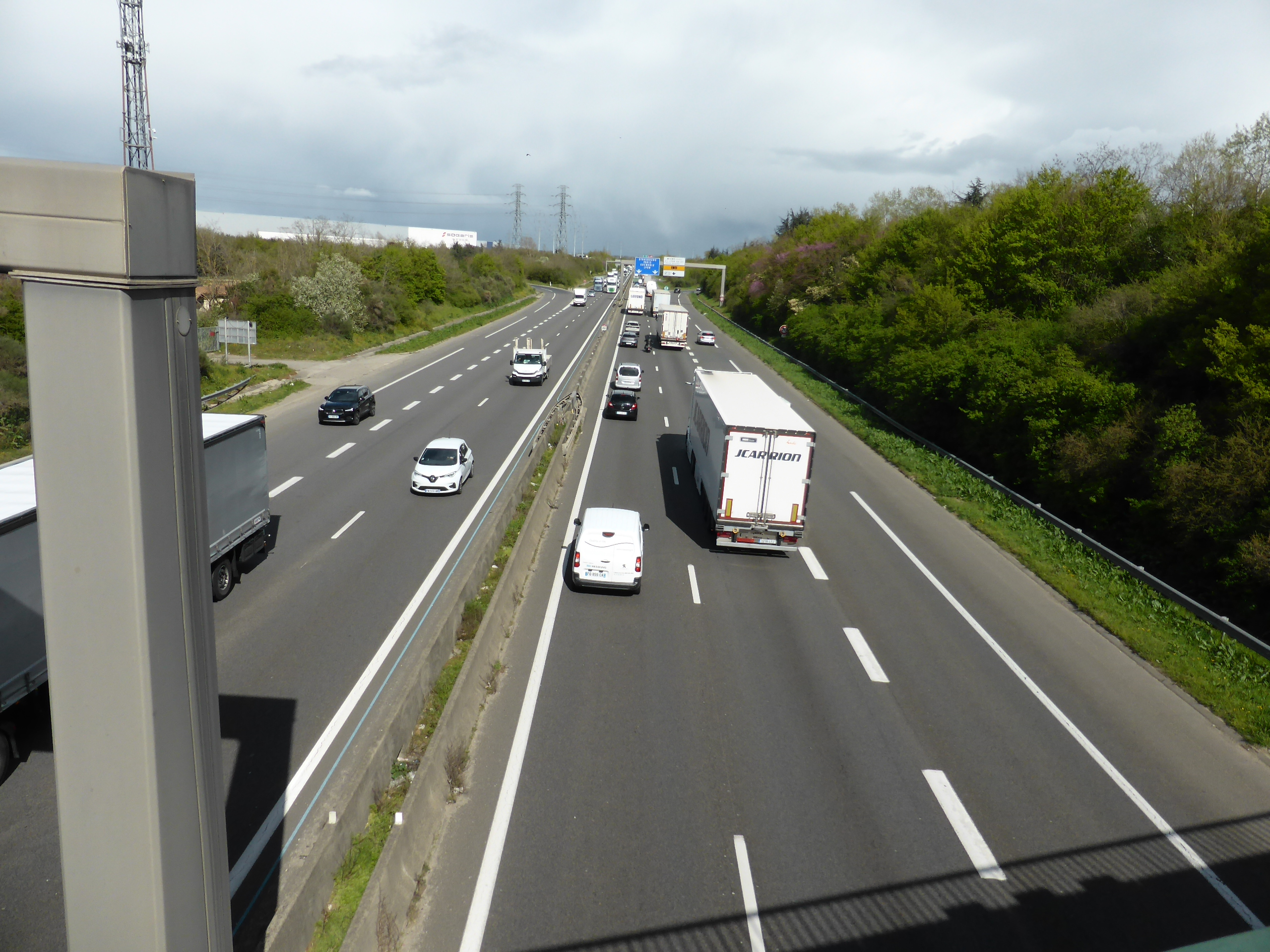
Autoroute A46 dans la traversée de Mions.

La population active est donc disponible pour les secteurs les plus diversifiés de l’économie. Le territoire de Mions n’est, certes, pas totalement dépourvu d’activités industrielles. A sa limite nord-ouest un quartier lui est consacré qui inclut les ZI des Pierres Blanches et Léopha ainsi qu’une plateforme logistique. Ce n’est qu’une minime partie d’un vaste ensemble cartographié sous l’appellation de ZI Lyon Sud-est qui concerne bien davantage Vénissieux, Saint-Priest et Corbas. Mais 85,3% des Miolands vont travailler à l’extérieur. Les 14,7% de résidents qui ont un emploi sur place sont donc très minoritaires. Mions est bien desservie par deux lignes d’autobus des TCL (Transports en Commun de Lyon) à grande fréquence mais elles ne sont utilisées que dans la proportion de 8,6%. C’est dire l’importance des migrations alternantes quotidiennes par voiture, l’ensemble de la métropole étant facilement accessible grâce à l’échangeur de l’A46 situé à proximité sur la commune de Saint-Priest. La notion s’impose donc de commune-dortoir.

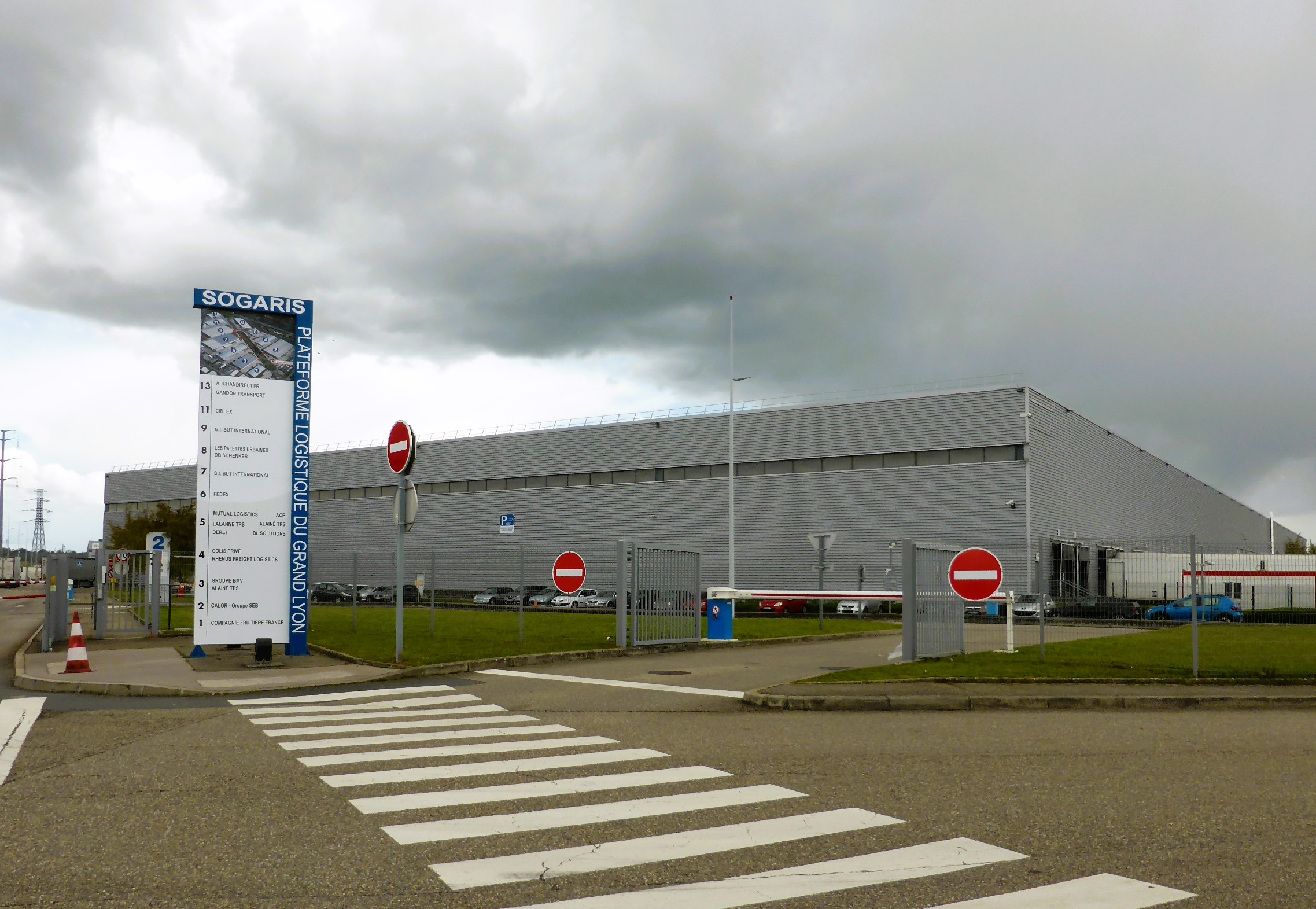
Plateforme logistique.

#### Services publics

##### Ecole et famille
L’école inaugurée le 3 juillet 1938 était fréquentée par 157 élèves en 1944. Elle n'était plus en mesure d’accueillir les enfants lors de la grande croissance démographique à partir des années 1970. Elle accueillait alors les garçons dans son aile gauche et les filles dans son aile droite. Le bâtiment est aujourd’hui affecté aux petits de la maternelle mais son agrandissement sur l’arrière est devenu une école primaire mixte. L’ensemble a reçu le nom de Joseph Sibuet. Ce Savoyard d’origine né en 1912 avait reçu sa première affectation d’instituteur à Mions, en 1930, à l’âge de 19 ans. Après diverses péripéties, il devait retrouver ce poste en 1943 aux côtés de son épouse mutée également dans la commune. Son action ne se limita pas à ses seules activités d’enseignant. C’est pourquoi il fut élu maire en 1965 en remplacement de Paul Mouyon, premier magistrat depuis 1947 en fin de mandat qui ne se représentait pas. J.Sibuet deviendra conseiller général du canton de Saint-Symphorien-d’Ozon en 1969 intégré au département du Rhône et le restera jusqu’en 1986. Il décèdera en 1994 à l’âge de 82 ans.
Trois autres groupes scolaires ont dû être construits sur la commune au fur et à mesure de l’installation de jeunes foyers. Le premier auquel on a attribué le nom du célèbre physicien Joliot Curie se situe à l’extrême nord-ouest de la commune. Le deuxième fut construit en 1974 par l’architecte Roland en position centrale. Le plus récent, Germain Fumeux, reste proche du centre et est mieux à même d’accueillir les élèves des lotissements occidentaux. Il est complété par la crèche des Diablerets. La taille de la commune a justifié la création d’un CES (collège d’enseignement secondaire) auquel a été donné le nom de Martin Luther King, le célèbre défenseur américain de l'égalité raciale.
Les initiatives de la municipalité ne se limitent pas au seul secteur éducatif. Elle a créé  le CATEM (Centre Administratif et Technique Municipal de Mions) qui est au service des parents en quête d’assistance pour l’éducation de leurs enfants dès leurs plus jeunes années (crèches, relais d’assistance maternelle) et jusqu’à leur adolescence pour la pratique d’activités sportives ou de simple loisir. Quant au CLSH Marcel Moiroud, route de Toussieu, il est l’équivalent d’un centre aéré particulièrement fréquenté pendant les périodes de vacances.

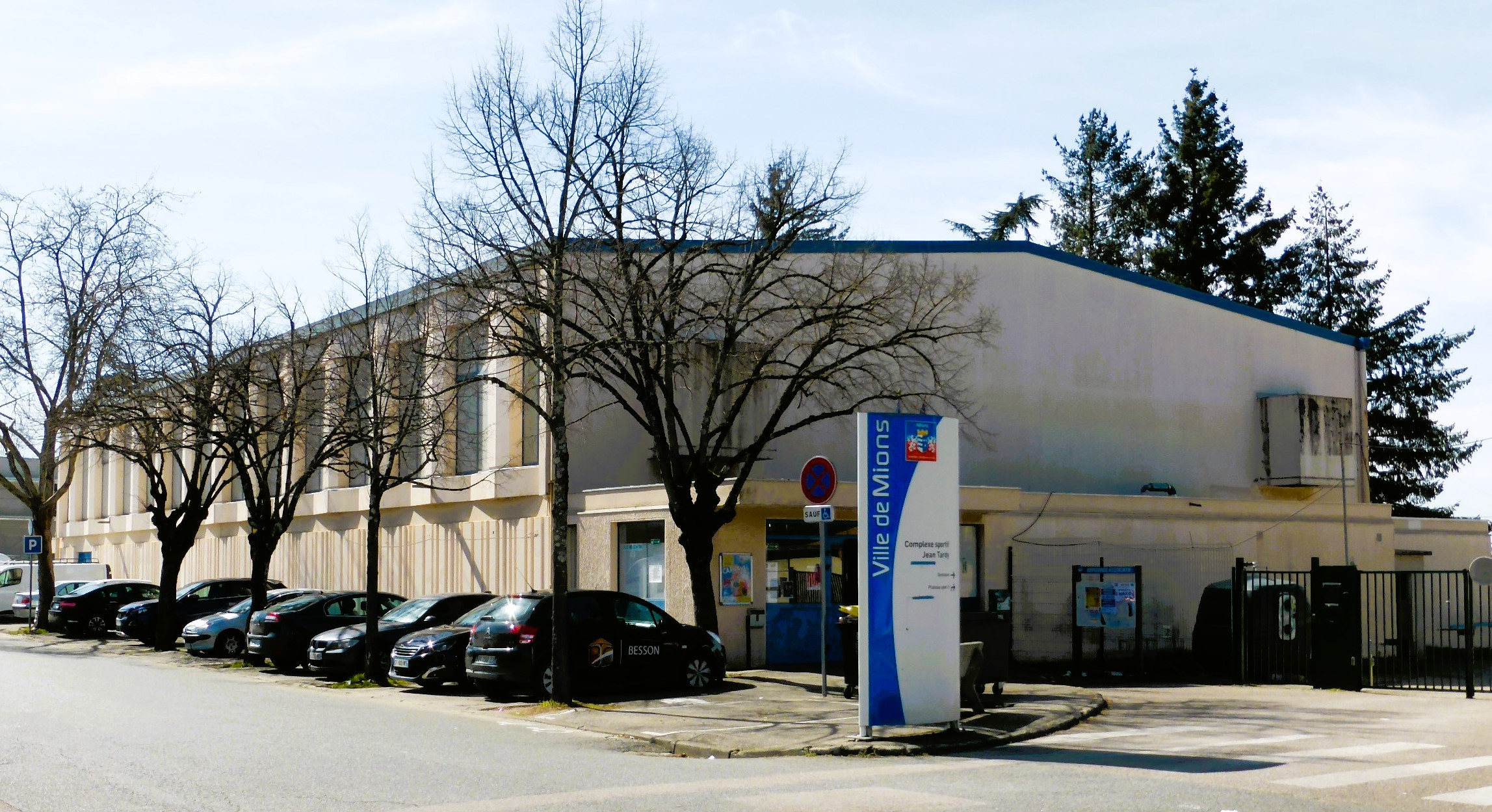
École Pasteur.
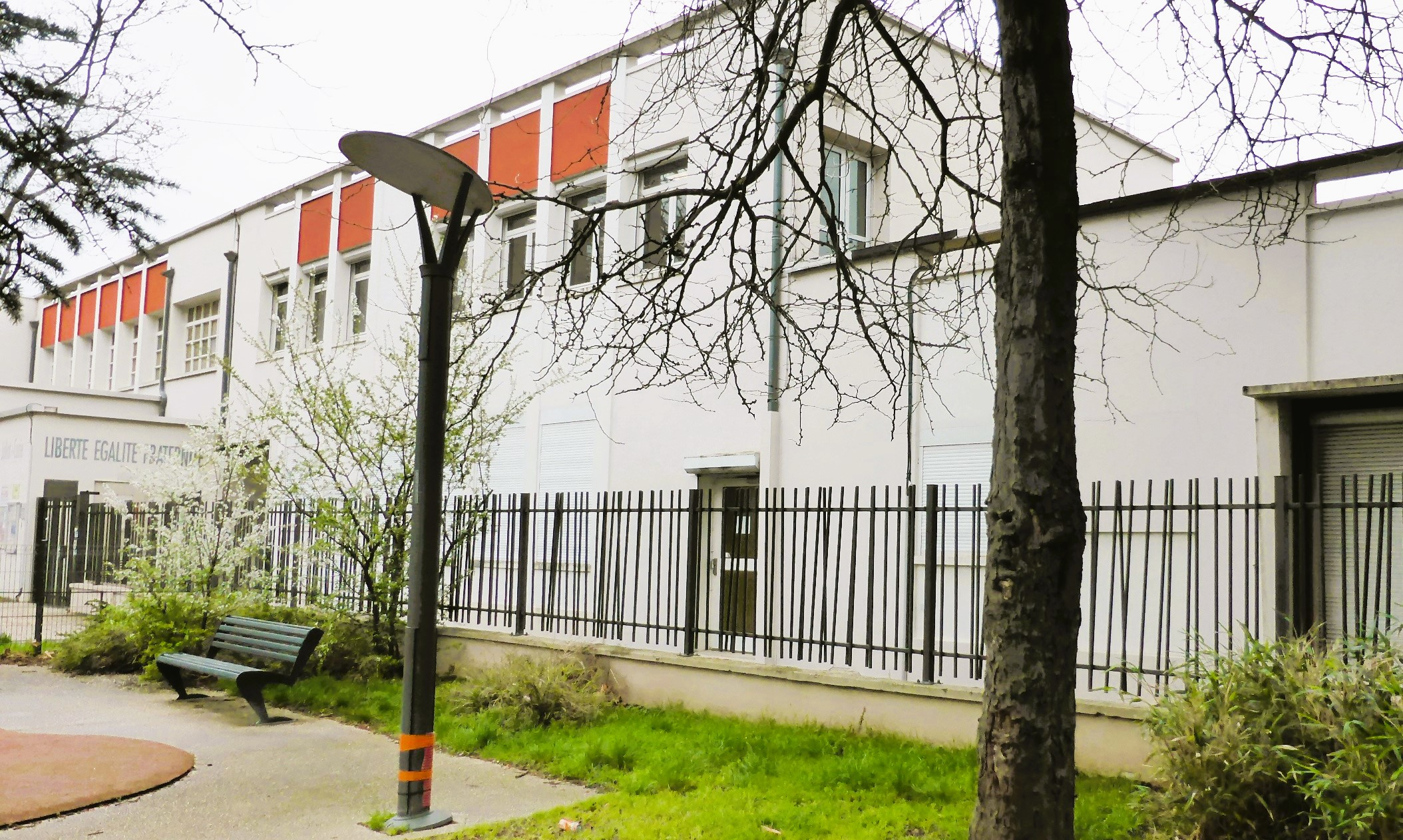
École Joliot Curie.
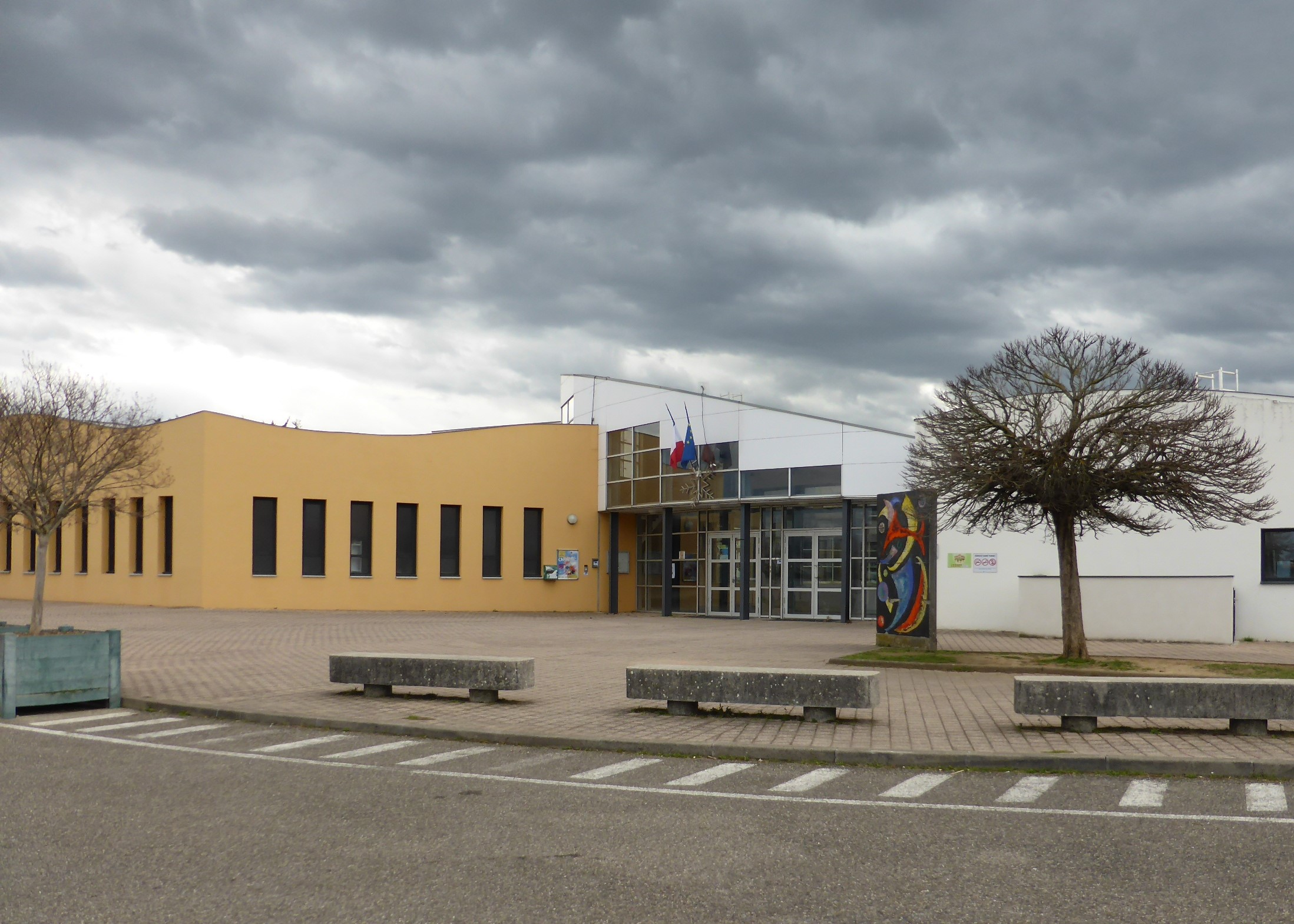
École Germain Fumeux.
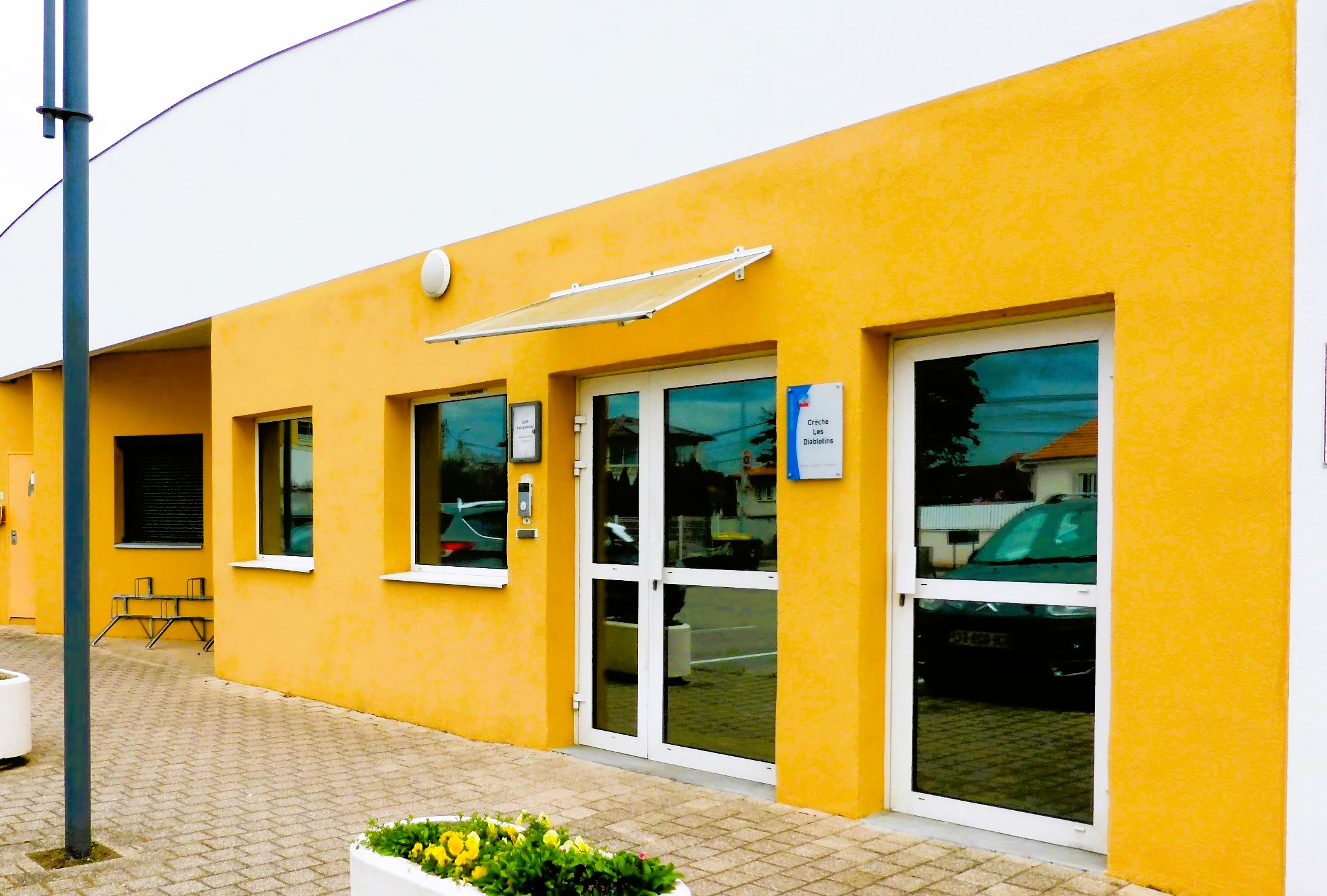
Crèche des Diablerets.
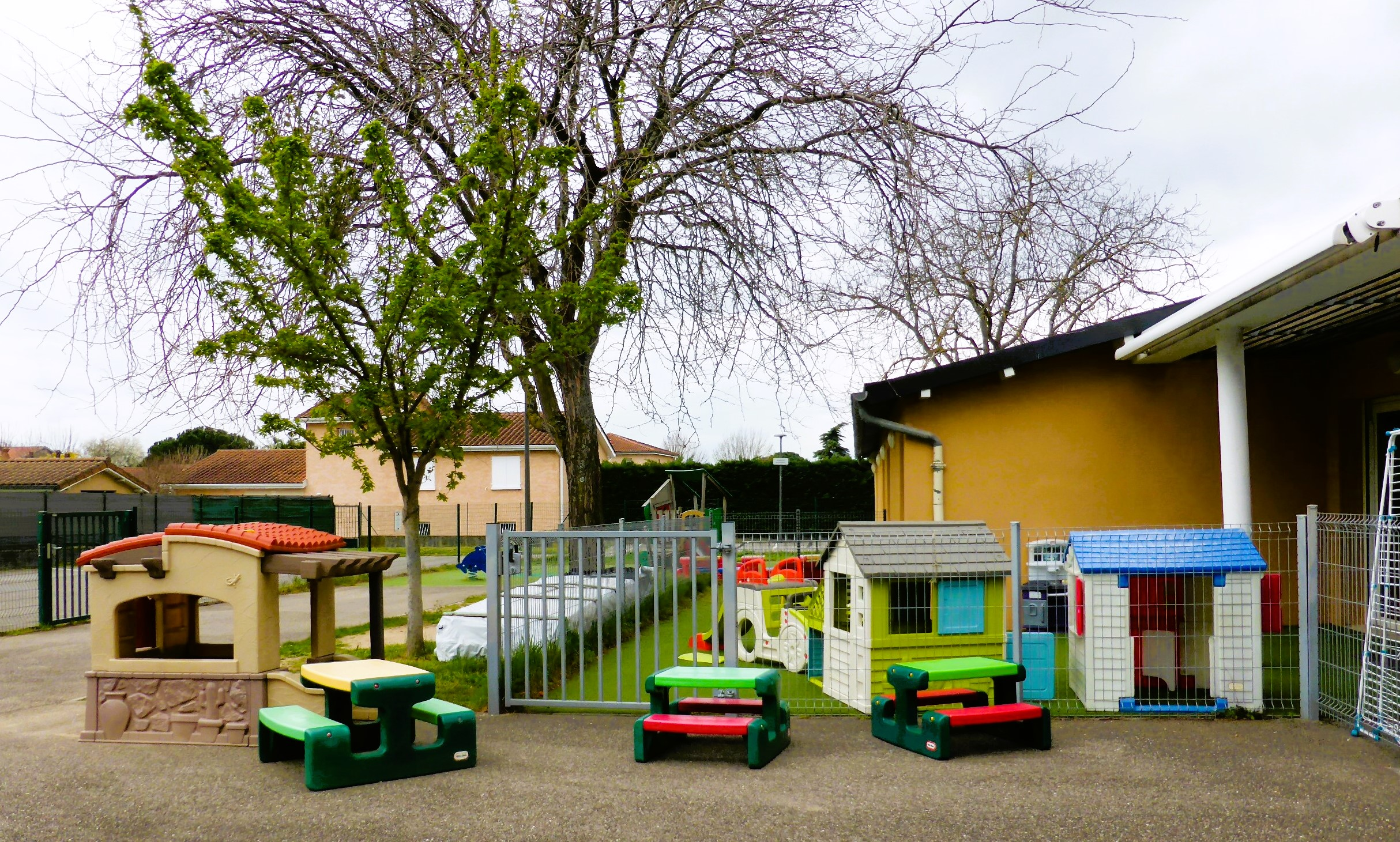
Crèche Les P'tits Fripons.
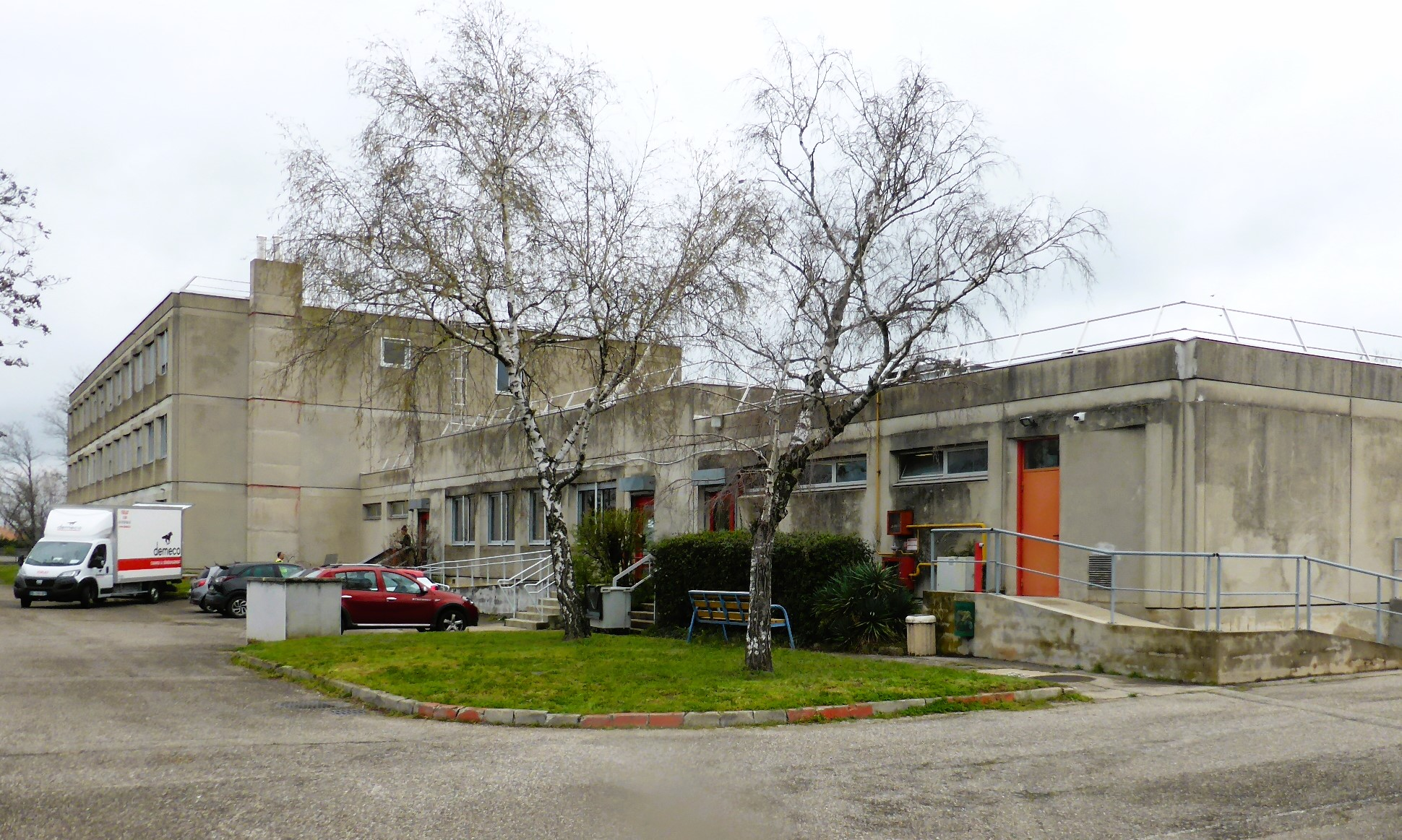
Collège Martin Luther King.
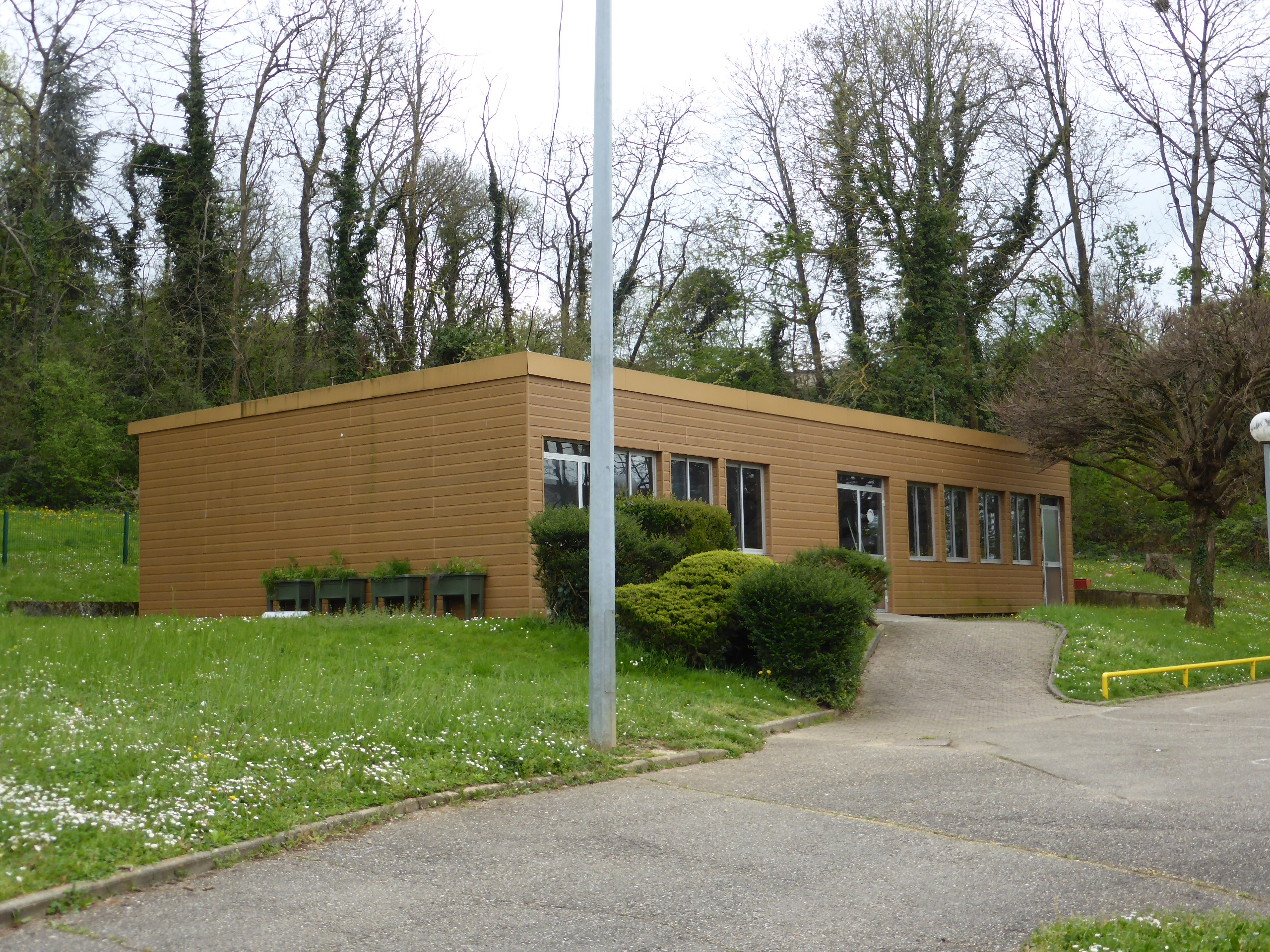
relais d'assistance maternelle

En matière d’action sociale, la Maison de la Métropole de Mions, comme ses 56 homologues de l’agglomération lyonnaise, est « une porte d’entrée de proximité aux services de la métropole : protection maternelle et infantile, enfance, santé, social, insertion, accompagnement des personnes âgées et des personnes en situation de handicap». La maison des séniors, elle, est un lieu chaleureux et convivial à disposition de personnes parvenues à l’âge de la retraite qui désirent se rencontrer pour des activités distractives ou de simples échanges. La résidence Marianne met 60 logements à disposition des personnes âgées ayant conservé leur autonomie et désireuses de disposer des divers services en matière de restauration, d’hygiène, de santé. Elle favorise également le maintien de liens sociaux entre les résidents.

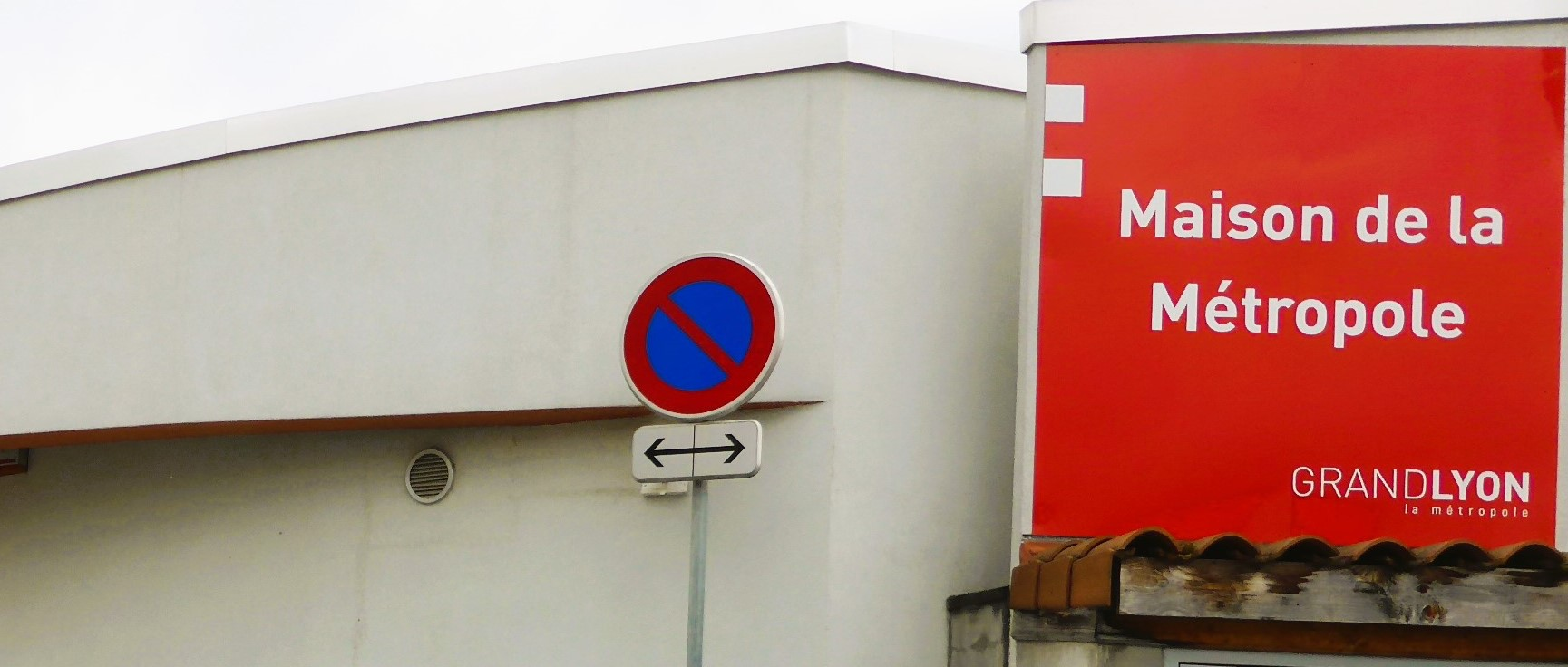
Maison de la métropole.
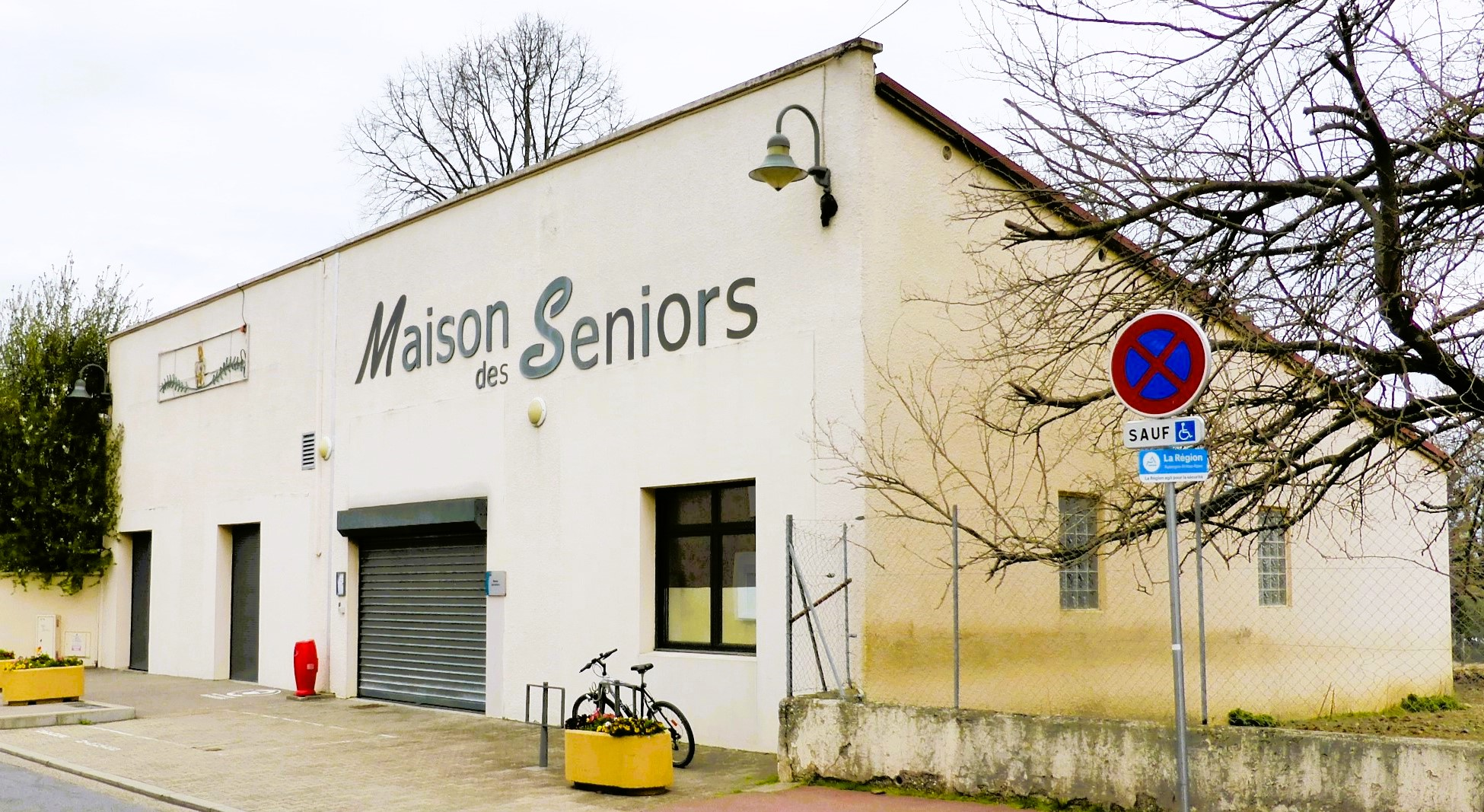
Maison des seniors.
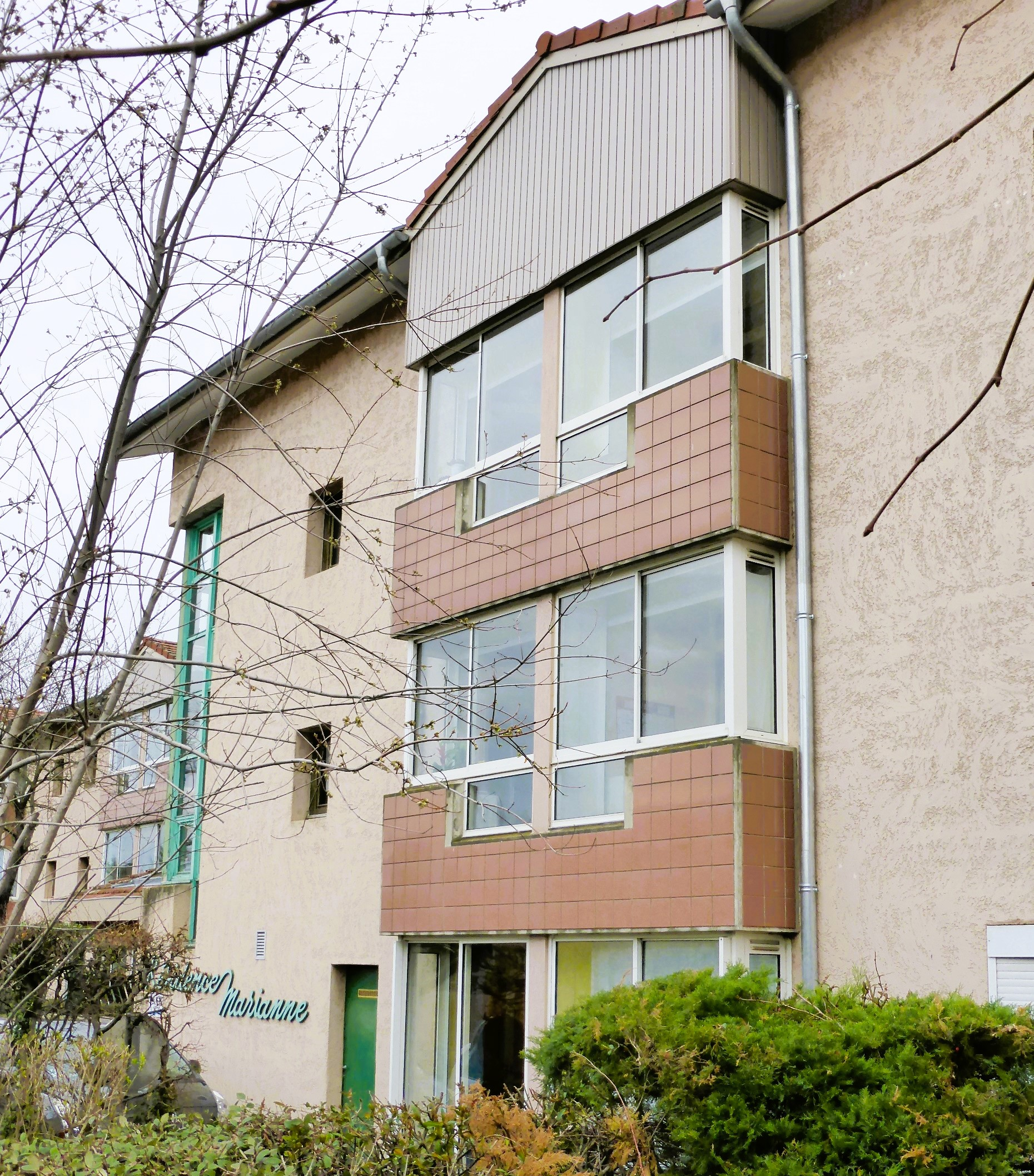
Résidence Marianne.
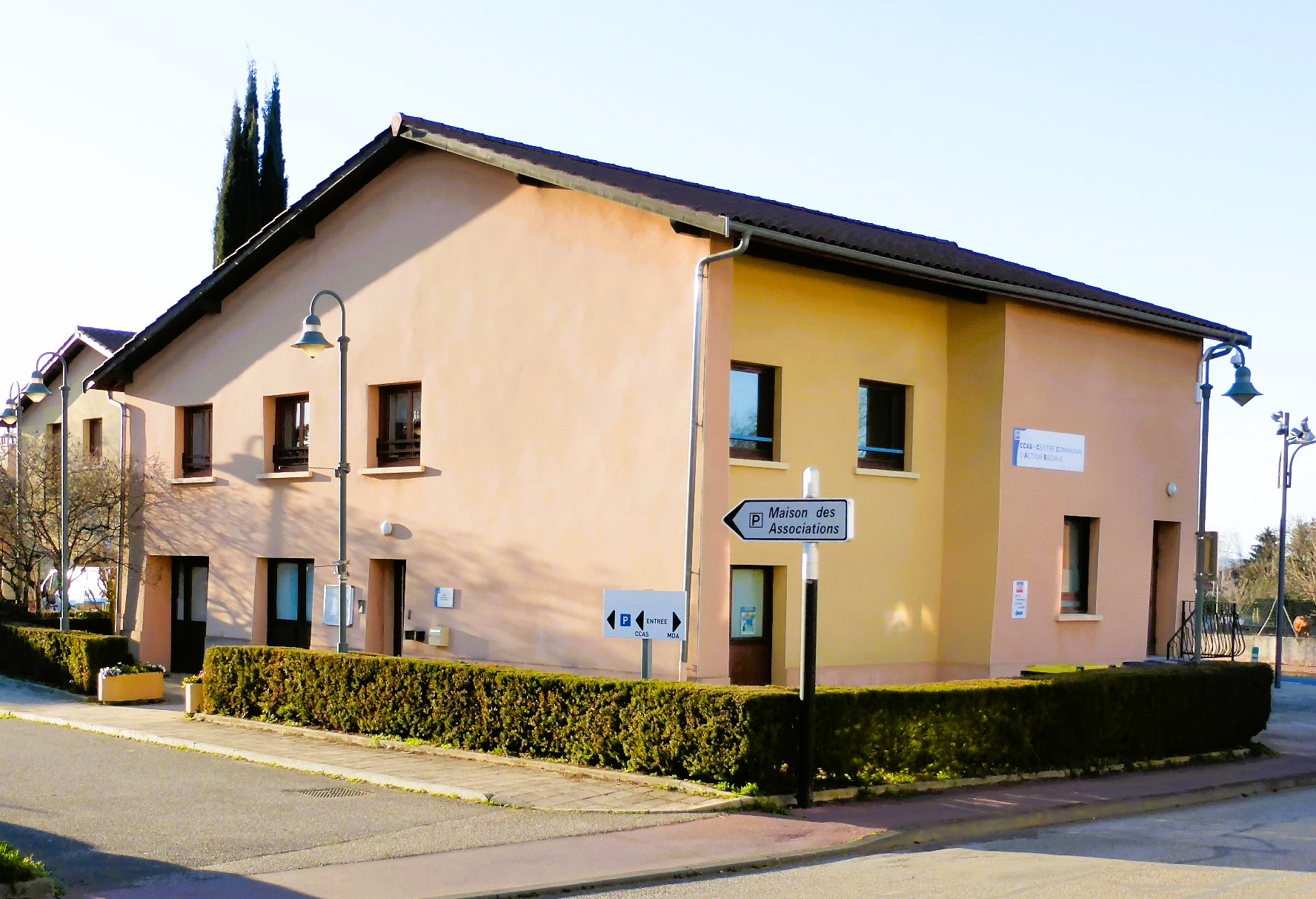
Centre communal d'action sociale.

###### Vie culturelle
On imagine, à la seule énumération des bâtiments qui lui sont consacrés l’intensité de la vie culturelle. La médiathèque Jacques Prévert, ouverte en 2006, met à disposition du public dans ses vastes locaux de 900 m2 de plain-pied une riche documentation de 30 000 pièces et accueille toutes sortes de manifestations culturelles (conférences, expositions, ateliers, concerts, projections). La seule approche du Centre culturel ou Maison des arts dit assez par la profusion des motifs peints sur deux de ses façades le foisonnement des activités artistiques qu’il peut accueillir dans toutes leurs formes d’expressions. L’école de musique enfin «organise des activités culturelles et des événements en lien avec la musique ainsi que la découverte, l‘enseignement et la promotion de la pratique de la musique dans toutes ses formes».

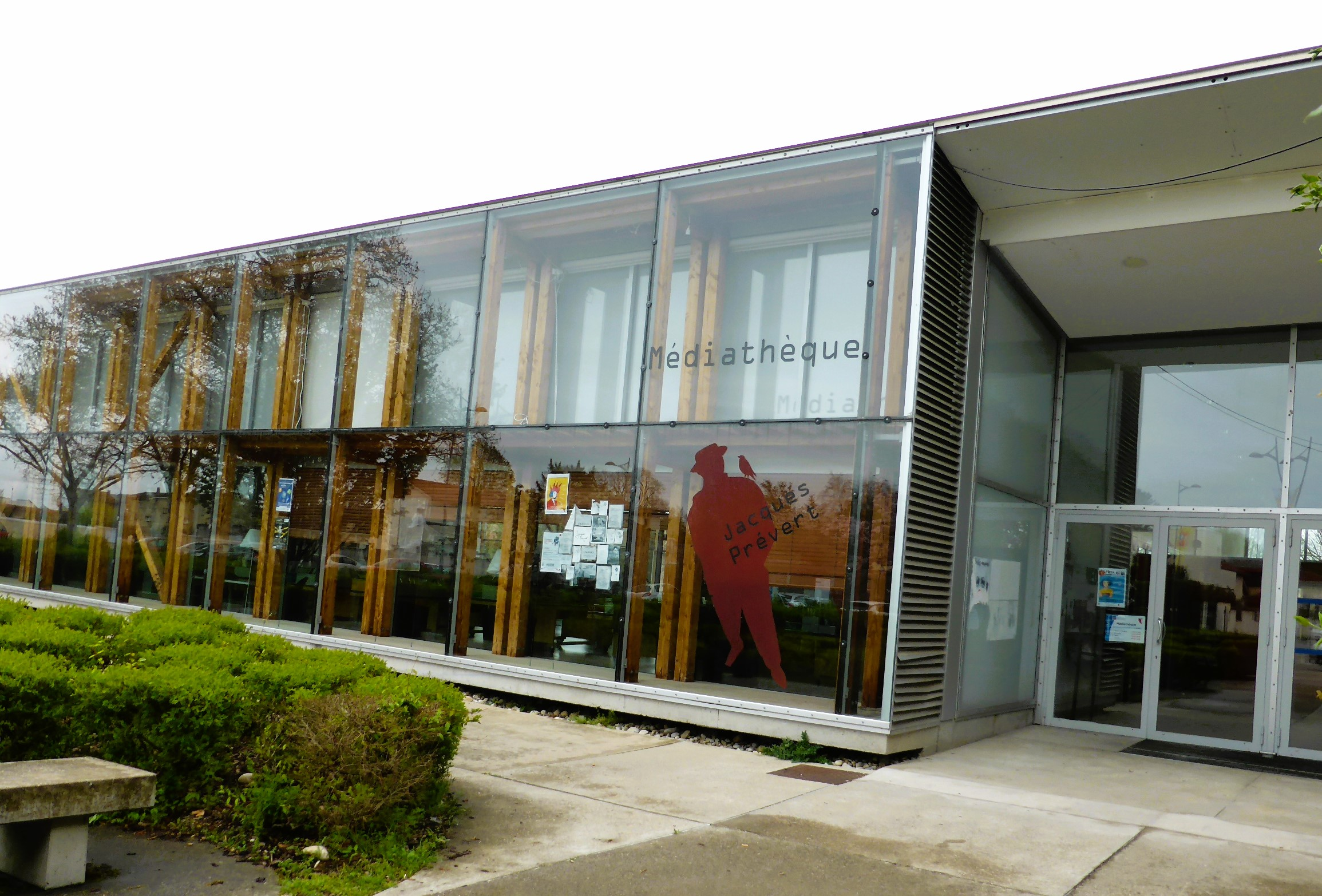
Médiathèque.
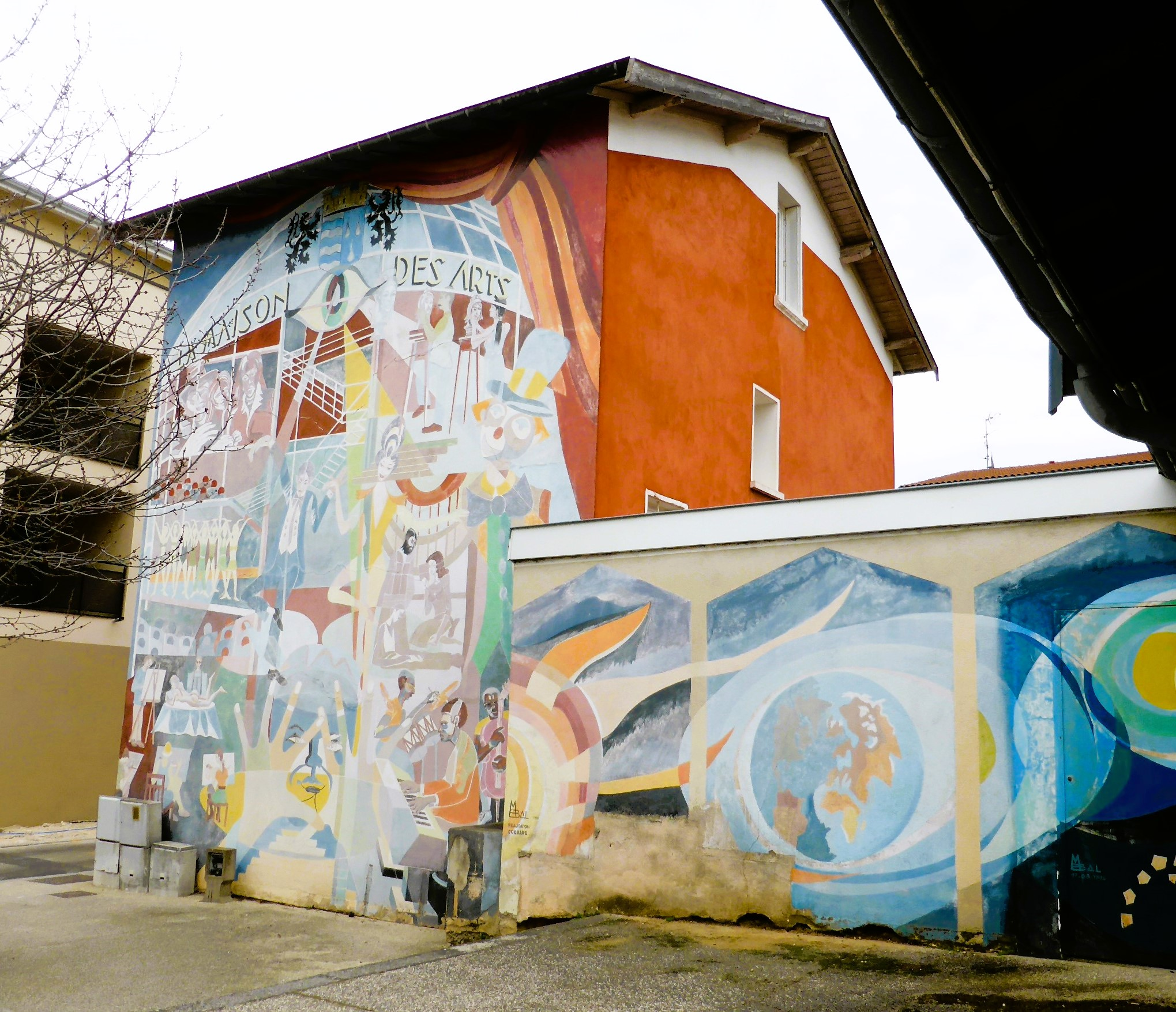
Maison des arts.
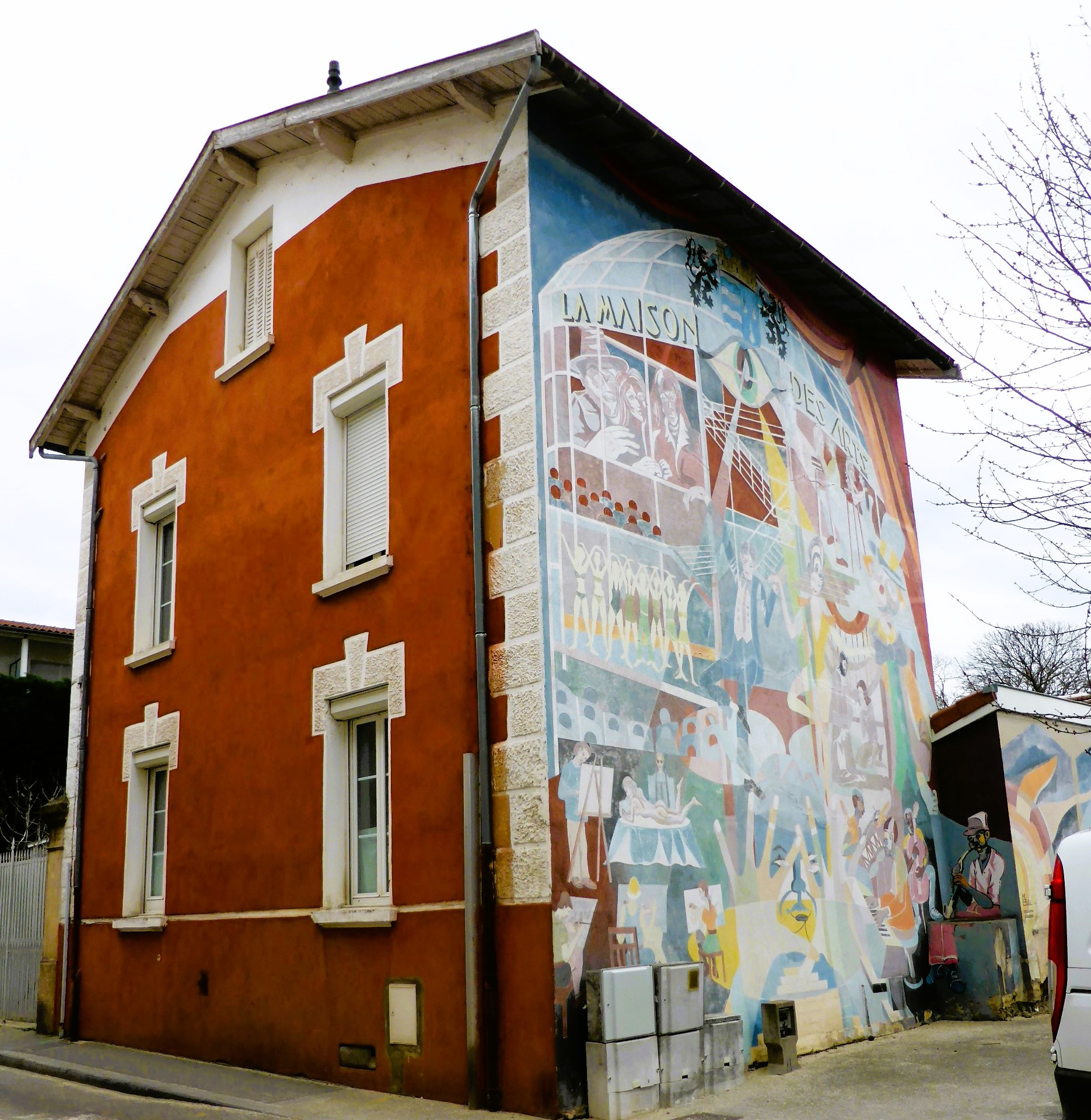
Maison des arts.
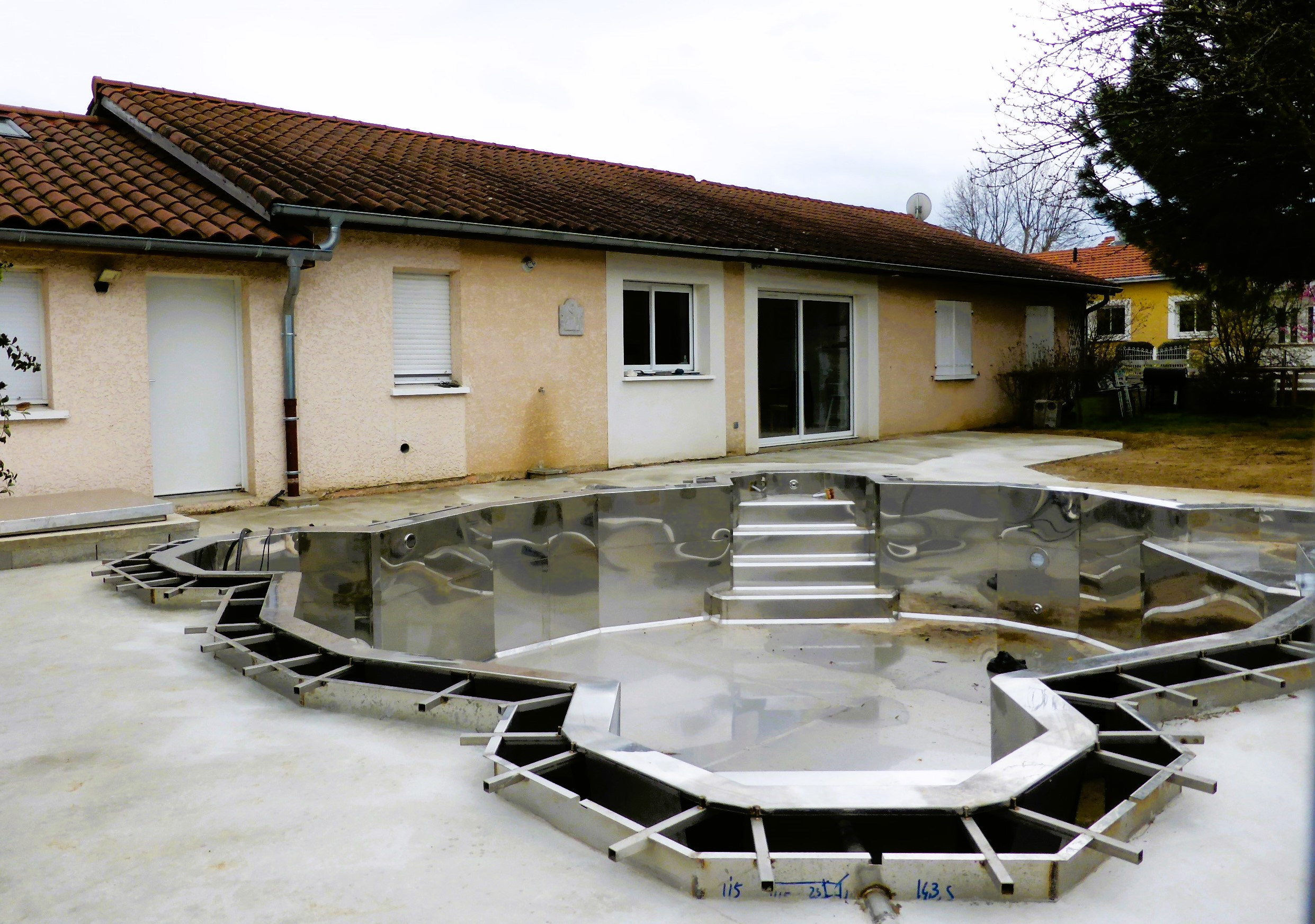
École de musique.

###### Sécurité
La commune est dotée de tous les organismes chargés d’assurer la sécurité de ses administrés à commencer par une police municipale en plein centre du bourg entre la mairie et l'école J. Sibuet. La caserne des pompiers dispose aussi de locaux spacieux. Sa localisation proche de la zone d’activité y faciliterait ses interventions. L’Etat se devait, pour sa part, d’élever son niveau de contrôle au niveau adéquat pour un village transformé en une véritable ville grâce à la création d’une gendarmerie. Par ailleurs, les Miolands disposent d'un bureau de poste entièrement rénové.

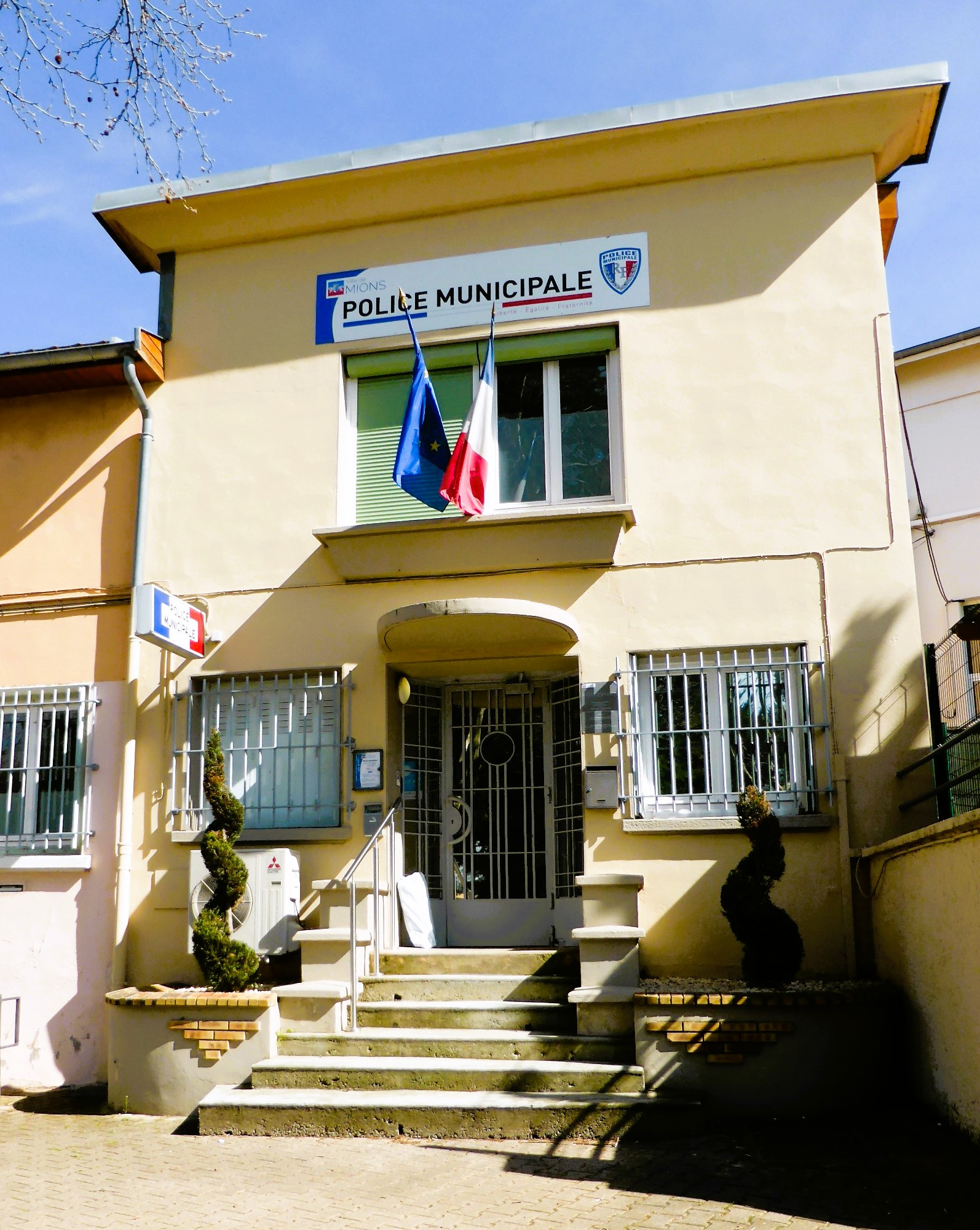
Police municipale.
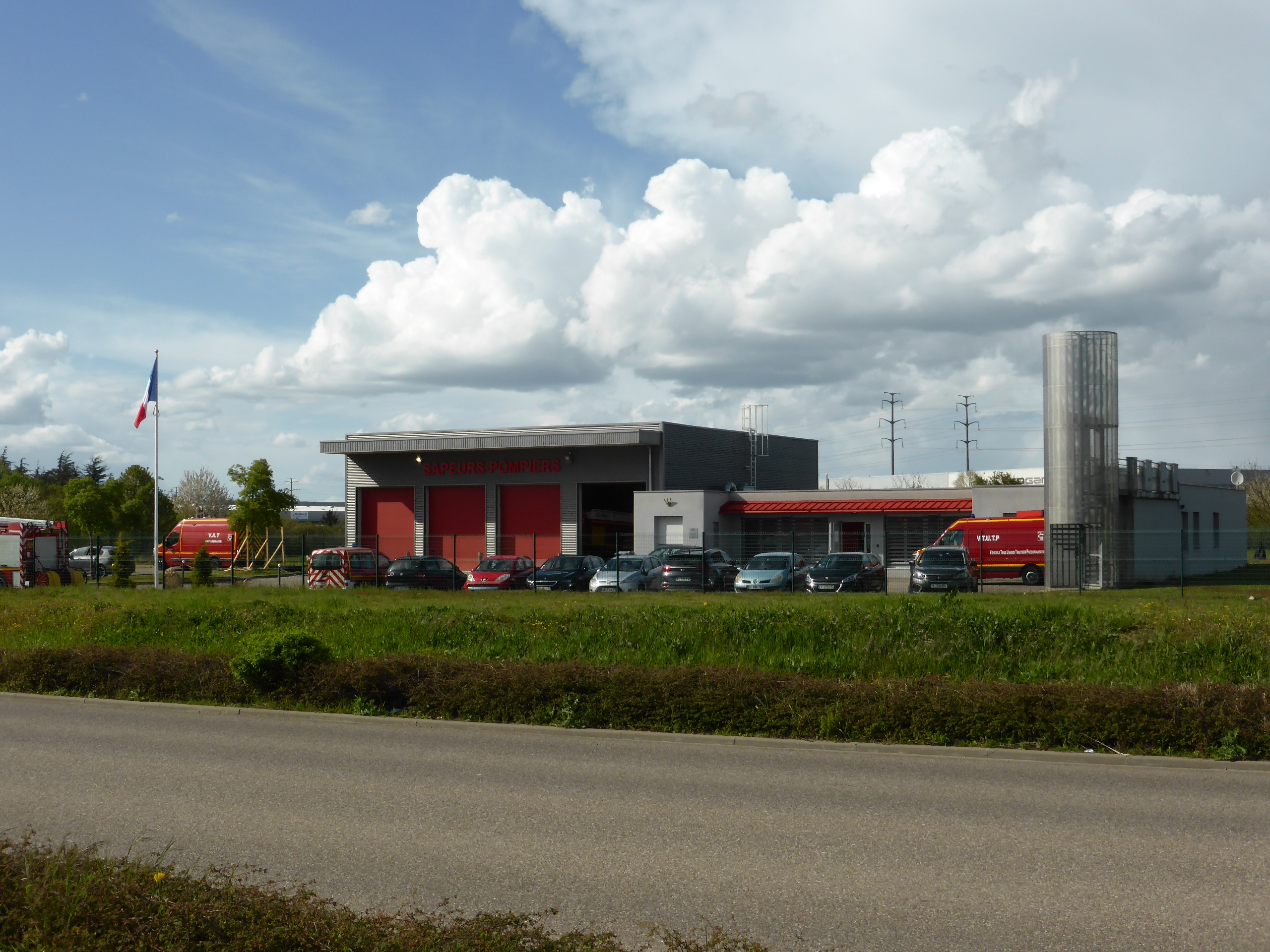
Caserne des sapeurs pompiers.
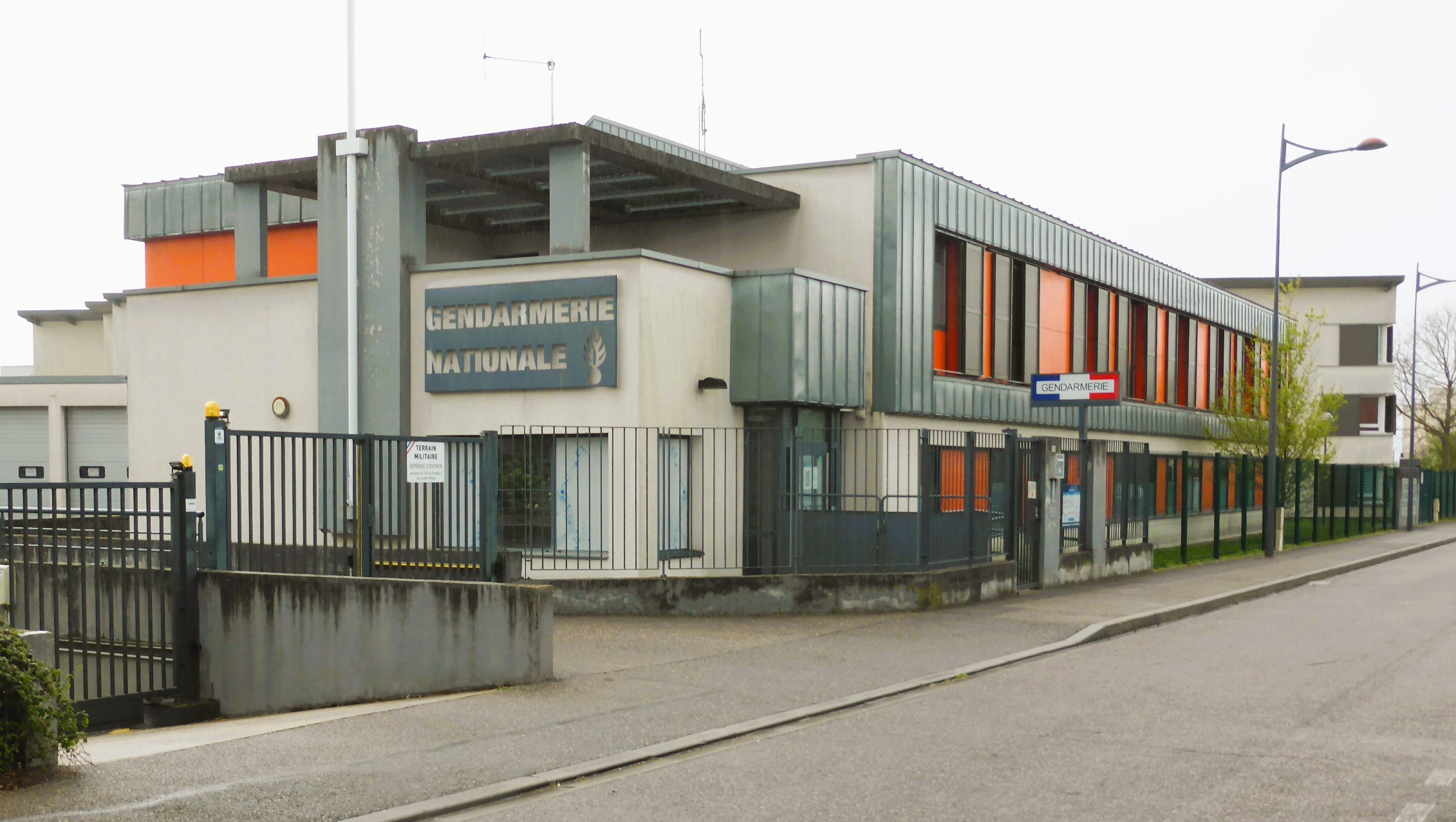
Gendarmerie de Mions.
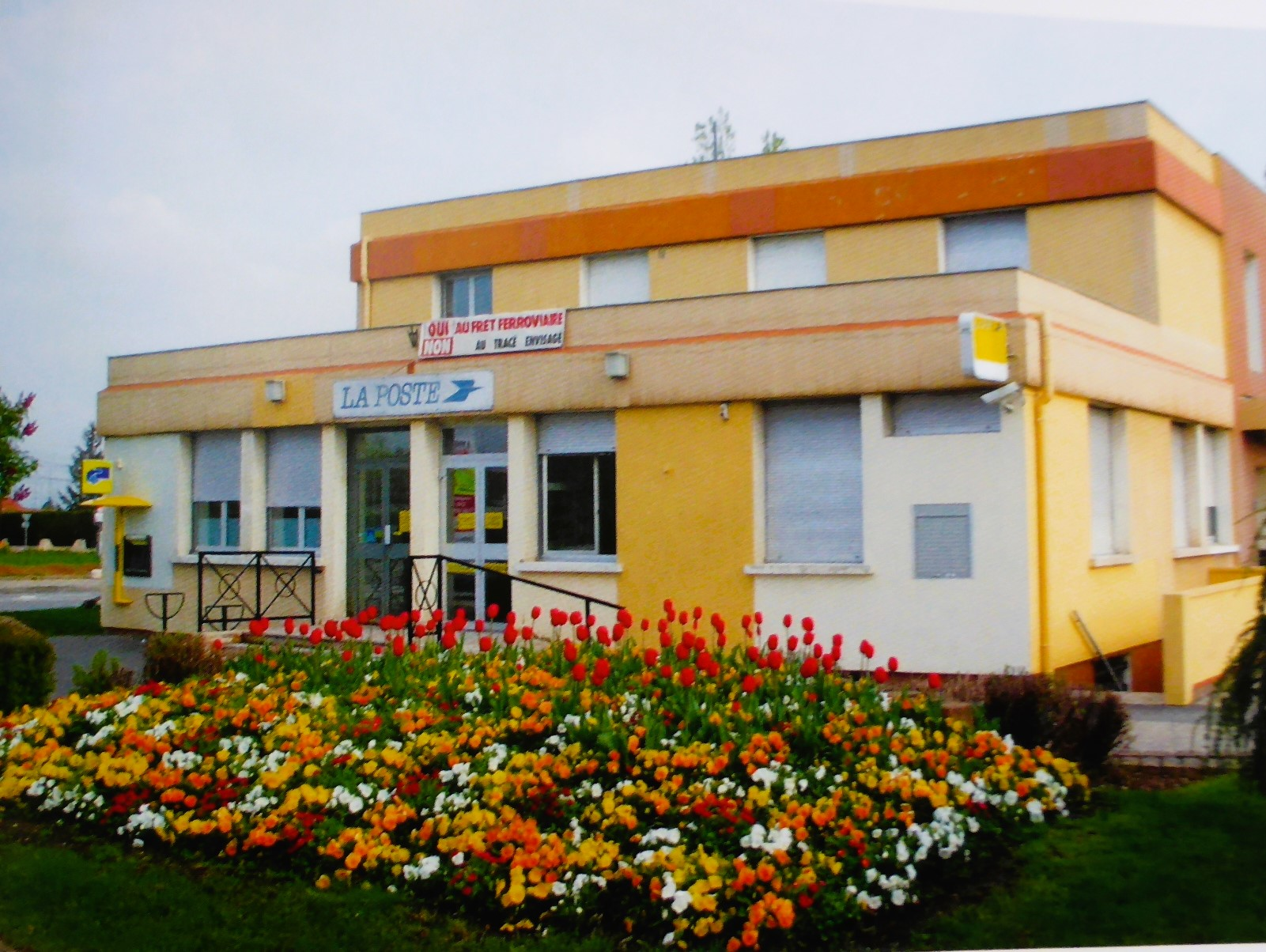
Ancienne poste (1978).
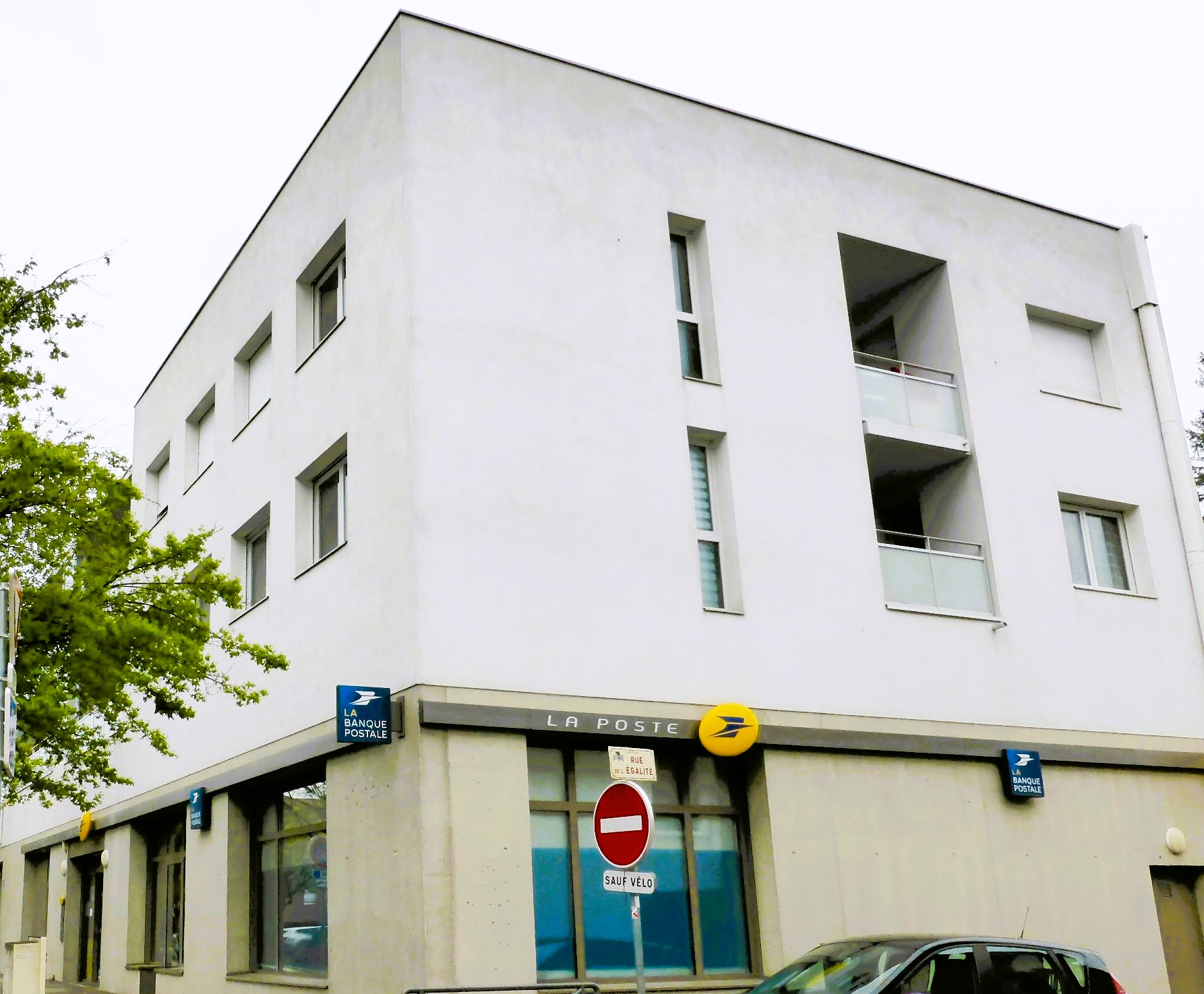
Poste aujourd'hui.

###### Les équipements sportifs
Les sportifs n'ont pas été oubliés. Citons par exemple, en ce qui concerne les activités de plein air, les amateurs de football qui ont à leur disposition les stades Jean Rougé et Sonny Anderson. Les tennismen y ajoutent en plus le plateau de la route de Corbas. Pour les activités en salle, la maison des arts martiaux est à deux pas du centre tout comme le gymnase Jean Tardy.

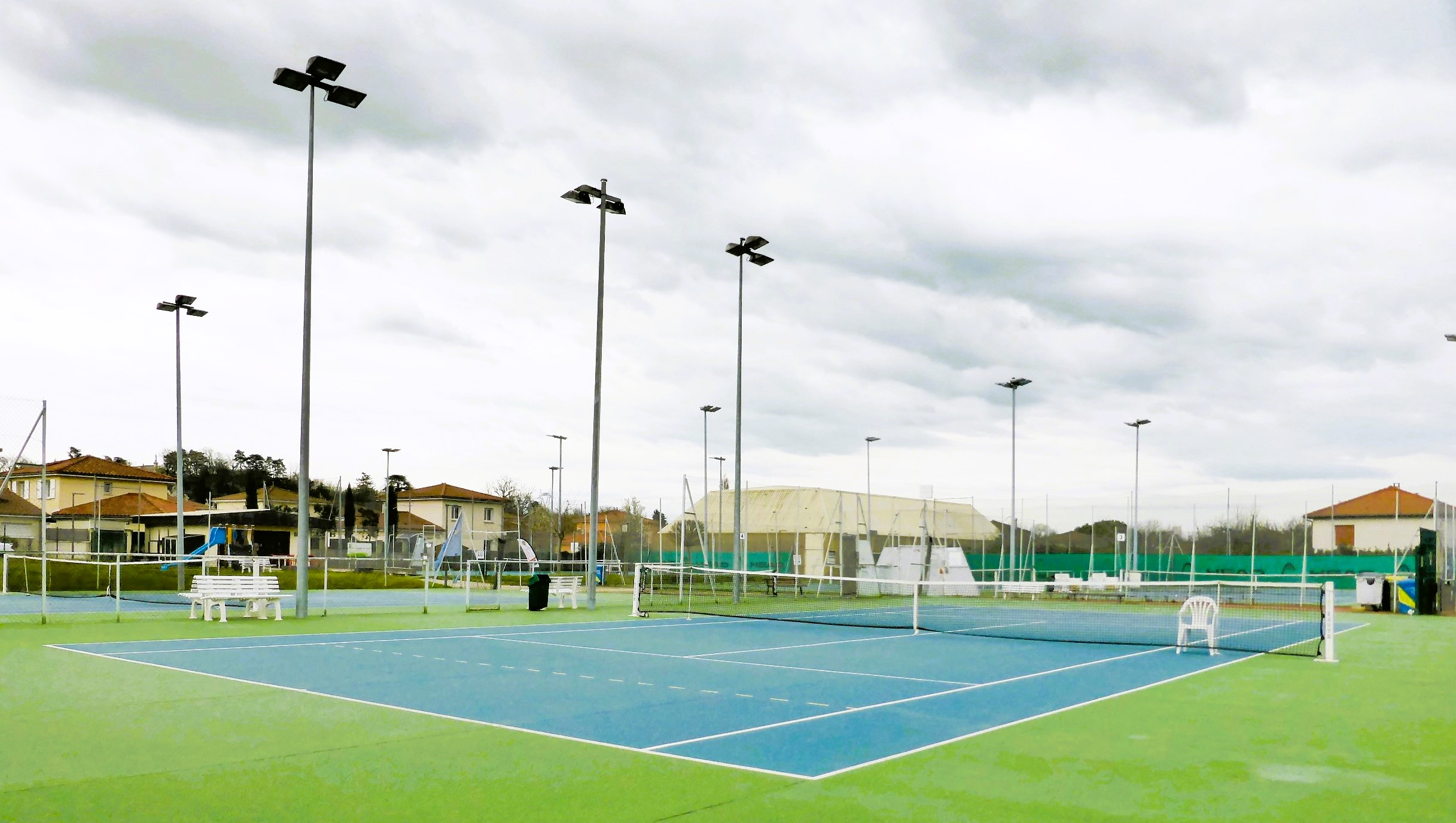
Stade Tony Anderson.
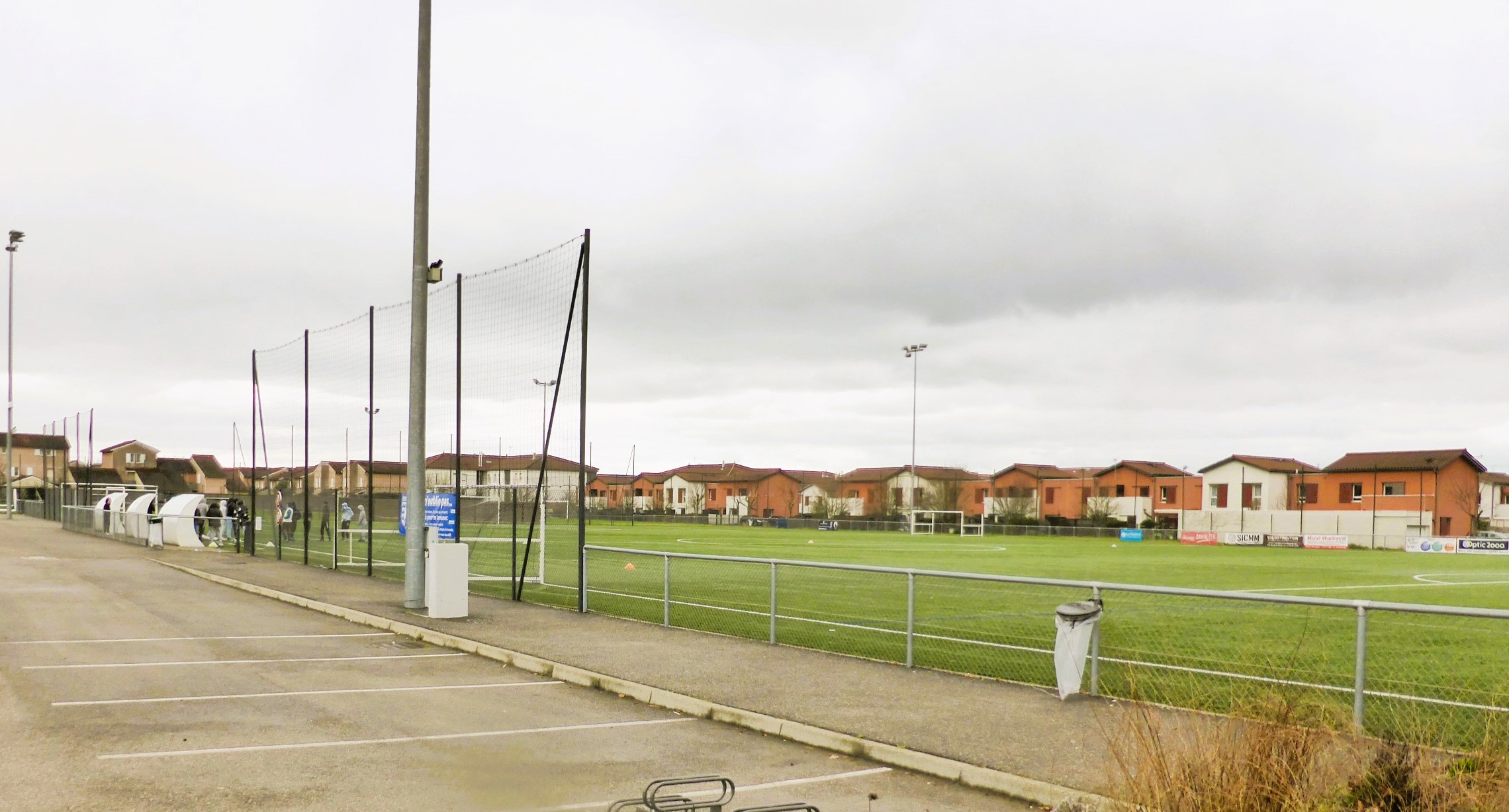
Tony Anderson.
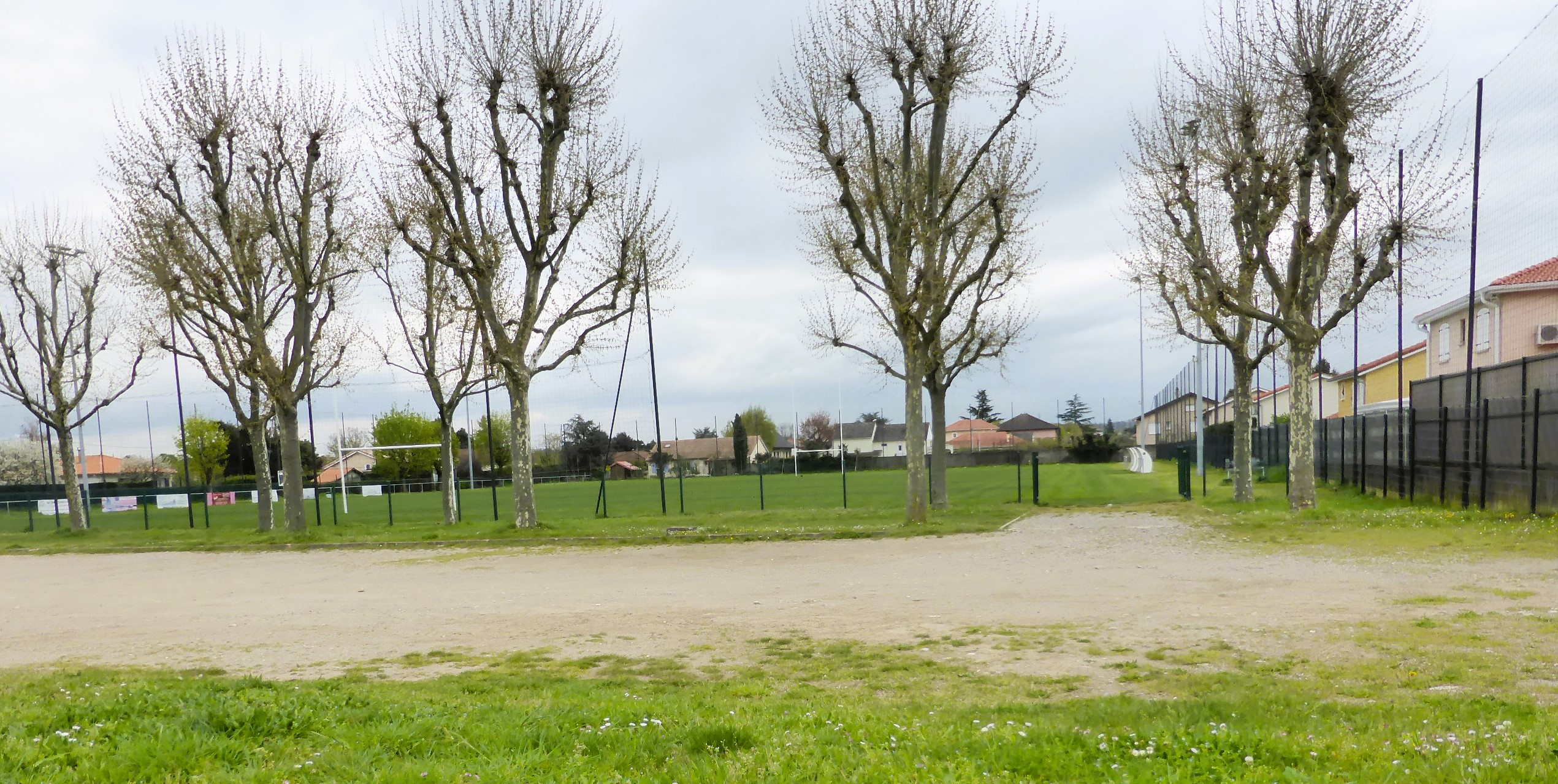
Stade Jean Rougé.
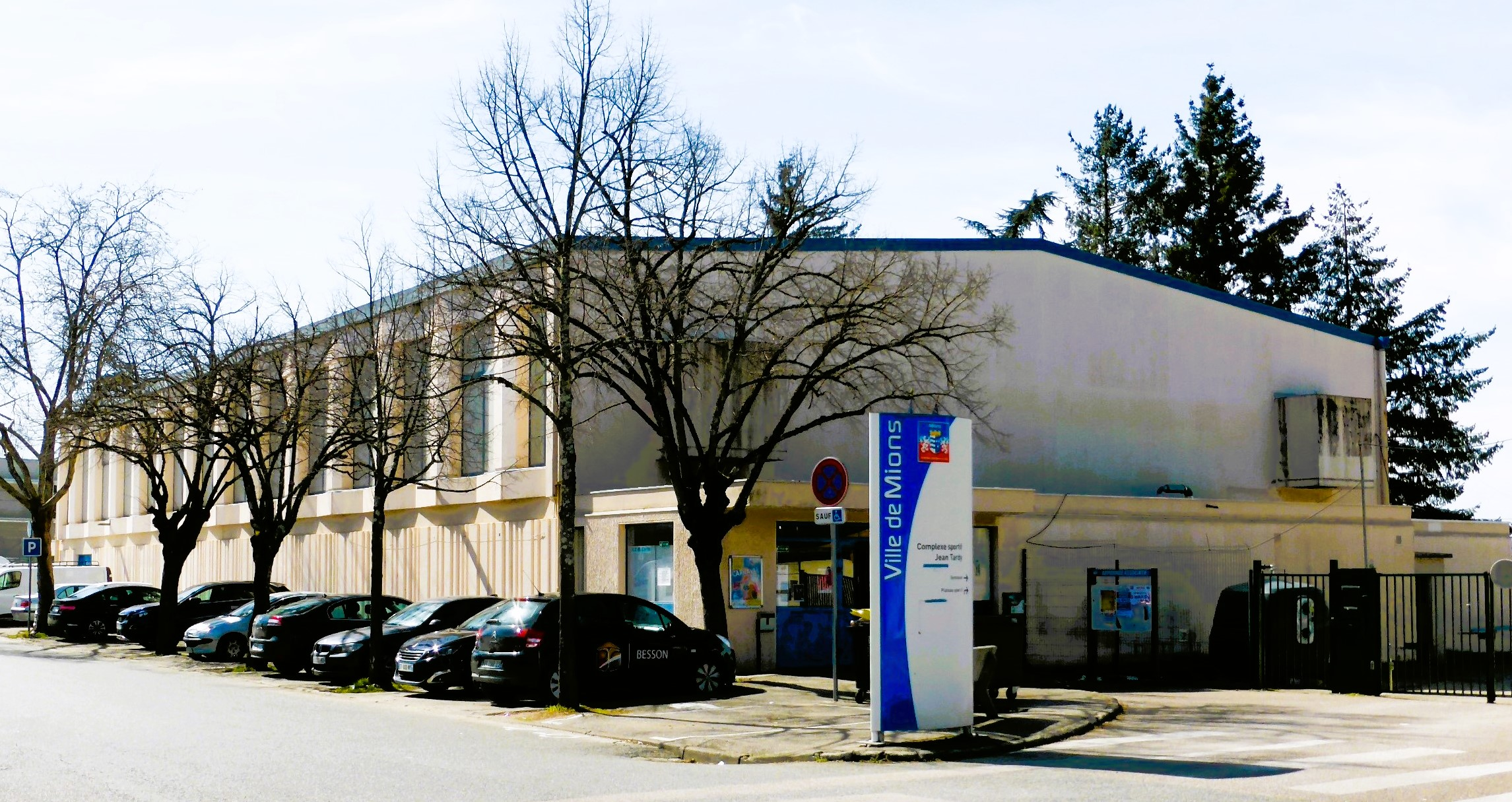
Plateau J. Tardy.
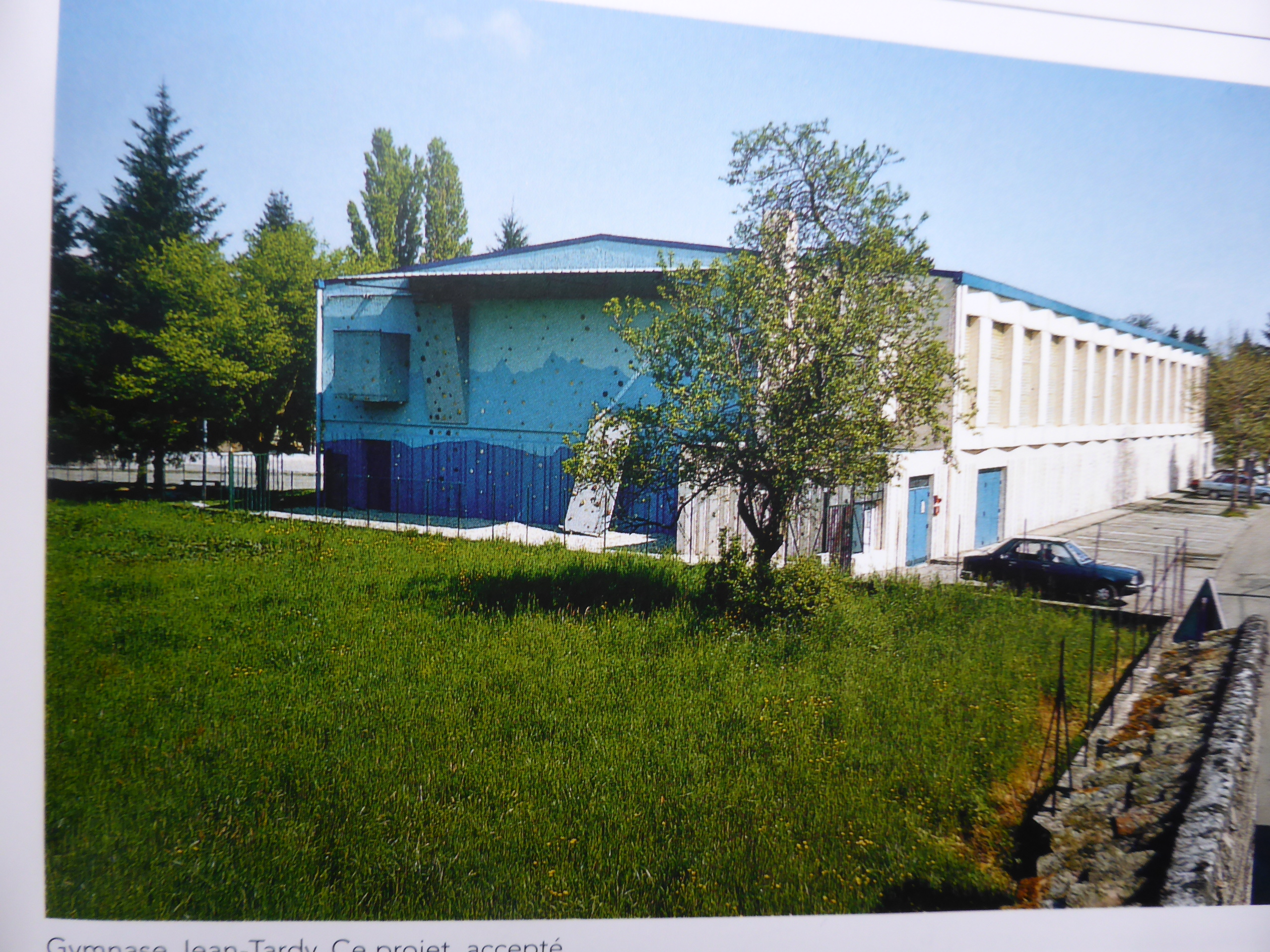
Gymnase Jean Tardy.
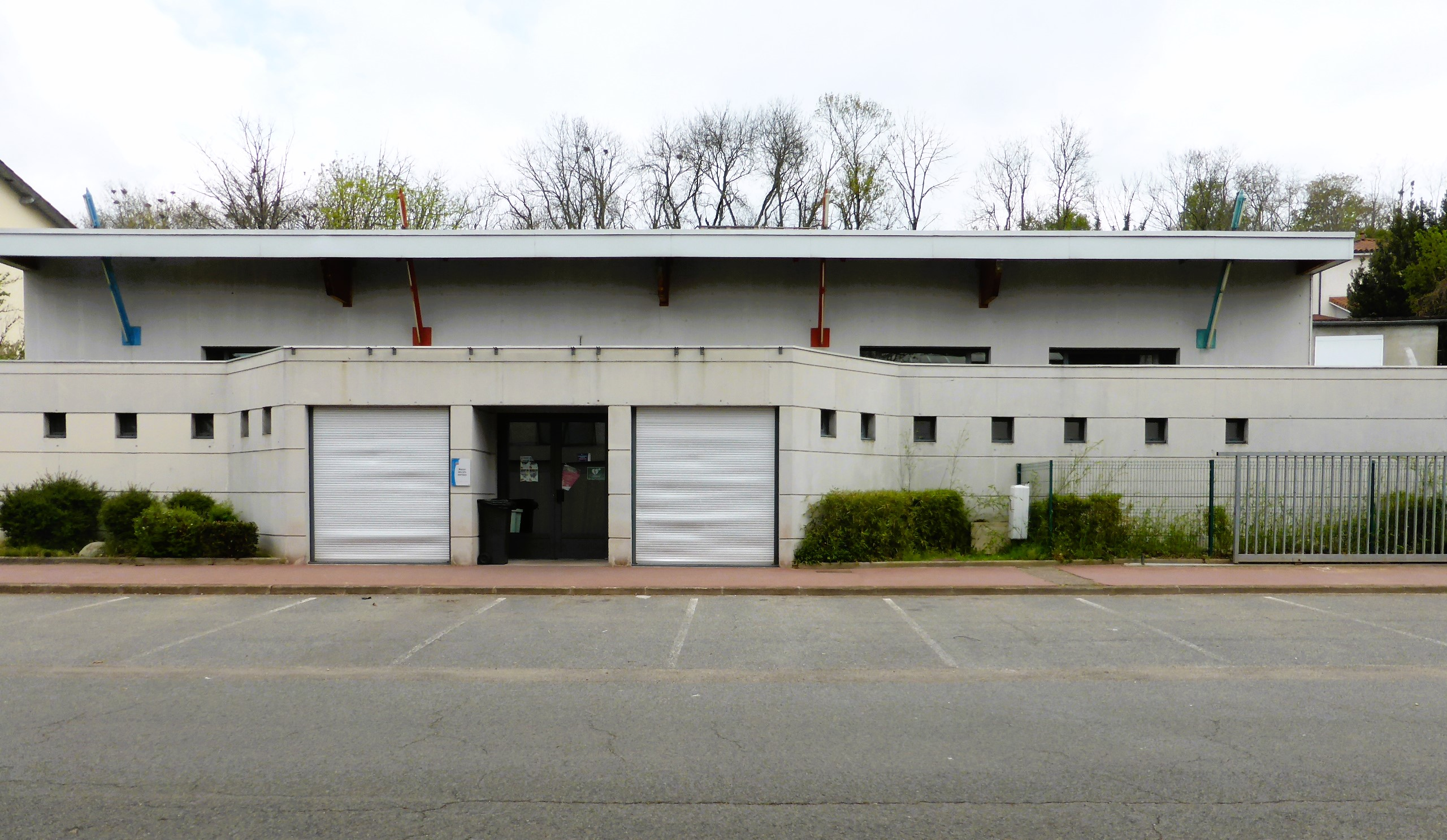
Maison des arts martiaux.

Conclusion
On peut considérer le cas de Mions comme tout à fait exceptionnel. Bien des villages, certes, ont été transformés en communes  dortoirs dans la périphérie des grandes agglomérations. Mais la transformation a été ici  extrêmement forte et les services publics ont été créés avec une rapidité rarement égalée.

## Jumelages
- Helmbrechts (Allemagne)[49]

## Lieux et monuments

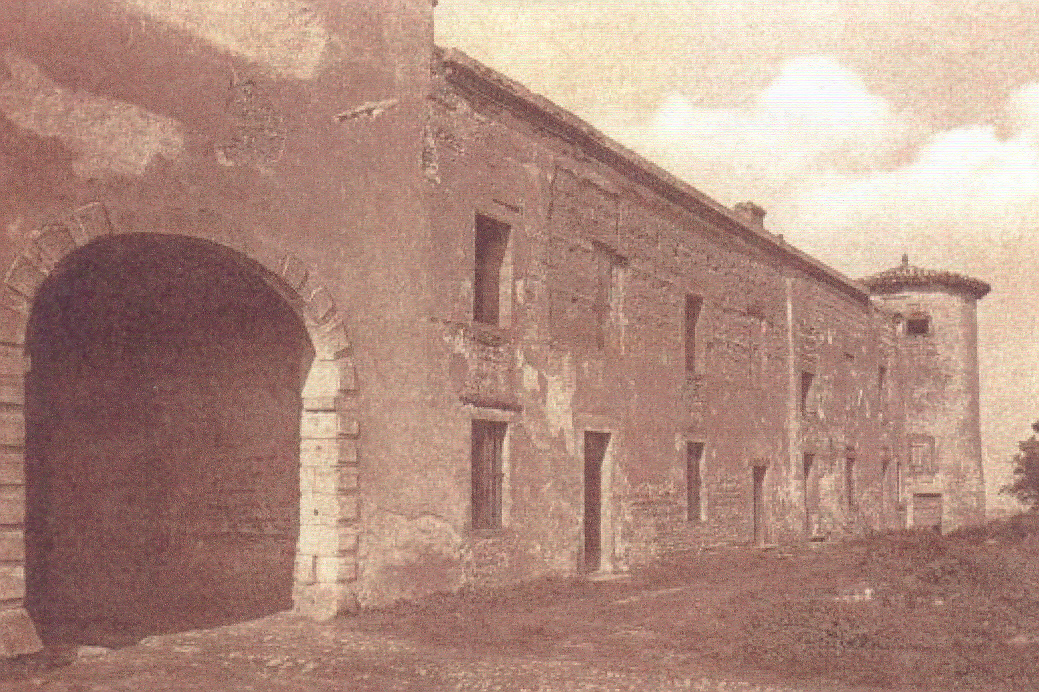
L'ancienne magnanerie ;
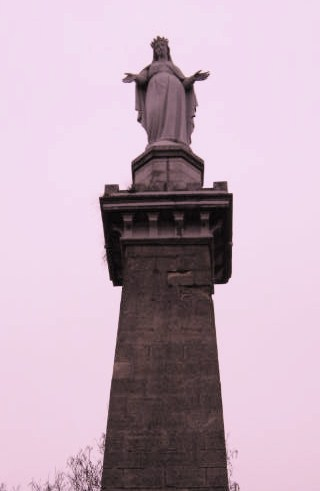
Le château de Mions[50] ;
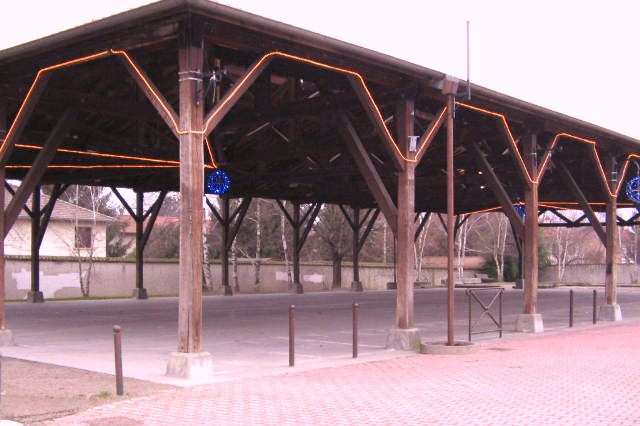
La glacière ;
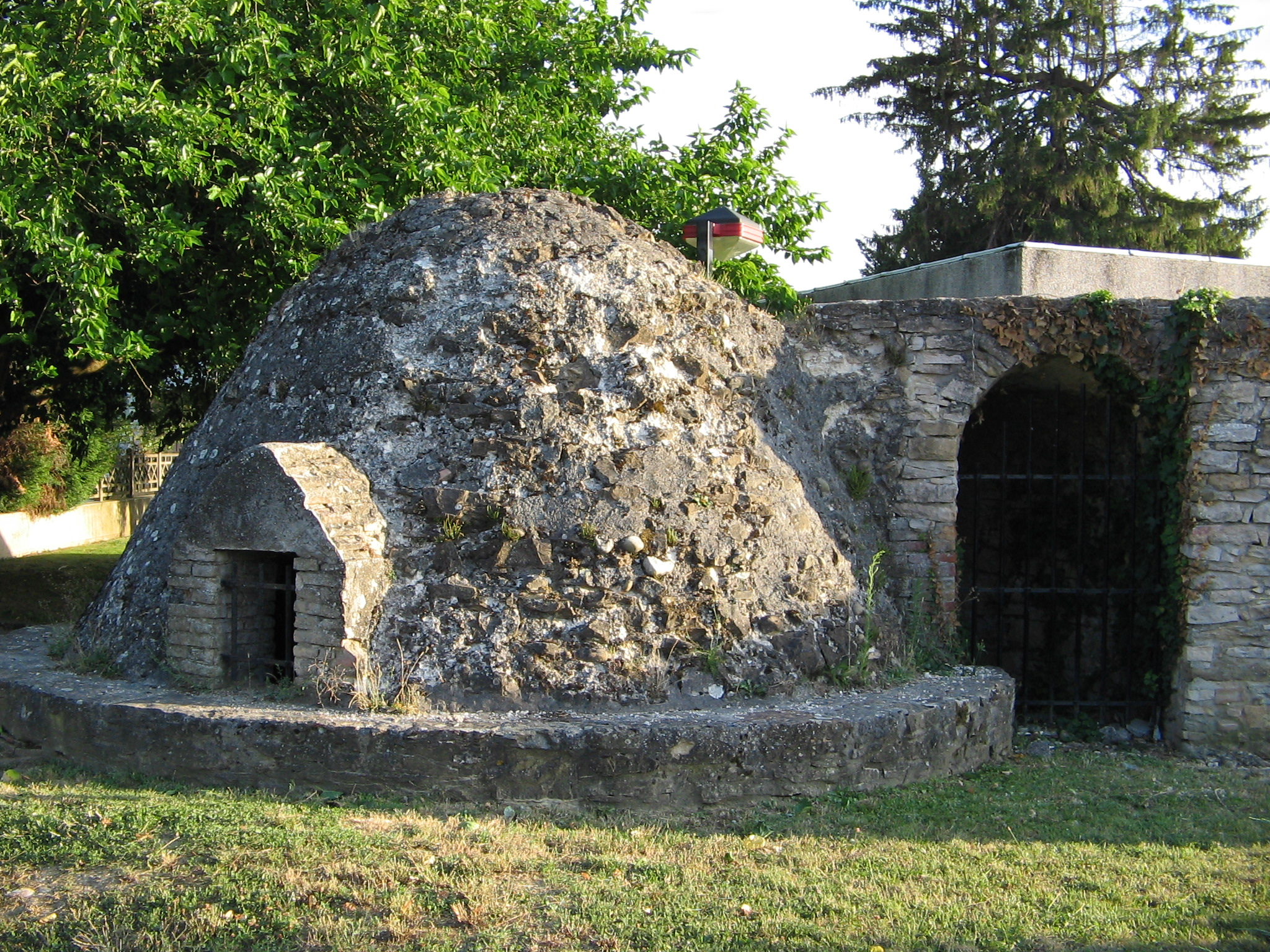
La halle, tenant lieu de marché les mercredis et samedis matin ;
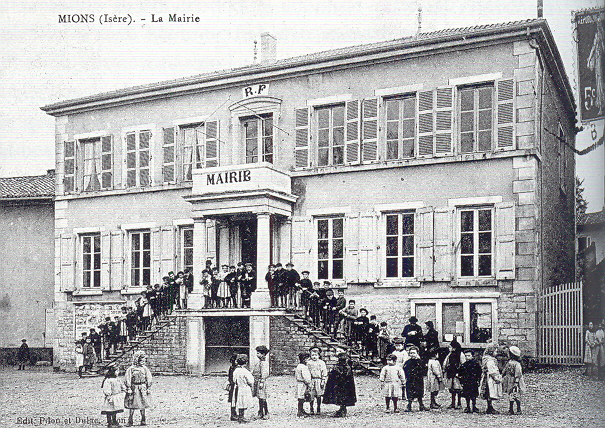
La Madone ;
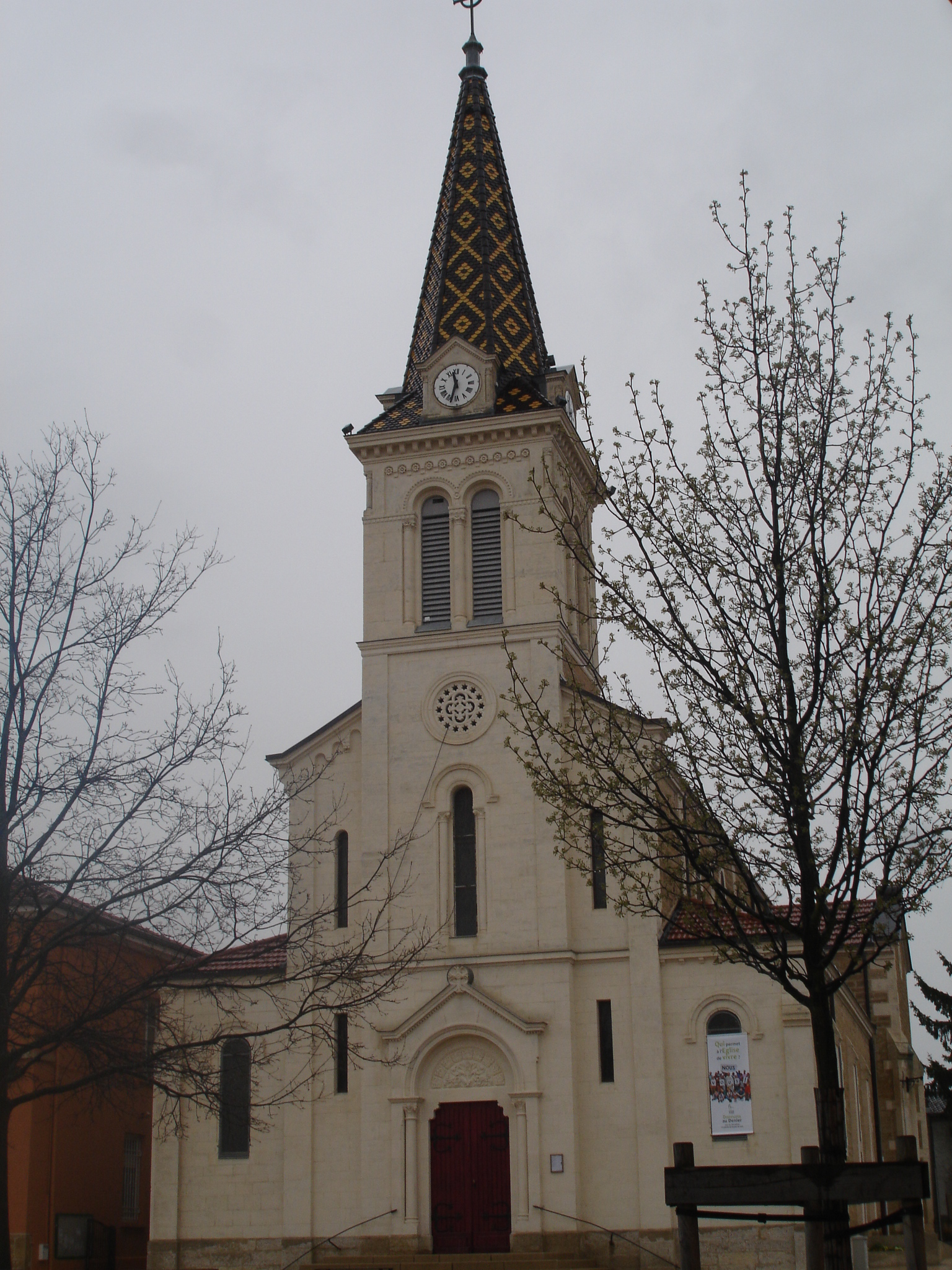
La vierge à l'enfant (XVIIIe siècle), classée aux monuments historiques.  - Château de Mions - Façade principale.
  - La Madone.
  - La halle.
  - La glacière
  - Quand la mairie faisait aussi office d'école.
  - L'église.

## Personnalités liées à la commune
- Abbé Jean-Baptiste Poidebard (ru) (1761 - 1824) : ce stéphanois d’origine fût un temps curé de Mions. Il devint ingénieur-inventeur de l’empire de toutes les Russies.
- André Marcadier : producteur d'automobiles sportives en kit à monter soi-même[51] dont l'atelier de production était situé à Mions entre 1963 et 1980[52].

## Politique et administration

### Administration municipale
| Période                                  | Période                | Identité             | Étiquette   | Qualité |
| ---------------------------------------- | ---------------------- | -------------------- | ----------- | --- |
| 1790                                     | 1791                   | Ennemond Guy         |             | |
| 1792                                     | 1793                   | Poulet               |             | |
| Les données manquantes sont à compléter. |                        |                      |             | |
| 1800                                     | 1806                   | Cusin                |             | |
| 1806                                     | 1814                   | Jacques Bret-Morel   |             | |
| 1814                                     | 1829                   | Claude Poulet        |             | |
| 1830                                     | 1848                   | Barthélémy Perret    |             | |
| 1848                                     | 1849                   | Joseph Fontrobert    |             | |
| 1849                                     | 1861                   | Joseph Geoffray      |             | |
| Les données manquantes sont à compléter. |                        |                      |             | |
| 1865                                     | 1870                   | Trivier Perret       |             | |
| 1870                                     | 1871                   | Léon Poulet          |             | Président de la commission provisoire |
| 1871                                     | 1903                   | Trivier Perret       |             | |
| 1903                                     | 1908                   | Jean-François Perret |             | |
| 1908                                     | 1919                   | Émile Merle          |             | |
| 1919                                     | 1929                   | Clément Poulet       |             | |
| 1929                                     | 1937                   | Auguste Sertelon     |             | |
| 1937                                     | 1939                   | Marius Rambaud       |             | |
| 1939                                     | 1945                   | Amédée Quinon        |             | |
| 1945                                     | octobre 1947           | Alfred Fournier      |             | |
| octobre 1947                             | mars 1965              | Paul Mouyon          |             | |
| mars 1965                                | mars 1977              | Joseph Sibuet        | CIR puis PS | Instituteur puis directeur d'école Conseiller général de Saint-Symphorien-d'Ozon (1968 → 1988) Vice-président du conseil général du Rhône |
| mars 1977                                | novembre 1993          | Louis Miachon        | PS          | Ingénieur électronicien, ancien résistant                                                                                                 |
| novembre 1993                            | mars 2001              | Bernard Chêne        | DVD         | Évaluateur des Domaines Vice-président du Grand Lyon (1995 → 2001) Élu à la suite d'une élection municipale partielle                     |
| mars 2001                                | mars 2014              | Paul Serres          | PS          | Instituteur puis directeur d'école |
| mars 2014                                | avril 2024 (démission) | Claude Cohen         | UMP → LR    | Retraité Réélu pour le mandat 2020-2026                                                                                                   |
| mai 2024                                 | En cours               | Mickaël Paccaud      | LR          | Sapeur-pompier professionnel Adjoint au maire chargé de la sécurité (2014 → 2024) Conseiller régional d'Auvergne-Rhône-Alpes (2021 → )    |

## Vie
- Centre culturel Jean Moulin
- Résidence pour seniors
- Cinéma "Ciné'Mions"
- Collège Martin Luther-King

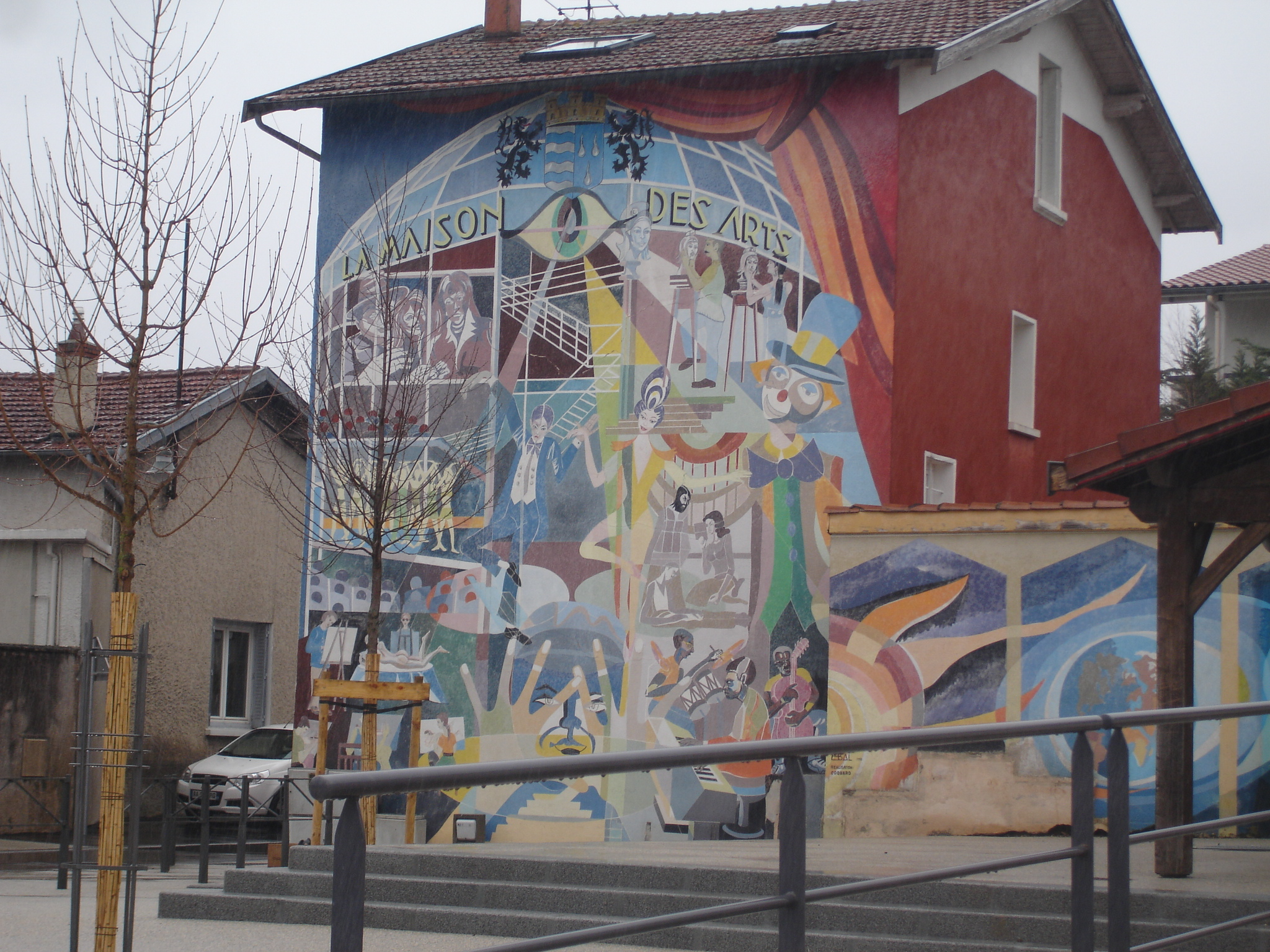
La maison des arts.

- Commerces : boulangeries, traiteur, pharmacies, presses, opticiens, magasin bio, pressing, restaurants, deux marchés par semaine sous la halle, etc …
- École de musique (AMMi - Association Musicale de Mions)
- Gendarmerie
- Groupes scolaires : Germain Fumeux, Joliot-Curie, Louis Pasteur et Joseph Sibuet.
- Halte-garderie
- Jardin de l'équilibriste, du nom de la sculpture "L'équilibriste" de Josef Ciesla, à l'entrée du centre culturel et de la médiathèque
- Lignes de transport en commun du réseau TCL :   vers la gare de Vénissieux via Saint-Priest,   vers la gare de Vénissieux et  T36 vers Vénissieux (métro Parilly ou Saint-Jean-de-Bournay (tarification Cars Région Isère)
- Maison des arts
- Médiathèque Jacques Prévert[56]
- Parcours sentiers pédestres
- Professions libérales : médecins, dentistes, pédicure, infirmiers, notaire, etc ...

## Manifestations culturelles et festivités
- Biennale de généalogie.
- Le comité des fêtes C'fêtes Mions organise entre-autres chaque année le bal du 13 juillet, la fête de la musique au parc Monod, ou encore la fête médiévale de Mions.
- Ciné'Mions propose des conférences en complément des séances de cinéma et participe régulièrement au Festival Lumière.
- La médiathèque Jacques Prévert propose des animations grand public (animations numériques, heures du conte, rencontres d'auteurs, etc ...).
- Festi'Gones est un festival annuel organisé par le centre culturel Jean-Moulin se déroulant pendant les vacances scolaires d'hiver (entre février et mars). Sa programmation se compose de spectacles, de concerts, de projections de films d'animation, ainsi que des ateliers en rapport avec la thématique choisie chaque année.

## Manifestations sportives
- Tournoi international de judo se déroule dans le courant du mois d'avril. C'est une compétition internationale pour les trois catégories d'âge poussin, benjamin et minimes. Le tournoi est organisé et géré par l'Amicale Laïque de Mions (A.L.M.) section judo[57].
- En 2014, la ville de Mions met en place un Office Municipal des Sports (O.M.S.), afin de fédérer toutes les associations sportives miolandes autour d'un pôle central. En 2015, l'O.M.S. organise pour la première fois le Parcours du cœur[58], une opération de sensibilisation à la santé et au sport. La même année, l'office organise un trail : le Mions Trail[59].

## Démographie
L'évolution du nombre d'habitants est connue à travers les recensements de la population effectués dans la commune depuis 1793. Pour les communes de plus de 10 000 habitants les recensements ont lieu chaque année à la suite d'une enquête par sondage auprès d'un échantillon d'adresses représentant 8 % de leurs logements, contrairement aux autres communes qui ont un recensement réel tous les cinq ans,.

En 2022, la commune comptait 13 716 habitants, en évolution de +3,56 % par rapport à 2016 (Rhône : +3,93 %, France hors Mayotte : +2,11 %).
| 1793 | 1800 | 1806 | 1821 | 1831 | 1836 | 1841 | 1846 | 1851 |
| ---- | ---- | ---- | ---- | ---- | ---- | ---- | ---- | ---- |
| 520  | 602  | 611  | 724  | 776  | 821  | 836  | 877  | 891  |

| 1856 | 1861 | 1866 | 1872 | 1876 | 1881 | 1886 | 1891 | 1896 |
| ---- | ---- | ---- | ---- | ---- | ---- | ---- | ---- | ---- |
| 911  | 926  | 935  | 905  | 879  | 900  | 850  | 810  | 805  |

| 1901 | 1906 | 1911 | 1921 | 1926 | 1931 | 1936 | 1946 | 1954  |
| ---- | ---- | ---- | ---- | ---- | ---- | ---- | ---- | ----- |
| 772  | 741  | 748  | 752  | 796  | 856  | 849  | 828  | 1 040 |

| 1962  | 1968  | 1975  | 1982  | 1990  | 1999   | 2006   | 2011   | 2016   |
| ----- | ----- | ----- | ----- | ----- | ------ | ------ | ------ | ------ |
| 1 867 | 2 848 | 5 081 | 6 044 | 9 145 | 10 283 | 11 280 | 11 943 | 13 244 |

| 2021   | 2022   | - | - | - | - | - | - | - |
| ------ | ------ | - | - | - | - | - | - | - |
| 13 707 | 13 716 | - | - | - | - | - | - | - |